# 宋朝
宋朝（中古漢語IPA读音：/suoŋH/，960年2月4日—1279年3月19日）是中国历史上的一个重要朝代。根据首都及疆域的变迁，可细分為北宋與南宋，合稱兩宋，共經歷18任皇帝的統治，國祚共歷319年。宋朝是中國建立皇帝制度後，國祚最長的一個中國朝代（漢朝因被新朝及更始帝時期隔斷而非國祚延續最長）。因国君姓赵，为區别于南北朝时期的南朝宋，故亦称“赵宋”。又因五德終始說，宋朝为火德，因而也被称为“火宋”、“炎宋”。北方政權辽和金两国以宋朝位处其南方，称其为“南朝”，并自诩为“北朝”，西夏又因宋朝位于其东南，特称其为“东朝”。
周世宗柴榮死後,周恭帝柴宗訓繼位,公元960年，五代時期后周殿前都点检（禁军统帅）赵匡胤的部下發動陳橋兵變，擁立趙匡胤為帝，奪後周恭帝柴宗训帝位而改元自立，史稱宋太祖。宋朝由此而立。建國之初，太祖因陈桥兵变而意识到武人执政的危险性，为防止他人效仿自己兵变夺取皇权，通过杯酒释兵权將兵權歸於中央，并设置转运使将地方财富集中到中央，又命诸州县各选所部兵士，才力武力殊绝者送都下，其老弱者始留州，地方兵力亦收归中央，并推行重文抑武的國策，採取調將指揮制。這一國策影響之深遠，使得北宋自成立之初便頻頻不敵北方外患，对辽朝、西夏等有中央政府的北方國家，用兵则屢遭挫敗，不過透過澶淵之盟的歲幣外交手段，兩方維持了大體的和平，貿易的進展也使得中原文化向北方申延。
公元1127年，金朝侵略北宋，徽宗、欽宗二帝皆被金兵掳去北上，北宋滅亡,史稱"靖康之變"。其後，徽宗之子康王赵構南下稱帝，是為宋高宗，經過一連串戰爭後，定都杭州临安，史称“南宋”。南宋在公元1141年與金達成紹興和議，向金稱臣，以秦岭淮河为界，此後維持至江南偏安統治的局面。公元1234年起，蒙古帝国取代金国成为宋朝的最大威胁，此后便开始了长达45年之久的宋元戰爭。公元1276年，元军突破长江防线，南宋都城临安随后亦陷落，領土多被元军所侵占。惟残余势力陆秀夫、文天祥和张世杰等人拥立端宗赵昰、帝昺继续抵抗元朝。公元1279年，崖山海战以宋军全军覆灭告终，宋末帝赵昺随大臣陆秀夫跳海殉国，标志着宋朝的正式灭亡。
两宋时代没有严重的宦官干政、外戚專權和地方割据，大部分時期皇帝均控制政局，沒有出現唐朝中晚期時皇帝被宦官控制的局面。史學家陈寅恪言：「华夏民族之文化，歷數千載之演進，造極於趙宋之世。」西方與日本史學界認為宋朝是中國歷史上的文艺复兴與經濟革命的時代。
宋朝經濟空前繁荣，商業繁盛，中國歷史學家邓广铭和漆侠認為宋代是中国古代历史上经济与文化教育最繁荣的时代，唐宋八大家有六人出自宋朝，儒學复兴，社会上弥漫着尊师重道之风；商業經濟發達，科技發展非常進步（詳見宋朝科技），四大發明在宋代也得到了改良；在政治上相对寬容，雖壓制民變，但對忤旨或黨爭失勢的官员鲜有刑罰；宋太祖立下祖訓要求其子孫不得殺害文人及上書諫議之人，文人的地位得以提升，有說法認為宋朝是「皇帝與士大夫共治天下」的時代。

## 北宋历史

### 陳橋兵變

宋太祖趙匡胤

與宋以前的朝代不同，宋朝與隋朝一樣，是通过军事政变而非武力攻奪建立的。宋朝的開國君主赵匡胤，原任后周一朝殿前都点检（即禁軍統領），由於戰功卓著，受後周世宗信任，成為其左右手。显德六年（959年）世宗崩，年仅7岁的恭帝繼位，趙匡胤有了代立之心，打算效仿後周太祖的「黃旗加身」。显德七年（960年）春节之際，趙匡胤的黨羽製造遼國南下的假情報，時後周宰相范质急令趙匡胤率軍出城禦敵。正月初三，趙匡胤抵達陳橋驛駐紮，當天夜裏他酣睡之時，被手下將卒加黃袍于身（黃袍加身），高呼“萬歲”，被擁為天子，时年33岁，是为宋太祖。後周廷臣得知時城內空虛，只得承認現實。後周恭帝被迫逊位，「禪讓」帝位予趙匡胤。趙匡胤曾为归德軍节度使，驻于宋州，春秋時期宋州为宋国故地（今河南商丘一带），故定国号为“宋”，定都开封，改元建隆。依據五行相生的順序，後周的「木」德之後為「火」德，因此宋朝以「火」為五行德運，並取紅色為王朝正色。
建隆元年，赵匡胤平定南北李筠、李重進二人的叛军。建隆二年（961年）七月、开宝二年（969年）十月，他聽從趙普的意見前後兩次「杯酒释兵权」，將手握重兵的將軍石守信、王審琦、高懷德、張令鐸、趙彥徽、羅彥瓌等和地方武將的軍事指揮權予以剝奪，委以虛職，改以文官治軍，并将軍權與財政大權全部集中到中央。兩宋因此得以避免唐時藩鎮割據的局面。然而，這項國策也導致地方軍事資源減少，使宋朝在對外戰爭中始終處於下風。

### 一統中原

宋太宗趙光義

政權穩固后，趙匡胤著手掃除五代殘餘割據，一統天下。趙匡胤在與赵普雪夜商討後，決定以先南後北為戰略順序，先取经济富庶的南方六国以巩固國力，再掉头北伐契丹附庸北汉。他先行假虞滅虢之計，攻滅荆南和湖南割據政權，之後又滅亡後蜀、南汉、南唐三國。赵匡胤一心希望恢復唐時北方領土，設立封樁庫儲蓄錢財布匹，以期日後從遼人手中贖回被石敬瑭出賣的燕雲十六州。

#### 太祖駕崩
開寶九年（976年）八月，宋太祖再度派兵北伐，卻于當年十月十九日深夜突然去世，留下千古謎團，統一大業被迫暫停。其弟趙光義自稱奉母親昭憲太后遺命《金匱之盟》而登皇帝位，是为宋太宗。此後，大宋天子皆為太宗後代，至南宋孝宗皇帝時才由太祖子孫回歸皇位。
太宗穩固帝位後，繼續統一事業。其後，割據福建漳泉兩州的陳洪進、割據吳越錢氏相继歸降。太宗遣大将潘美揮师北上围攻北漢都城太原，击退辽援兵，滅亡北漢，終於结束安史之亂后近二百年藩镇割据的局面。太平兴国四年（979年）五月，太宗不顧眾臣反對，趁伐取北漢之勢，從太原出發展開北伐。北伐初期一度收復河北易州和涿州。太宗志得意滿，下令圍攻燕京，宋軍與遼人在高粱河畔展开激战。太宗亲临战场，結果受傷中箭，乘驴车仓惶撤离，北伐未果。七年后的雍熙三年（986年），太宗遣曹彬、田重进、潘美兵分三路进行北伐。中、西两路進軍順利，而主力东路軍贪功冒进，在岐沟关大败而潰。中、西二路被迫撤军。西路军在撤军后接到将已攻占的云、应、朔、寰州四州百姓内迁的命令，副將杨业中伏被俘，绝食三日而死。淳化四年（993年）二月，四川爆發王小波和李顺发动叛亂。亂軍所到之处調發富家大姓除生活品外一切財產于眾，得到蜀地农民呼应。次年正月，亂軍占据成都，建立大蜀政权，太宗得知后派遣两路大军讨之，亂軍终于至道二年（996年）彻底失败。幾次边陲防線的失利、後方叛亂的爆發遏制了北宋進一步收复疆土，太宗的施政也不得不轉為重內虛外。太宗本人附庸風雅，喜好詩賦，政府也因此特別重視文化事業，宋朝重教之風因而展開。太宗喜好書法，善草、隸、行、篆、八分、飞白六種字體，尤其善書飛白體，宋朝的銅錢淳化元寶也是太宗親自题寫的。
宋太宗即位之事甚為蹊蹺，是為「燭影斧聲」之事，朝野相傳趙光義謀殺宋太祖而得位，為確保政權合法性，趙光義拋出其母杜太后遺命之說，即「金匱之盟」。金匱之盟起源於杜太后臨終時召趙普入宮記錄遺命，稱要宋太祖死後先傳其弟趙光義（即宋太宗），再傳趙光美（後改名為廷美），再傳趙德昭（太祖趙匡胤長子），而宋太祖同意。這份遺書藏於金匱中，因此名為金匱之盟。然而，宋太宗却先後逼死宋太祖之子德昭和趙德芳，又貶黜趙廷美到房州，兩年後趙廷美死於谪所。太宗長子赵元佐因為同情趙廷美被廢，另一子赵元僖暴死，最後襄王趙元侃被立為太子，改名恒。至道三年（997年），宋太宗崩，李皇后和宦官王繼恩等企圖立趙元佐為帝。時宰相呂端處置得當，趙恒順利即位，庙号宋真宗。宋朝始步入安穩守成時期。

### 北禦遼夏

宋真宗趙恒

宋真宗奉行太宗末年的黃老政治，無所作為，避免介入軍事。自雍熙北伐後，遼國就經常在宋遼交界搶劫殺掠，到景德元年（1004年）終於演變成大規模侵宋戰爭。宰相寇準力主抗戰，結果真宗親征，宋軍士氣大振，與遼軍相持在澶州城下，遼軍求和。經過幾番交涉，兩國議和成功。和約主要內容是：宋每年給遼絹廿萬匹，銀十萬兩，雙方為兄弟之國。史稱該和約為「澶淵之盟」。历代觀點以批评者為主，認為真宗並無收回燕云十六州，且軍事胜利者卻要年年向戰敗者贖巨款買和平，甚為屈辱。惟另一種分析认为，擊退南侵本身已是胜利，宋時經濟發達合約負擔並非巨大，難以说成城下之盟，辽朝此後數十年不敢再南侵，宋朝亦沒有割地，不像南宋时割地求和的局面。
之後，寇準漸漸失寵，終被罷相。真宗開始信用佞臣王钦若。王欽若長于逢迎，深知真宗希望天下呈現一派祥和的氣象，於是與另外一位宰相王旦聯手，于各地製造「祥瑞」之象，極力鼓吹真宗封禪，深得真宗之意。真宗在大中祥符元年（1008年）一年內先後三次封禪，并开始兴建玉清昭应宫，嚴重損耗民力。真宗與皇后劉氏無子，真宗偶爾一次临幸劉氏侍女李氏，結果李氏於大中祥符三年（1010年）產下一子趙受益，就是後來的仁宗。而後，劉氏與另一名嬪妃楊氏共同撫養這名孩子。天禧二年（1018年）中秋，真宗正式封趙受益為太子，改名趙禎。興元年（1022年）二月廿日，真宗駕崩。太子趙禎即位，劉皇后被尊為皇太后，在仁宗成年前代理軍國大事。從此開始劉太后十一年的垂簾聽政時代。仁宗執政早期一直處在劉氏的陰影之下，直到劉氏死後他才得以施展抱負 （ 後人京戲以此取材編為「貍貓換太子」、「打龍袍」）。

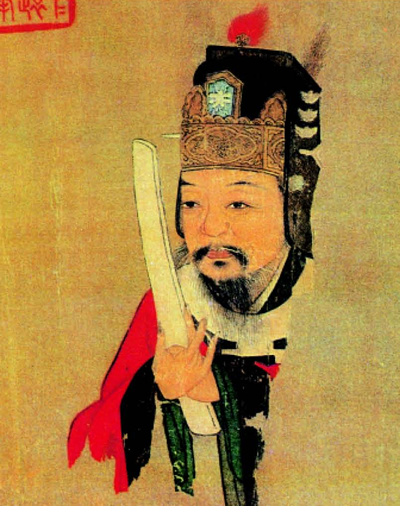
「先天下之憂而憂，後天下之樂而樂」的范仲淹

夏景宗於大慶三年（1038年）稱帝後，宋夏之間爆發持續數年的戰爭，宋軍在三川口、好水川、定川寨等戰役中屢次失敗。宋夏战争主要經歷五個時期，即宋仁宗－夏景宗时期，宋英宗－夏毅宗时期，宋神宗－夏惠宗时期，宋哲宗－夏崇宗时期，宋徽宗－夏崇宗时期。宋軍的失利使辽國趁机施压，導致重熙增幣的發生。宋夏戰爭不利后，仁宗罢免宰相呂夷簡，任用范仲淹、富弼、韩琦等名臣推行慶曆新政，任用包拯管理京城和御史台 （ 此時期即為包青天戲劇題材的主要背景 ），取得良好效果。在邊疆上，任用大將狄青，先後弭平南蠻壮族侬智高叛亂和西夏的挑釁。然而一些守舊派人物指稱這些改革派官吏拉幫結夥，互相吹捧，是為朋黨。仁宗一向厭惡廷臣結黨營私，這些新政官員後來多被貶為地方官，短暫的慶曆新政就此結束。
仁宗死後，英宗趙曙即位。他是真宗之弟商王赵元份之孫。嘉祐七年（1062年）被立為皇太子。英宗多病，最初朝政由曹太后掌管。治平元年（1064年）五月以後英宗始才親政。英宗親政僅半個月就爆發濮議，這場爭論長達十八個月。起因是宰相韩琦提請討論英宗生父名分的問題，朝中因此分成兩派，一派認為應稱英宗生父濮王為皇伯，另一派認為該稱皇考。最終曹太后下旨稱皇考，才平息這場爭論。總體來說，英宗是一位有為的君主。他繼續任用前朝能臣，也大膽挖掘新人。英宗非常重視書籍的編修，《資治通鑒》便是英宗發起的。

### 變法黨爭
英宗死後，其長子神宗赵顼即位。神宗在位期間，宋初制訂的制度已產生諸多流弊，民生出現倒退，北方遼與西夏又虎視眈眈。因此，神宗銳意改革。神宗啟用著名改革派大臣王安石推行新法，任其為參知政事。王安石推行的新法包括均輸、青苗、免役、市易、保甲、保馬、方田均稅等。但是，新法的实行遭到以司马光為首的保守派的強烈反彈。加之天災不斷，神宗實行新法的決心有所動搖。熙宁七年（1074年），北方大旱，官員鄭俠向神宗呈上流民圖一幅，圖中景象慘不忍睹，神宗受到極大震撼。次日，神宗就下令暫罷青苗、方田、免役等十八項新法。儘管這些法令不久後被恢復，但神宗與王安石之間開始不信任。熙寧七年四月，王安石首次被罷相，出知江寧府。後來變法派中的官員呂惠卿肆意妄為，王安石因此複職回京，但依然受到保守派的堅決阻撓。熙寧九年（1076年）六月，王安石長子，也是王安石主持新法的主要助手王雱去世，王安石借機堅決求退，神宗於十月再罷相位，此後王安石便不問世事。

有“願為五陵輕薄兒，生當開元天寶時”之嘆的王安石

後人對熙寧新法的看法非常兩極，但無庸質疑的是，新法的推行效果遠不如預期。新法的實行雖然大大增加國家的財政收入和耕地面積，但是卻嚴重增加平民負擔。熙寧新法在軍事上的改革停留在頭痛醫頭，腳痛醫腳，軍隊戰鬥力無明顯改善。加上王安石立意求新，把需要很長時間才能“消化”的十余項改革措施于數年內全盤推行，使變法陷入欲速不達的困境。且新法實施後期，條文與執行效果偏差越來越大，一些措施從利民變成擾民。新法執行過程中用人不當也是最後失去民心的原因，變法派如呂惠卿、曾布、李定和蔡京等都是品性飽受爭議之人，以致被視作小人。對於歷史上這次改革，黄仁宇曾評論道：「早我們之前九百年，中國即企圖以金融管制的辦法操縱國事，其範圍與深度不曾在世界裏其他地方提出。但現代金融是一種無所不至的全能性組織力量，它之統治所及概要全部包含，又要不容與它類似的其他因素分庭抗禮。」。
王安石被罷後，神宗繼續改革事業，號為「元豐改制」。元豐改制雖與熙寧變法並稱為「熙豐新法」，但力度無法同熙寧變法相提並論。新法施行数年，宋朝國力漸強，神宗逐步將重點轉移到外患上，熙宁年间西征吐蕃、西夏取得了数次军事胜利，元丰改制之后神宗決心一舉消滅西夏，以絕外患。熙寧五年（1072年）五月，神宗開始西征，取得大捷，大大鼓舞神宗的信心。9年后的元豐四年（1081年）四月，西夏發生政變，神宗借此再征西夏，不想遭遇慘敗，神宗因此一病不起。元豐八年（1085年）正月初，神宗立六子趙傭為太子。神宗頒佈的新法雖然短暫地被其母高太后廢，但不久又陸續恢復，其中不少沿用到南宋時期。
神宗崩後，太后高氏垂簾聽政，對剛即位的哲宗趙煦嚴加鉗制。高太后信用以司馬光為首的保守派，冷落哲宗，結果引發嚴重的新舊黨爭，此阶段以旧党胜利，新法几乎尽废告终，是為元祐更化。更化期间，以司马光为首的旧党核心不仅对新党进行远超前代报复性打击（首开贬官岭南之例，而非往日闲置西京），甚至连诸如苏轼这类旧党中的新法同情者也都排挤出朝廷。然而元祐年间，朝廷在政治上并没有太大建树，反而重新陷入新法前边事败坏财政紧张的状况。哲宗親政後，貶斥舊党，信用新黨，恢复熙豐新法，史称“绍圣绍述”，“绍述”意为继承，“紹聖”的年号更表明了宋哲宗“绍述先圣”，亦即继承宋神宗变法事业的意图。尽管与王安石主持的熙寧新法相比，绍述之法更着重于朝廷聚敛而非厚养民生，但因为旧党被得势的新党报复性地彻底打击，一些旧党所反对的养民之法得以确实执行，民生也稍有恢复。更重要的是，绍述扭转了元祐以来财政边事败坏的状况，宋廷财政收入重新丰裕，并因此取得了对西夏多次军事胜利，更在元符年间尽取横山，对西夏形成了彻底的战略优势。

### 靖康之禍

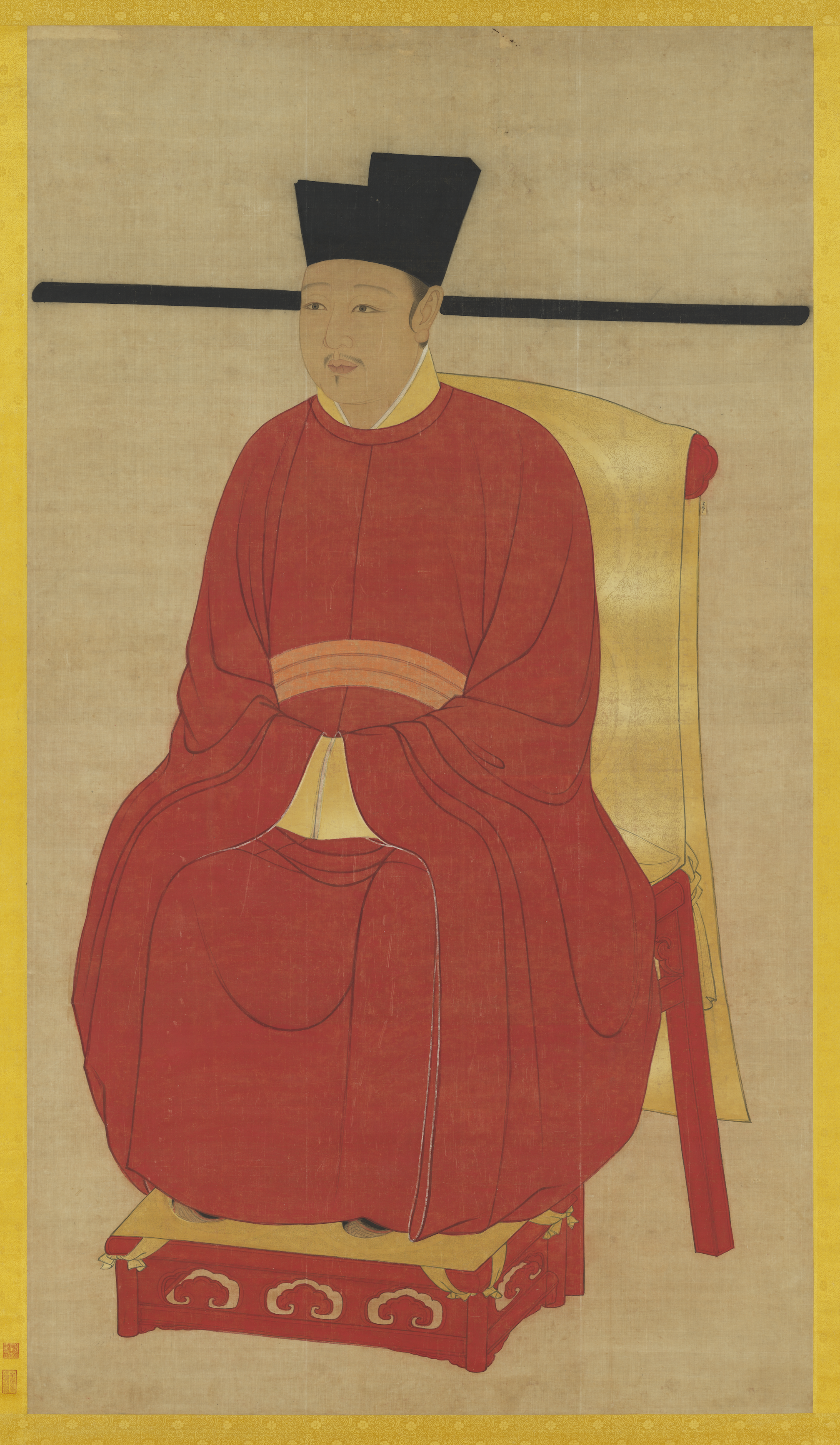
宋徽宗是一位甚負才華的藝術家，卻也是亡國之君

元符三年（1100年），年仅23岁的哲宗驾崩，并沒有留下子嗣，故死後由弟弟趙佶即位，是為宋徽宗。徽宗即位第一年由向太后垂簾聽政，建中靖國元年（1101年），向太后去世，徽宗親政。徽宗自幼愛好筆墨、丹青、騎馬等，好享樂，對朝政毫無興趣，曾被章惇批评“端王轻佻，不可以君天下”。即位后徽宗愈加生活奢侈迷醉，喜逛青樓，徽宗還崇信道教，自封為教主道君皇帝，聽信道士之言大興土木，在開封東北角修萬歲山，後名為艮岳，方圓十餘裏，其中芙蓉池、慈溪等勝地，亭臺樓閣、飛禽走獸應有盡有。徽宗在两浙路蘇杭地区設立應奉局与造作局，專在南方搜集奇花異石，是為花石纲，引得民怨沸騰。
徽宗既疏于理政，而又爱好佞言逢迎，尽管属意易于聚财的新法，但即位之初便将当初直言反对其即位的绍述主持者章惇逐出朝廷，而政務都交給以蔡京為首的奸佞廷臣，時稱六賊。蔡京以恢復新法為名大興黨禁，排斥異己。蔡京當政次日，就下達禁止元祐法的詔書，即謂元祐奸黨案，正直的大臣，即便并非旧党拥趸，也全被排出政治中心，甚至于当年新党的干将，诸如曾布、吕惠卿等也皆逐于外州。由于徽宗的穷奢极欲和蔡京的曲意逢迎，厚养民生的熙宁新法演变为盘剥黎民的崇宁新法，各类苛捐杂税，以及蔡京肆意发行“当十大钱”所造成的货币贬值与币制混乱，均造成民众极为沉重的负担。尽管徽宗朝也有诸如《皇宋政典》、《政和五礼新仪》的编撰以及崇宁教育改革等文化教育以及法律制度上的善政，但仍然无法弥补经济民生层面上已经形成的严重破坏，最终引发北宋末年的诸多民变。重和元年（1118年），黄河泛滥，河北、京东四路遭受水灾，流民失所、无可谋生，淮南宋江发动民变，起义军一度占居京东、淮南、河北数县。兩年后的宣和二年（1120年），宋江等三十六名起義首領接受朝廷招安，起义结束。同年十月初九（11月1日），方腊在睦州青溪（今浙江淳安西北）举义，各地农民闻风响应，不久发展至万人。三个月内，义军占领两浙六州五十余县城。次年正月，徽宗派童貫南下征讨，屡败义军，终于七月生擒方腊。
由于徽宗本人好大喜功，加之对西夏的战事一路凯歌高奏，平靖西寇似乎已近在咫尺，所以當他看到遼朝被金朝進攻後，便於重和元年（1118年）春，派遣使節馬政自登州渡海至金。雙方商議共同攻遼，北宋負責攻遼南京西京二道之域（即燕云十六州之域）；滅遼後，燕雲之地歸宋，過去宋給遼的歲幣改繳金國。此即海上之盟。然而与势如破竹的攻辽金军相比，宋軍在攻辽过程中，屡遭败绩，甚至于攻略幽州时虽一度攻入燕京（遼國稱南京，今北京市）内，却因志得意满而再遭辽国残兵痛击而溃退出城，最终还得借助金兵才得破城。虽然金太祖在占领幽州十六州中的幽州等七州后如约交割给宋，但目睹宋军大都腐败残弱的不再视宋为不可战胜的天朝上国，便乘勝掠去燕京人口北返，更生南下攻宋之意。

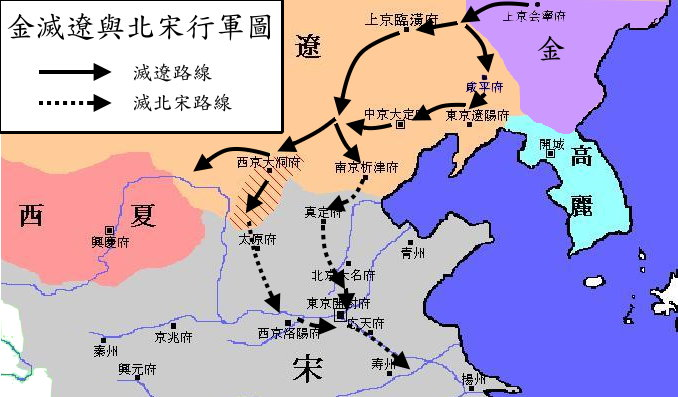
金滅遼與北宋形勢圖

宣和七年（1125年），金军以平州知州张觉背金投宋为由，分东、西两路南下攻宋。宋朝杀张觉求和，却导致留守幽州的原辽将郭药师离心。尽管西路军因面对善战的河东禁军而受滞于太原不得南下，但面对荒废兵事的河北禁军，东路金军以摧枯拉朽之势迅速逼近东京城，期间郭药师更献幽州投降，由幽云降卒新组建成的义胜军也降金。徽宗大驚失色，后依李綱建議傳位其子钦宗赵桓，自称太上皇，逃到江南。欽宗在啼哭中登上皇位，在戰和之間舉棋不定，在萬般無奈的情況下啟用李纲保衛東京。李綱暫時抵擋金軍。金军退兵后，钦宗软硬兼施将太上皇迎回东京软禁，诛杀以蔡京、童贯为首的奸臣“六贼”。金人以为宋朝要中兴，一度想就此作罢，但郭药师说宋朝外强中干。
金軍于靖康元年（1126年）二次南下。休战之间仍不曾解围的太原终因内外交困，坚守近一年后于该年九月陷落，而京畿禁军主力却又在朝廷政争的掣肘下以添油战术援晋，结果白白消耗并造成名将种师中阵亡、姚古、种师道兵败，至此开封已彻底暴露在金军兵锋之下，而诸路勤王兵马也难以急援京师。開封城被金軍圍困期间，城內疫病流行，餓死病死者不在少數。闰十一月丙辰日（1127年1月9日），尽管开封城实际仍能稍守，但慌张失措的钦宗及宰相何栗、枢密使孙傅竟迷信郭京“六甲神兵”的愚蠢把戏，致使完顏宗望、完顏宗翰與諸將破外城，要挟钦宗亲赴金营求和及勒索金银乃至劫持钦宗，宋将范琼也变节，将太上皇及皇族男女都押赴金营。靖康二年二月六日（1127年3月20日），金人以抵债为名，擄妃嫔公主贵戚及宗妇、族妇、歌女等数千人到金国五國城（今黑龙江哈尔滨依兰县），廢徽、欽二帝，貶為庶人，史稱靖康之變。被擄走的女眷或被金兵輪流蹂躏致死，或被打入洗衣院（金国官妓院）終身為妓，或被金人霸占为妾。金人在五国城侮辱徽钦二帝，封徽宗為“昏德公”，欽宗為“重昏侯”。最後二人皆客死異鄉。金朝攻滅北宋後，先後扶持张邦昌、劉豫，建立「大楚」和「大齐」两个傀儡政權。

## 南宋历史

### 建炎南渡

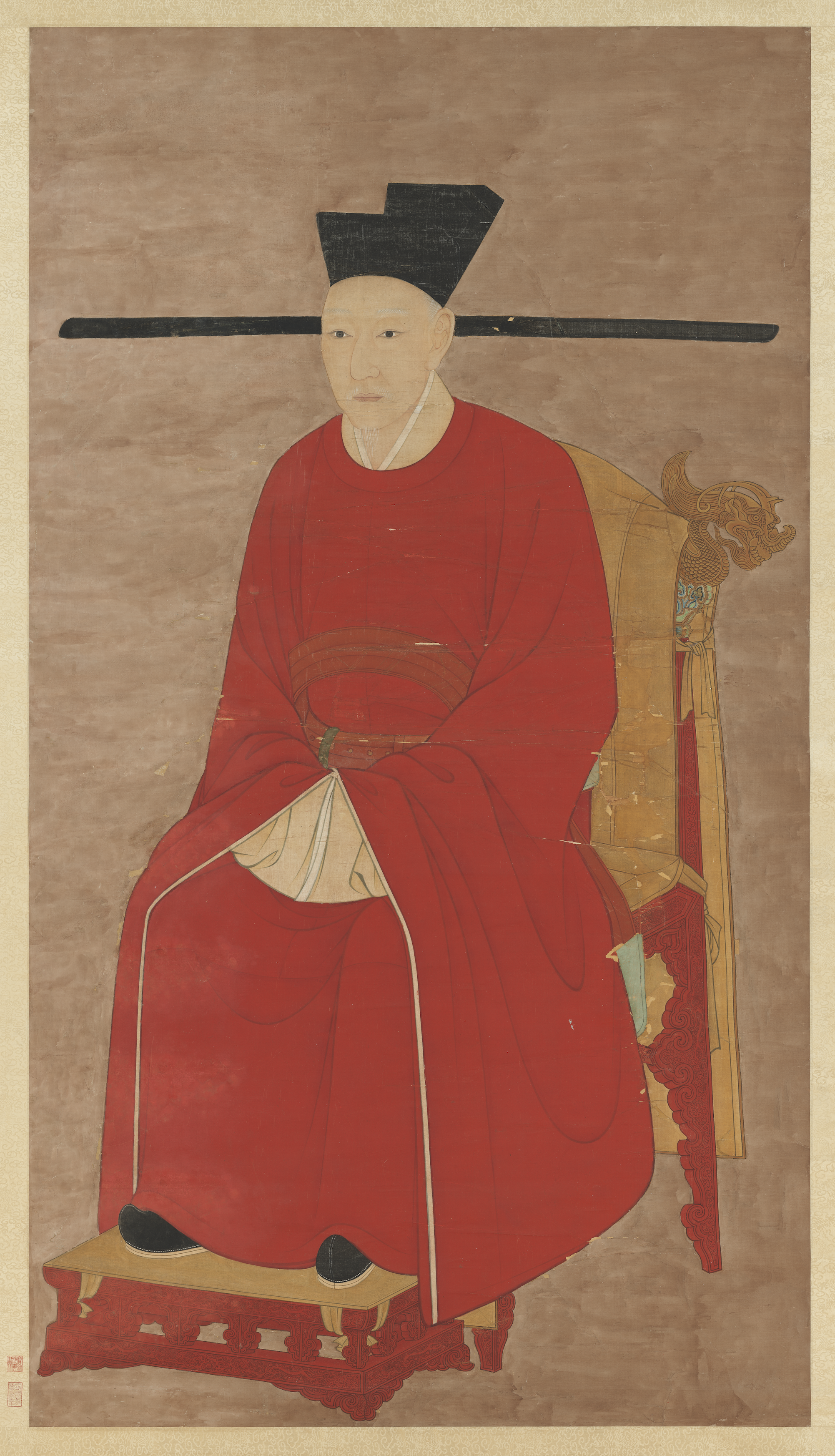
建立南宋的宋高宗

金朝在靖康之難中俘虜眾多的宋朝宗室，康王趙構得以幸免。靖康二年（1127年），赵构從今天的河北南下到陪都南京应天府（今河南商丘）即位为南宋高宗，改元建炎。因宋朝的五行德運為「火」，改元「建炎」意味著重建王朝的火德。之後高宗一路南行，過淮河渡长江，建炎三年改江寧府為建康府（今南京市）作為行都，稱「東都」。紹興元年（1131年）升杭州為臨安府（今杭州市）作為「行在」，紹興八年正式定臨安為行都，建康改為留都。金朝也一路南撲，直逼临安，高宗無路可逃，只得入海逃避，在溫州沿海漂泊四個月之久。由於南方天候潮濕河道縱橫，加上南宋軍民的英勇抗戰，金主帥完顏兀朮撤兵北返，在北撤鎮江時，被宋將韩世忠截斷退路，被逼入黃天蕩。宋軍以八千兵力圍困金兵十萬之眾，竟相持四十八日，最後金軍用火攻才打開缺口，得以北撤，途中金军又在建康被岳飞打敗，從此不敢渡江。在南宋「中興四將」中，最著名者當推岳飛。通過北伐，南宋奪回金扶植的偽齊政權之部分土地。

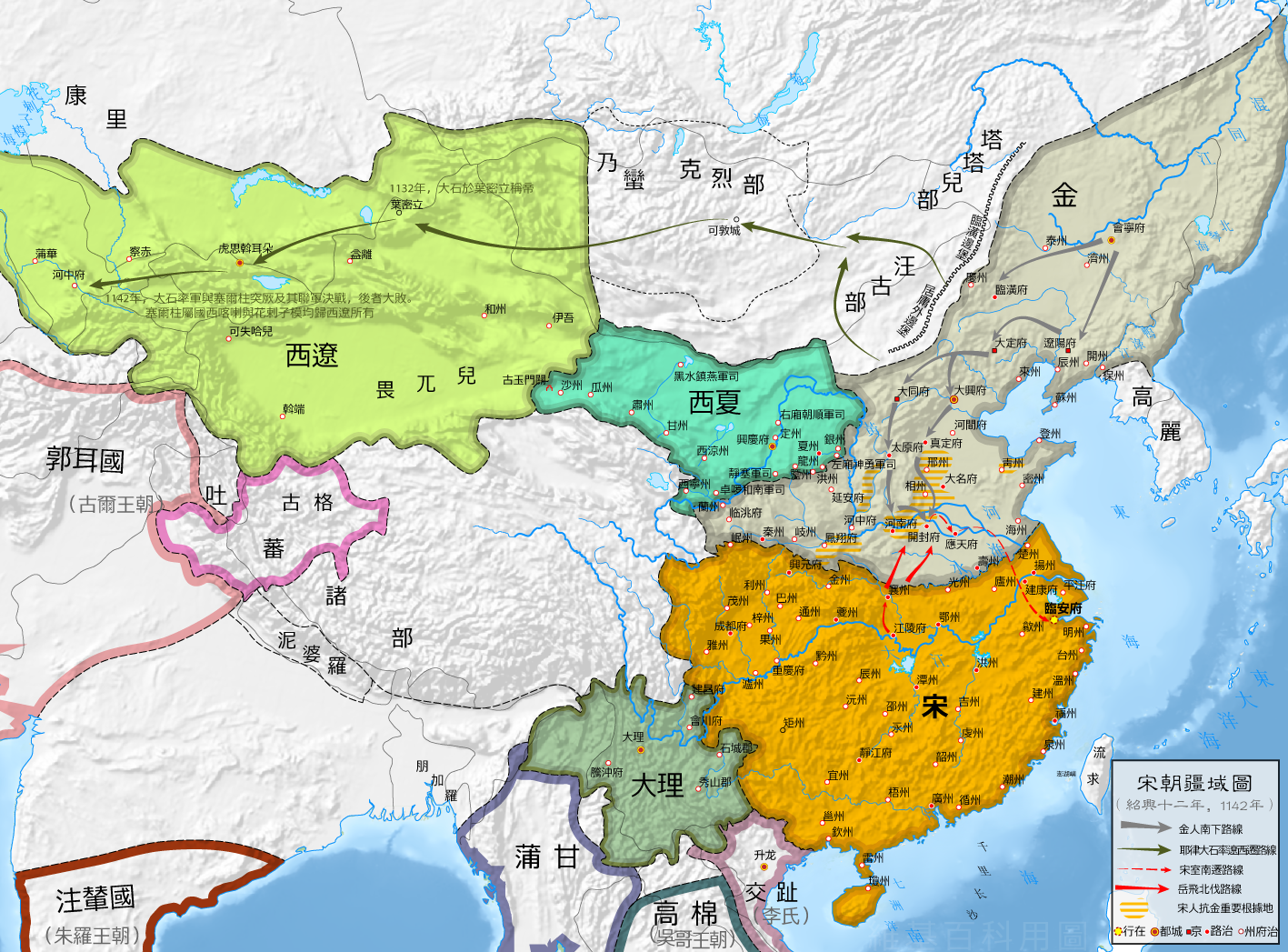
1141年金、南宋、西夏三国对峙图

### 南北对峙
宋高宗在苗劉之變後，為了防範及避免將領因北伐成功提升威望威脅其地位，決定一心議和，只希望偏安江南的統治。宋金在1138年首次議和，南宋一度收回河南與陝西。紹興十年（1140年）五月，金人撕毀和議，快速攻下河南與陝西，並往南深入。由於宋朝軍民抗戰英勇，金軍在川陝、兩淮的進攻皆告失敗。七月，金將兀术南攻不利，轉攻郾城，被岳飛打敗，轉攻穎昌，又為岳飛敗。岳家軍乘勝追擊，一直打到距開封僅四十五里的朱仙镇，兀朮出逃開封，北方各地義軍紛紛響應，以至於金人南望歎「撼山易，撼岳家軍難」。就在此時，高宗連下十二道金牌催促岳飛班師。

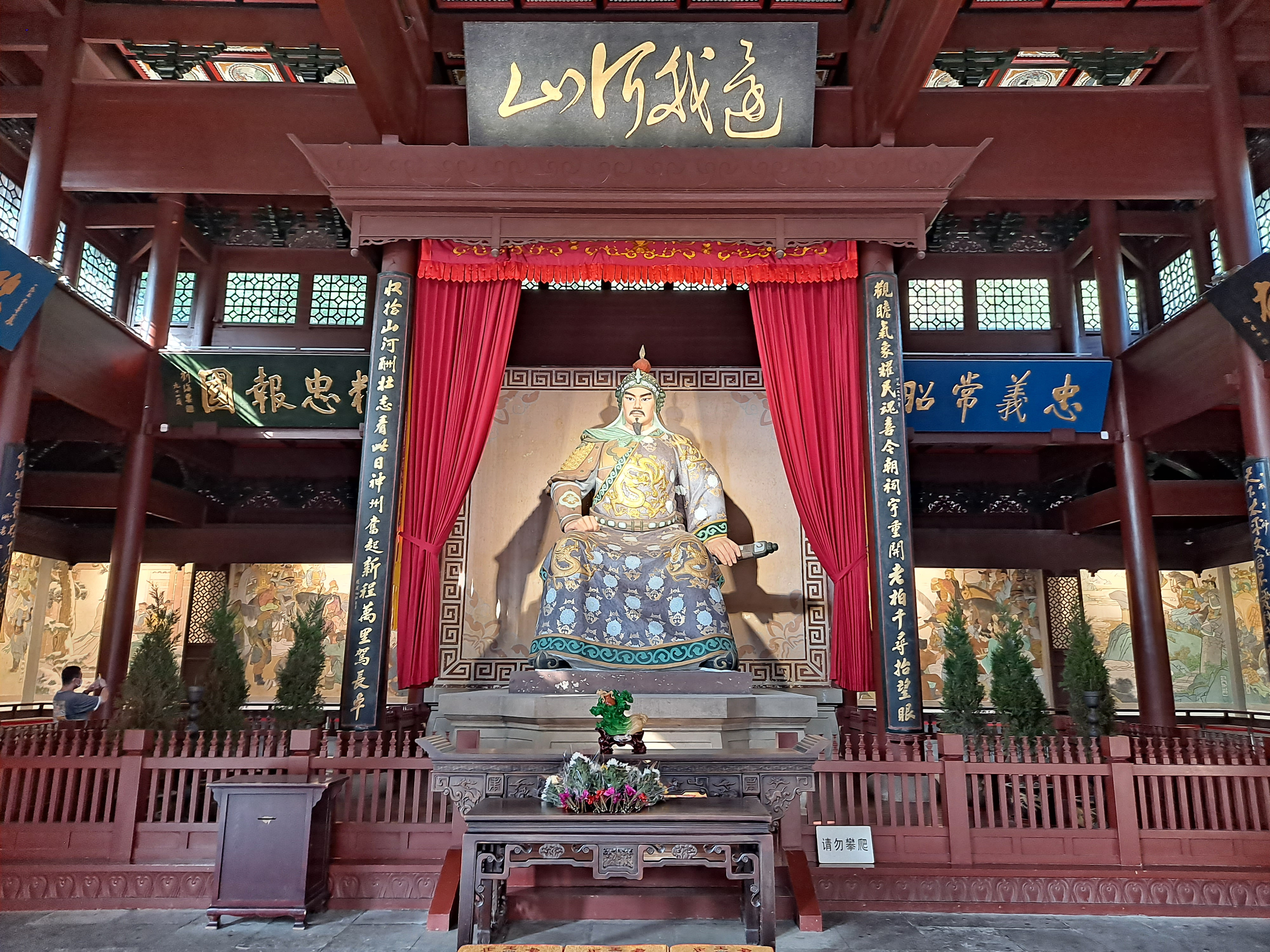
杭州岳王庙內岳飞雕像

紹興十一年（1141年）十一月，宋與金於書面達成《紹興和議》，兩國以淮水—大散關為界。宋割讓被岳飛收復的唐州、鄧州以及商州、秦州的大半，每年向金進貢銀廿五萬兩，絹廿五萬匹。十二月末除夕夜（1142年1月27日），宋高宗以“莫須有”的罪名殺岳飛與其子岳雲、部將張憲於臨安（今杭州）。《紹興和議》達成後，宋高宗生父徽宗的靈柩和生母韋氏本人被送回南宋，宋欽宗則因為金人反悔而未能如约南归。
高宗任用秦桧為相。秦檜在靖康年間曾主張抗金，後被金人掠去。建炎四年（1130年）十月，秦檜南返，由於他奉行投降主和政策，與高宗之意甚合。秦檜歸朝僅三月就成為副宰相，八月後又成為右丞相。由於秦檜大力提倡的“南自南，北自北”，當時尚與高宗相左，一年後被高宗罷免。紹興八年（1138年）五月，高宗複任秦檜為右丞相。秦檜迫害與自己意見不同的官員，聯姻外戚，結交內臣。高宗對於秦檜的行為採取默許，但同時牽制其權力。秦檜後來權勢巨大，引起高宗警覺。高宗親下命令，使秦檜的孫兒失去状元。秦檜的權勢日漸下降。紹興廿五年（1155年），秦檜病重，策劃讓其子接替相位，被高宗否決，不久后一命嗚呼。秦檜死後，高宗一方面打擊其餘黨，一方面重用主和派官員，繼續主導政事。

宋孝宗

高宗在南渡後失去生育能力，因此他從太祖的兩名後裔趙瑗和趙璩中選擇繼承人。最後趙瑗勝出。紹興卅二年（1162年），趙瑗被立為太子，並改名趙昚。紹興卅一年（1161年），金帝海陵王完顏亮南侵，被虞允文在采石之战中擊退。此時金國發生內亂，金帝海陵王被殺，金軍北返。議和失敗讓高宗萌生退意。六月，五十六歲的高宗下詔退位，太子趙昚即位，是為孝宗。自稱太上皇，居德壽宮。淳熙十四年（1187年）十月八日，高宗逝世。
孝宗即位後，改革朝政，力圖恢復，宋朝進入相對復興時期，孝宗平反岳飛，打擊秦檜餘黨，起用主戰派人士，銳意收復中原。隆興元年（1163年）四月，孝宗令李顯忠、邵宏淵等出兵北伐。北伐一度勝利，但由於各路將領不和加之輕敵，歷時僅廿日就告失敗。之後，孝宗不得已與金和談，隆興二年（1164年）十二月，宋、金正式簽定隆興和議。內政上，孝宗積極整頓吏治，裁汰冗官，懲治貪污，加強集權，重視農業生產。總體說來，宋朝的內政形勢有所改觀。高宗死後，孝宗對政治日益冷淡，最後在守孝三年後，決定讓位於其子趙惇，也就是光宗。光宗即位不久就患精神疾病，对孝宗十分不敬。绍熙五年（1194年）七月，孝宗去世。
光宗性好猜忌，非常不信任孝宗朝的大臣，因此即位兩年後日漸瘋癲。紹熙五年七月孝宗病逝後，光宗不服喪。臨安城內混亂不堪，局勢不穩。宗室趙汝愚和趙彥逾秘密策劃另立新君。最後，太皇太后下詔，光宗被奉為太上皇。其子趙擴即位，是為寧宗，改元慶元。六年後，光宗去世。寧宗一朝被韓侂冑和史彌遠兩名權臣操控。

### 內憂外患

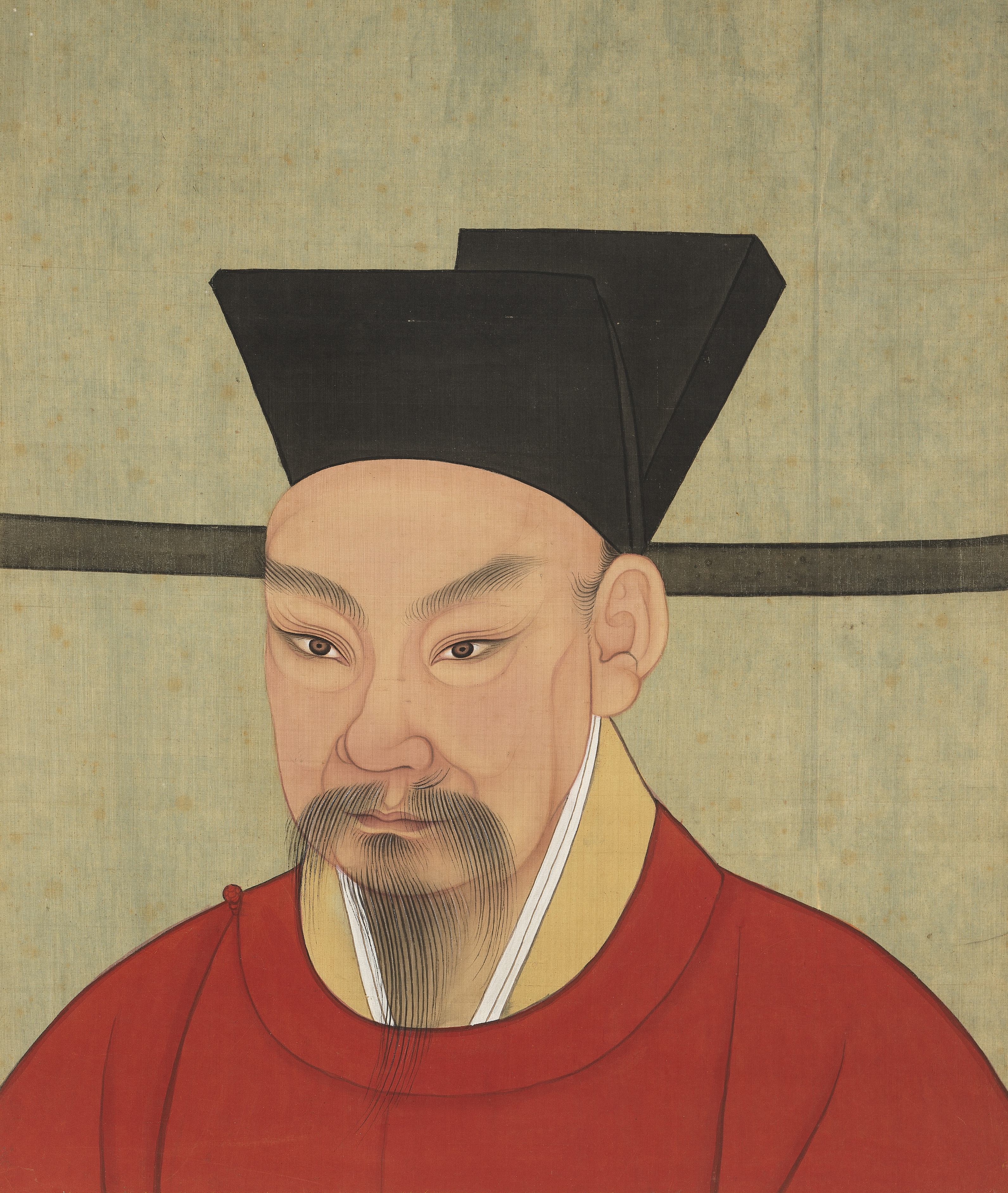
宋理宗趙昀

寧宗初期，趙汝愚任宰相。趙汝愚本人政治操守良好。但由於宋朝皇室任職宰相無先例不合禮，加上韓侂冑煽風點火，最後被罷去相位。南宋民間依然十分懷念他，臨安城門上每天都有悼念的詩文。韓侂冑為了徹底清除趙汝愚的影響，假借學術之名，製造慶元黨禁，將理學稱為「偽學」。當時朝中信仰理學的大臣大多反對韓侂冑，韓侂冑借此將這批士大夫全部趕出朝廷。慶元六年（1200年）間，韓侂冑見理學已不成威脅，解除了黨禁。黨禁不得人心，為了籠絡士人，韓侂冑又借北伐的名義蠱惑人心。开禧二年（1206年），韓侂冑貿然進行開禧北伐，很快就遭到失敗。北伐的失敗讓韓侂冑成為眾矢之的，政敵史彌遠借此與主和派和韓的反對派結成聯盟，金人又以殺韓侂冑作為和談條件之一。開禧三年（1207年）十一月三日，史彌遠等偽造密旨，將韓侂冑殺死。從此之後開始史彌遠專政時期。史彌遠與楊皇后勾結，大權獨攬。
寧宗本有八子，但都夭折了，於是立沂王的兒子赵竑為太子。趙竑對史彌遠專政非常不滿，因此史彌遠廢趙竑太子，改立趙昀為皇位繼承人。嘉定十七年（1224年）閏八月三日，寧宗去世，趙昀即位，是為理宗。理宗即位，史彌遠繼續專政，趙昀也就奉行韜晦之策。绍定六年（1233年）十月，史彌遠去世，理宗終於擺脫史彌遠，次年改元端平，實施一系列改革，史稱「端平更化」。理宗將史彌遠舊黨盡數罷斥，朝政一度得到改觀。其時，金朝在蒙古帝國步步緊逼下面臨亡國，朝中的對外政策也分成兩派，一派認為應該聯蒙抗金；另一派以唇亡齒寒的道理和海上之盟的教訓，援金抗蒙，使金成為宋的藩屏。
紹定五年（1232年）十二月，蒙古遣使商議宋蒙合作夾擊金朝，由於金國主力已在「三峰山之战」被蒙古軍殲滅，呈亡國之態，宋廷當朝大臣大多贊同聯蒙滅金，只有趙範反對。理宗答應蒙古的要求，蒙古也允諾滅金之後將河南還給宋朝。但是蒙宋口頭協定沒有留下書面文件，埋下後患。金哀宗得知，也派使節來宋陳述利害，希望聯合抗蒙，被理宗拒絕。理宗任命史嵩之主管滅金事宜。紹定六年（1233年），宋軍攻克鄧州。端平元年（1234年）五月，蔡州被克，金哀宗自縊，金朝滅亡。宋將孟珙將金哀宗遺骨帶回臨安。理宗將金哀宗遺骨供奉於太廟，以告慰徽、欽二宗在天之靈。

### 抵禦蒙軍

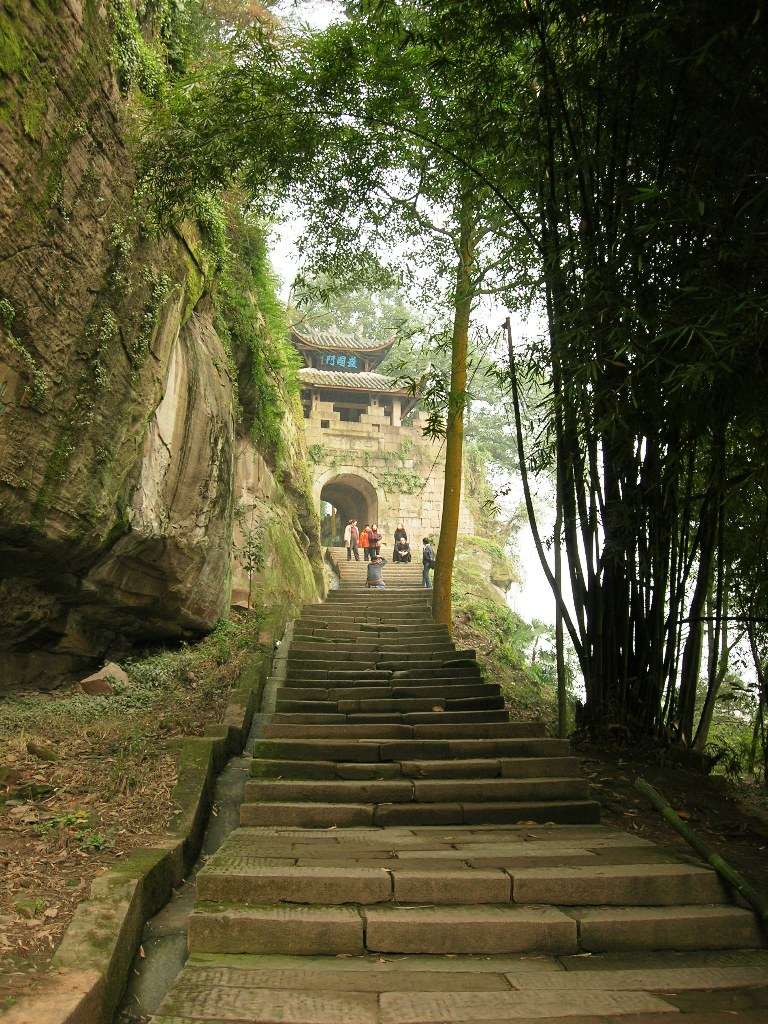
通向合川钓鱼城城门的石梯小道

金朝滅亡後，蒙軍北撤，河南空虛，理宗意圖據關（潼關）、守河（黄河），收復三京（東京開封、西京洛陽、南京歸德），光復中原。端平元年（1234年）五月，理宗任命趙葵為主帥，全子才為先鋒，下詔出兵河南。六月十二日，全子才收復南京。七月五日，宋軍進駐開封。但由於糧草不濟，貽誤戰機，進攻洛陽時被蒙軍伏擊，損失慘重。各路宋軍全線敗退。「端平入洛」宣告失敗，宋于此役損失慘重，大量精兵與物資付諸流水，也為之後蒙古侵宋提供藉口。「端平入洛」之後，理宗怠於政事，沉迷於聲色犬馬，朝政大壞。
端平二年（1235年），三路蒙軍分别大举入侵川陕四路，荆湖北路和淮南西路，都被擊退。蒙軍並不甘心，於次年九月和第三年再次兵分三路大举南侵，前锋接近长江北岸。由於宋軍奮勇作戰，打敗蒙軍，再一次挫敗蒙軍占领川陕四路从而渡江南下的企圖。而後，南宋軍民又在抗蒙將領曹友闻、王坚、孟珙、孟瑛、余玠、张钰等人的指揮下，多次擊敗蒙軍，使其不得不繞道而行。开庆元年（1259年），蒙古汗蒙哥在征戰合州時受宋軍流矢所傷死於軍中。其弟忽必烈正於鄂州與宋軍交戰，聽到蒙哥死訊，又得知幼弟阿里不哥准备在和林稱汗，準備撤軍以爭大汗之位，宋臣賈似道藉機與忽必烈議和，以保太平。忽必烈返回北方自立為汗。
理宗兩子早夭，因此擇其弟趙與芮之子趙禥為皇儲。由於其母曾在懷孕期間服過墮胎草藥，因此趙禥先天不足。景定元年（1260年）六月，理宗下詔立趙禥為太子。景定五年（1264年）十二月廿六日，理宗去世，趙禥即位，是為度宗。趙禥即位後不理朝政，右丞相贾似道因此擅權。賈似道結黨營私，排斥異己，終日在葛嶺別墅中與妻妾玩樂，由於他好鬥蟋蟀，時人稱他為「蟋蟀宰相」。他禁止讓度宗瞭解前線戰事。襄陽、樊城被圍三年後，度宗才得知此事。咸淳七年（1271年），忽必烈在大都（今北京市）建國，號為“大元”，建立元朝。咸淳十年七月九日（1274年8月12日），度宗去世，終年35歲。

### 崖山亡國
宋度宗去世後，其長子趙㬎即位。當時，宋朝已進入癱瘓狀態。德祐元年（1275年）春，元軍攻克軍事重鎮安慶和池州，威逼建康，長江防線崩潰。朝野大震，各界都冀望賈似道能出征，結果宋軍大敗，賈似道被貶，在赴任途中被監押官郑虎臣所殺。德祐元年十一月廿日，常州淪陷，元軍遂屠城。不久平江也告淪陷，臨安人心惶惶。德祐二年（1276年）二月初五，臨安城舉行受降儀式，趙㬎退位。但趙㬎之兄趙和弟赵昺被大臣保護逃出臨安。
趙昰在福州即位，是為端宗，改元景炎（1276年）。但是，小朝廷內部鬥爭不斷，景炎元年十一月，元軍逼近福州，十一月十五日，朝臣陈宜中、張世傑護送趙昰和趙昺乘船南逃，從此小朝廷只能海上行朝。景炎三年（1278年）春，小朝廷抵達雷州。四月十五日，年僅十一歲的趙昰去世。陸秀夫與眾臣擁戴趙昺為帝，改元祥興（1278年）。在元軍猛攻下，雷州失守，小朝廷遷往崖山。元軍將領張弘範領軍緊追在後，對崖山發動總攻，宋軍無力戰鬥，全線潰敗，史稱崖山海戰，據估計，宋軍在此役中陣亡十萬，海上都是屍體。身在元營的文天祥親自目睹慘狀，作詩云：「羯來南海上，人死亂如麻。腥浪拍心碎，飆風吹鬢華。」趙昺隨陸秀夫及趙宋皇族八百餘人集體跳海自盡，宋朝到此徹底滅亡。張弘範在石壁上刻「镇国大将军张弘範灭宋於此」十二字而还。

## 疆域与行政区划

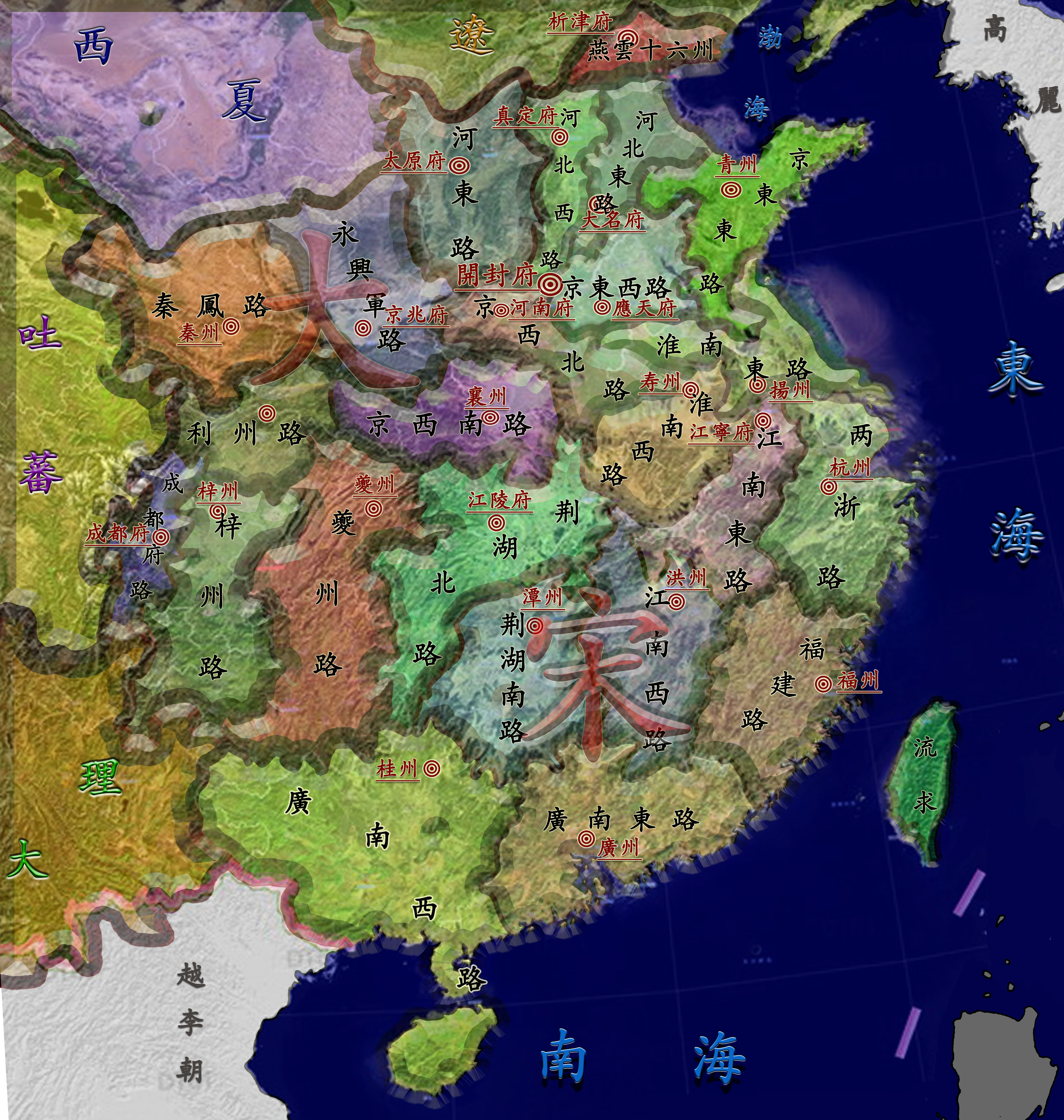
北宋行政區劃分佈圖

960年，後周殿前都點檢趙匡胤發動兵變取代後周，建立宋朝，依舊建都於開封。太平興國四年，北宋攻滅北汉，結束自安史之亂和黄巢之乱以來的藩镇割据局面。然而，宋朝與遼國的疆界已經退至今山西的河曲、岢嵐、原平、代县、繁峙和河北的阜平、滿城、容城、霸州及天津市區一線。在宋遼間的戰爭中，遼軍曾多次南下，最遠到達澶州（治所在今河南濮陽市）；宋軍也曾推進到此線以北。由於没有燕雲十六州以北的冀北山地作屏障，朝廷只能在邊界上廣植柳树作為界線。在與西夏的作戰方面，党項人、定難軍節度使李继捧雖一度向宋朝投降，並獻出銀州、夏州、綏州、宥州四州之地，但他的族弟李继迁在三年後就佔據銀州，以後又不斷進攻夏、靈、麟等州，一直沒有真正臣服宋朝的統治。
景佑元年，李繼遷之孫李元昊正式建夏國，史稱西夏。此後，宋朝的西北界大致穩定在今甘肅蘭州、靖遠，寧夏同心及陝西北部的白乾山一線。宋神宗力圖開擴疆土，取得綏、熙、河、洮、岷、蘭等州。哲宗時又進一步取得湟水流域，洮河上游與貴德一帶的土地。宣和三年西安州、懷德軍又被西夏所取。在西北，是從吐蕃奪取唐朝後期以來的失地。
熙寧四年，宋廷任命王韶為新置的洮河安撫使，開始對河湟一帶用兵。最後收復今烏峭嶺以南的湟水流域、大夏河流域、洮河流域。宋朝的進展是恢復對大理以外西南地區的控制。經過多次的軍事征伐和「招撫」，今四川南部、湖北西南、湖南西部、貴州東北和廣西西部重新歸入版圖，設置正式州縣或羈縻州。其中最著名的一次是熙寧五年，宋神宗派章惇開「梅山蠻」。梅山即今湖南中部新化、安化一帶，是瑶族聚居地區，從此設縣建城，編戶籍，定賦稅，與漢族地區同樣設置正式行政區。宣和四年，為北宋疆域極盛時期，共擁有二十六路、二百五十四州、三十府、五十五軍、四監。

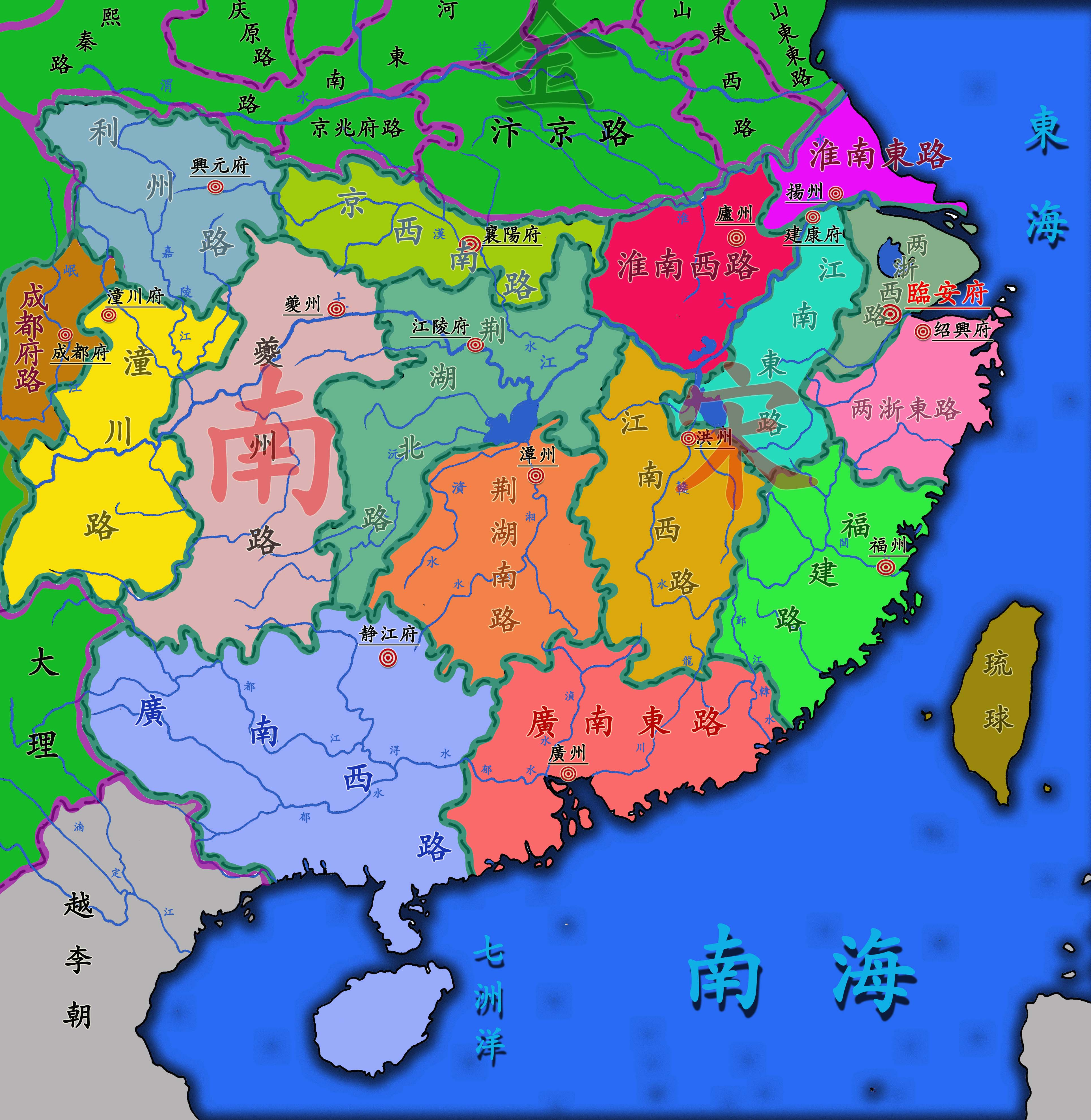
南宋行政區劃分佈圖

靖康元年（1126年），金軍攻佔開封，次年宋徽宗和宋欽宗二帝被擄北遷，北宋覆滅。1127年，趙構在南京（今河南商丘南）即位，是为宋高宗，史稱南宋。在金兵的進逼下，高宗不斷南遷，1129年升杭州為臨安府，建為行在所（臨時首都）。建炎南渡之後，南宋領土僅限於秦岭淮河以南、岷山以東地區，北界卻因金人的入侵而大大南移。南宋初，金兵一度進到今湖南、江西和浙江三省的中部。
1138年後，宋金雙方確定以當時的黃河為界。但次年金人毀約，出兵取河南、陝西。紹興十一年（金皇統元年），宋金達成紹興和議，定以淮河為界。第二年又將西部界線調整至大散關（今陝西寶雞西南）及今秦嶺以南。以後雖有局部變動，基本穩定在這條界線。
南宋的南部和西南邊界並沒有什麼變化，宋朝與大理交界處設立黎、敘、瀘、黔、邕等州。至宋徽宗时期，版图最为辽阔，其南至思陵州（今广西宁明）、东至登州（今山东蓬莱）、北至代州（今山西代县）、西及西宁州（今青海西宁）。據趙汝适於1226年所寫的《诸蕃志》一書記載，當時澎湖列島已為福建路的晉江縣所佔，但無涉及臺灣島。
宋朝的地方政府機構實行路、州（府、軍、監）、縣虚三实二級制。宋朝虽沿袭唐制，在州县两级保留稳定的区划建制，但又汲取唐朝藩鎮割據的教訓，一級行政區劃从固定的方镇（道），改為按需要功能随时变更的「路」。宋立國之初，承唐之制，分天下為十道。開寶八年，改道為路，各置转运使以司财赋转运，又别置他使分掌刑法军事，诸使路名虽同，但辖区不一定相同。至道三年始定為十五路转运司路，包括京東、京西、河北、河東、陝西、淮南、江南、荊湖南、荊湖北、兩浙、福建、西川、峽、廣南東、廣南西十五路。
咸平四年（1001年）分西川為利州、益州二路，分峽路為夔州、梓州二路。天禧四年（1020年）分江南路為東、西二路。熙宁五年（1072年）分京西路為南北二路，分淮南路為東西二路，分陝西為永興軍、秦鳳二路。之後又將河北路分為東西二路，分京東為東、西二路。崇宁五年（1106年）又將開封府升為京畿路。
宣和四年（1122年）宋金盟約，約定滅遼後宋得燕山府路和雲中府路，但宣和七年正式置路后不足一年即逢靖康之变，旋即丢失。建炎南渡後，宋朝設立兩浙東、兩浙西、江南東、江南西、淮南東、淮南西、荊湖南、荊湖北、京西南、成都府、潼川府、夔州、利州、福建、廣南東、廣南西十六路。宋朝的行政區劃設置與地方政治制度可謂重內輕外，中央高度集權。雖然避免藩鎮割據的局面，但導致地方防務貧弱，也讓終宋一代外患不止。
北宋時期，各路設有安撫司、轉運司、提點刑獄司、提舉常平司，總稱監司，號稱「外台」，具有監察職能，權任頗重。路的划分上，则惯常以转运司路为基准进行户口财赋统计，在其基础上按行政军事需要再划分其余诸司路，所谓“至道十五路”“天禧十八路”“宣和廿六路”皆指转运司路。
安撫司俗稱「帥司」，設安撫使一人，俗稱「帥臣」，職權有“掌一路兵民之事。皆帥其屬而聽其獄訟，頒其禁令，定其賞罰，稽其錢谷、甲械出納之名籍而行以法”，以知州事兼充，太中大夫以上者稱安撫使，位卑者稱“主管某路安撫司公事”。真宗景德年間始設于河北、河東路。北宋时，边事繁重之河北、河東、陕西等路，少数民族聚居的荆湖北、广南东西等路，以及副翼京畿的京东京西等路安撫使較為常設。南宋時期，十六转运司路皆設安撫使，但凡任者二品以上，稱安撫大使。
轉運司俗稱「漕司」，主管所領州縣的水陸轉運和財政稅收，兼管司法和民政等，每路設轉運使一人，俗稱「漕臣」，以朝官以上并知州以上官員者充任，如以兩省五品以上充任或掌管兩路以上者稱「都轉運使」，資歷淺者稱「權轉運使」、「權發遣轉運使」。提點刑獄司俗稱「憲司」，主管一路的司法，兼管財政等，設提點刑獄公事一人，簡稱「提點刑獄」或「提刑」，一般情况下一漕司路范围内设一憲司，但刑事繁重之路常划分为两宪司路。宋神宗時，增設提舉常平司，俗稱「倉司」，主管本路常平、義倉、免役、市易、坊場、河渡、水利之事，一般情况下一漕司路范围内设一倉司，但倉事繁重之路常划分为两倉司路，南宋時與提舉茶鹽司合併，增管茶鹽。四监司以外，又設提舉坑冶、茶馬、市舶等司处理专务。
路以下設州、府、军、监，其中州府之设为唐朝旧制，军监之设为唐末五代发展而来的新型政区。州是宋代最主要的中层政区，其按戶口多少分為雄、望、緊、上、中、中下、下共七等，又按地位高低劃爲都督州、節度州、觀察州、防禦州、團練州和刺史州（军事州）五等，都督州、節度州除州名外另有軍額。宋初革五代之弊，召諸鎮节帅与其支郡牧守上京，賜宅邸留之，至是自节度州以下五等州之牧守官成为高等武官的转迁之阶，而都督州之都督唯授亲王遥领。而各州郡的实际管理，由朝廷命京朝臣出守，每州設知州事一人，號“知某州軍州事”，軍謂兵，州謂民，若所知州为都督州，则号“知某州軍府事”。凡二品以上帶中書、樞密院、宣徽院使職事者任州长官稱“判某州軍州（府）事”，資淺者任州长官稱“權知某州軍州（府）事”或“權發遣某州軍州（府）事”。除知州事外，另設“通判某州軍州（府）事”为副貳，簡稱“通判”，大州設兩三人，小州一人，而原本的州郡副貳，如节度副使、团练副使、州长史、州司马等，沦为被贬文臣所带恶衔。
府分两类，北宋四京与南宋临安府这类首都或陪都政区称“京府”，其他为“次府”，次府实际上只是是等级较高的州，且大部分次府均为皇帝登基前所领亲王封邑的州，皇帝登基后升格为次府。京府中，東京開封府的令制长官牧、尹不常置，以皇太子和親王兼，皆为虚衔，实际长官以侍制（從四品）或少卿（從六品）以上文臣充任，稱“權知開封府事”，因系京师民事繁重故谓“权知”，军事总决于枢府三衙故不知军事；南宋時期，以皇太子兼臨安府尹，俗稱“判臨安府”；实际长官号“知臨安軍府事”，以侍從官、卿監官以上文臣充。次府建制与一般州郡相似，名义长官为武官、宗室转迁之阶，实际长官設知府事一人，稱“知某府軍府事”，簡稱“知府”，以文臣朝官以上、武臣刺史以上者充任，北宋前期官至尚書左、右僕射及使相以上領府事者稱“判某府軍府事”，俗稱“判府”；府之副貳為“通判某府軍府事”，俗稱“通判”或“府判”。
軍、監均是唐末以来发展的新行政区。唐末五代时，在战事繁重或军事要冲之地常设置“军”作为军队驻地，在矿冶、铸钱、煮盐之所设置“监”处理专务。当时这些专务区划俱不领县，也不管民政户口，以州县所改者，撤销其县级建制。进入宋代以后，“地要不成州，而当会津”的部分州郡，因其军事重要性而不省并入他州，只是降改为军，同时不撤销其属县建制，因而除陕西路、河北路、河东路部分以边垒为军者因无涉民政仍旧不领县外，宋代大部分军俱“领县同下州”，兼管户口与民政，但领县一般甚少；监与军类似，在太宗朝以后的辖区调整中出现领县监，亦同下州。领县同下州的軍、監各設知軍事或知監事一人，稱“知某軍事”和“知某監事”，俗稱“知軍”和“知監”。同时，唐末五代以来的不领县而只负责专务的军监依然存在，这些军监一般隶属于州甚至隶属于县，长官分别称“某军使”和“监某监”。
州、府、同下州之軍及監下設縣，縣有赤、畿、望、緊、上、中、中下、下八等，三年升降縣一次。京都所治之地為赤縣，京城旁縣為畿縣，其余县等，按建隆元年十一月所定：四千戶以上為望、三千戶以下為緊、二千戶以上為上、千戶以上為中、不滿千戶為中下、五百戶以下為下。凡大縣或駐有兵馬的縣， 朝廷派文臣京朝官或武臣三班使臣充任“知某縣事”，簡稱“知縣”，小縣以选人赴任，稱“縣令”或“县尉”（长官为“县尉”者惯称“尉司”而不称县），每兩三年一任。

## 政治制度

### 中央官制
北宋初期體制大體沿襲唐朝和五代的政治制度，宰相不再由三省長官專任，品位尊崇的尚書令和中書令為名譽職務，不實授，侍中則授予少數位高權重的大臣。一般以中書門下平章事為正宰相，以尚書左右丞、六部侍郎以上至三師（太師、太傅、太保）者充任，通常設兩員，有時設一員或三員，宰相還兼館、殿大學士之職。又增設參知政事為副宰相，以中書舍人以上至六部尚書官者充任，亦無常員，通常設兩員，有時設一員、三員或四員。宰相與副宰相、樞密使、知樞密院事、樞密副使、同知樞密院事、簽書樞密院事、同簽書樞密院事、合稱「宰執」。宋朝的相權大幅萎縮，僅負責行政職能。中書門下與枢密院稱為東、西「二府」，掌文武大權。又設鹽鐵、戶部、度支三司，主管財政大權，號稱計省。這樣三司、宰執、樞密使三權互相制衡，因此削弱相權，加強皇權。宋朝還在御史臺之外增設諫院和置諫官，這些都是監察機構，負責彈劾等事宜。北宋前期，宰相主管民政、樞密使主管軍政、三司使主管財政。宋神宗元豐改制後，宰相實際兼管財政。南宋時，宰相又兼任樞密使，兼管軍政。這使得宰相再次握有民政、財政和軍政的大權。。
中書門下設於禁中，又称政事堂或都堂，是正副宰相集體處理政事的最高行政機關。其宰相稱做「同中書門下平章事」，副宰相稱為「參知政事」。設置副宰相是為了分散正宰相權力以及擴充處理政務，這是是宋代政治的特色之一。宋神宗時元豐改制將中書門下恢復為門下、中書與尚書三省，以尚書左、右僕射各兼門下、中書侍郎為正宰相，再設門下、中書侍郎各一人，尚書左、右丞各一人為副宰相。宋徽宗時，權臣蔡京為太師，統領三省事務，改尚書左、右僕射為太宰、少宰，作為宰相。南宋宋高宗時，為了集中政務以應付軍政急務，將三省合併為一，宋孝宗又改左、右僕射為左、右丞相，此後不再以三省長官或副長官為宰相。宋哲宗時設平章軍國重事或同平章軍國事，以處「老臣碩德」，位居宰相之上，每數日一朝，非朝日不到都堂。宋寧宗時，韓侂胄任「平章軍國事」，每三日一朝，宰相不再掌印。南宋末年，賈似道專權，任「平章軍國重事」，左、右丞相實際上屈居於類似副宰相的地位。
樞密院作為全國軍政的最高機關，長官為樞密使或知樞密院事，以諫議大夫以上至六部尚書等官充任，副長官為樞密副使或同知知樞密院事，以起居舍人以上至尚書左右丞等官充任。資歷淺者，稱簽書樞密院事、同簽書樞密院事，不常置。為了防止唐朝藩鎮割據与五代频繁发生的禁军哗变篡位等事重演，此職務大多由文官擔任。樞密院掌管全國軍馬調度權力与高级武官考选奖惩，而全國禁軍兵员的管理、訓練、防禦、升遷、賞罰等則由殿前司、侍衛亲军馬軍司與侍衛亲军步軍司等三衙聯合管理。樞密院長官與參知政事、門下侍郎、中書侍郎、尚書左右丞相等統稱執政，宰相與執政官合稱宰執。
三司是北宋初期主管財政的最高機構，即鹽鐵部、度支部、戶部三司，號曰計省，位亞執政，號稱「計相」。其長官稱三司使，以兩省五品以上及知制誥、雜學士、學士充。副手稱三司副使，以員外郎以上歷三路轉運及六路發運使充。元豐改制时裁撤三司，職權歸戶部和工部。南宋时兵役军费繁重，故又增設總領所作为户部的派出机构，专门負責數路或一路各軍之錢糧征收供应，並參預軍政。总领所共四处，分别为：
- 淮东总领所：领淮南东、两浙东西、福建、江南东西等路财赋，供应驻淮南东路之御前诸军
- 淮西总领所：领淮南西、江南东西等路财赋，供应驻淮南西路之御前诸军
- 湖广总领所：领荆湖南北、广南东西、京西南、江南西等路财赋，供应驻荆湖北、京西南两路之御前诸军
- 四川总领所：领川峡四路财赋，供应驻川峡四路之御前诸军

总领所長官稱「總領某处等路財賦軍馬錢糧」，簡稱總領。
中央行政执行机构方面，宋朝早期，六部九寺五监被一些新設一些機構取代職權，如審官院与流内铨分别代行吏部考校京朝官和选人的職權，枢密院和三班院代行兵部考校武官的职权，太常禮院和禮儀院代行禮部与太常寺的禮儀之權，三司代行戶、工部及司农太府两寺的大部分職權，審刑院代行刑部複審大理寺所定案牘之事等。直到元豐改制時，撤销朝廷的诸多令外机关，以三省代替中書門下，六部各設尚書和侍郎，主管本部事務，省部寺监才行使相應的職權。但实际上，元丰新官制与《唐六典》所载三省六部九寺五监制仍有相当差别：三省合署办公，两尚书仆射分兼中书门下两省台长，故名为三省实为一省，至建炎正式合并；六部多由原有的令外机构合并重组而成，故而改制后多兼理本应由寺监管理的庶事杂务，而规模变得空前庞大；寺监事权为六部所侵，导致除大理寺外皆不治京外之事，故建炎时一度全部裁并入六部，绍兴后虽有所复置，但也不复九寺五监之设，如以太常寺兼管宗正寺事、光禄寺并入鸿胪寺、太仆卫尉两寺与少府都水两监自此罢置不复。
中央监察机构主要有御史台和谏院。御史台專管監察，其長官稱御史中丞，副長官稱侍御史知雜事，主管糾察百官，肅正綱紀。台官有彈劾權，可以上疏言事，評論朝政，彈劾官員，還准許「風聞」論事。御史台下設三院：臺院、殿院、察院，下設侍御史、殿中侍御史、監察御史。專管規諫諷諭的機構是諫院，宋仁宗時始單獨置院，其長官稱知諫院事或左、右諫議大夫，凡朝政缺失、百官任非其人、各級官府辦事違失都可諫正。台、諫官都以言事彈劾為責，其職權本無多大差別，這一狀況導致後世台、諫的合流。
最後，為皇帝起草制誥、國書和宮廷內所用文書的機構是翰林學士院，設翰林學士、翰林學士承旨、翰林侍讀學士、直學士院等。翰林學士與中書舍人或知制誥分掌「內制」和「外制」，總稱「兩制」，翰林學士等還侍奉皇帝，充當顧問。宋初的最高司法機構是大理寺和刑部。宋太宗設置有「審刑院」，其長官稱知審刑院事，官屬有詳議官。各地奏案先經大理寺裁決，報告審刑院複查，寫出奏稿，上呈中書。中書申奏皇帝論決，宋神宗元豐改制後，審刑院併入刑部。。

### 官員管理制度
宋代實行官、職和差遣分離的制度，此乃承晚唐五季遗绪之由。安史之亂后散官因濫授而不為人所榮，導致以職事官為實權，散官為號的制度遭到破壞，唐中後期出現了以使職為實權，職事官為號的新制度，職事官因位高權重、不輕易授人、不掌管實務、閒簡無事，或為外官所領而階官化，有些品秩低的職事官因屬清選，成為士人及第后供職于藩鎮的起家之選或初轉之資而階官化，也有些職事官因職司清要，被授予藩府立功將佐有功者而階官化。五代時期，使職之間也逐步系統化和嚴密化，最後形成等級化，發展成年考成資，依資遷轉的階官化制度。宋代早期没有扭转这个趋势，反而为加强中央集权而进一步发展，从而形成宋代极为复杂的官员管理制度。
官为官员的待遇等级，分文武两类，列班序迁之制不尽相同，其中，文官以朝官、京官、选人序阶，武官以正任、遥郡、内使和军职列班。北宋初期至中期用唐朝中央政府的三省六部、九寺五院等官司之正副官組合而成文官官階，称为“本官”或“正官”，虽具官名，但无实职，只用以定品秩、俸祿、章服和序遷，因此又稱為「階官」或「寄祿官」，领有本官者位高称“朝官”，位卑称“京官”，是为宋朝的中高级文官。京朝官外，由地方州郡的幕职吏僚和县之长贰官员构成低级文官官阶，号为“选人”，少数选人得任本职，但大多数同样徒具虚名。武官方面，以内使三班借职至内客省使或禁军军职构成武官官阶。“内使”又称“武选”，名义上为禁中供应侍从的使臣，但与文官本官相似，并非常直禁中处理宫中事务，实际职务另有差遣；“军职”则是职事与官名相称，专门负责禁军各级单位的训练管理。武选至诸司正使或横行官以上，军职至军都指挥使或厢都指挥使，因军功再晋升则加刺史、團練使、防禦使、觀察使、節度觀察留後（徽宗改为承宣使）五等州郡牧守官，品秩俸禄仍视内阶军职，号曰“遥郡”，尊为“美官”，至是方可得任一方统兵大将。遥郡武官因功再晋，则落去内阶军职，仅留牧守官号，品秩始视牧守官，号曰“正任”，尊为“贵官”，最高可晋任正任第六阶从二品节度使。按宋制，武官欲入西府执政之列则必须先晋正任，三衙管军亦唯任正任武官。宋神宗元豐改制时，朝廷有意通过恢复《唐六典》模式的律令官制，以扭转中央政府冗官冗费的现状，乃廢文武散官，制《元豐寄祿格》，以散官名号的新制寄祿官階取代前期京朝官遷轉官階，自開府儀同三司至承務郎共二十五階文阶寄祿官。宋徽宗時增為三十七階（包括選人），還改定武官内班官为五十二階武阶寄祿官。绍兴把略显混乱的武阶官厘清以后，文武寄祿官制度基本定型，一直延续到宋亡。
職又称阁职，指三館秘閣官（昭文館大學士、監修國史、集賢殿大學士、集賢院學士）、諸殿（觀文殿、資政殿、端明殿、保和殿）大學士、諸殿學士、樞密直學士、諸閣（龍圖閣、天章閣、寶文閣、顯謨閣、徽猷閣、敷文閣、煥章閣、華文閣、寶謨閣、寶章閣、顯文閣）學士、諸閣侍制、直閣等诸殿阁图书馆官员。这些官职名义上是禁中诸多图书馆的长贰官员，但实际上不釐馆阁事务，仅為內外差遣所帶加銜，以標文學高選。
差遣是指官員臨時委任的職務名，故又称「職事官」，帶有“判、知、勾當、管勾、權、直、提舉、提點、提轄、簽書、監”等动詞。北宋初年鑒於唐末和五代“君弱臣強、藩鎮割據、武臣擅權”等弊端，委派京朝官充任知州事和知縣事，以接管節度使等武臣所掌地方之政事、司法、財政等權，而割据一方的地方武將被剝奪事權，原先的刺史、團練使、防禦使、觀察使、節度觀察留後、节度使等常由地方武将担任的六等州郡长官成為武臣遷轉之階，此后“知事”“同知”“通判”取代了以往“刺史”“长史”“司马”“令”“丞”“尉”等地方官名，成为宋、元、明、清四朝地方官的正式官号。元丰改制之前，中央朝廷沿袭唐末五代差遣令外官治事的制度，事务官员也基本上以差遣为本职，但元丰改制以后，绝大部分差遣官按照《唐六典》的模式与本官进行统合，中央的文职差遣官基本消失。
北宋前期的官品沿襲唐、五代之制，文官共九品，有正、從，自正四品以下，又分為上、下，共三十階。但官品和官職多不相稱。元豐改制正名責實，減少官品的等級，改為九品正、從十八階，同時職事官和差遣統一。朝廷對各級官員制訂磨勘（考核勞績過失）、敘遷、蔭補、碍止（中级官员至某级别时停止通过定期磨勘晋升，而必须因大功或才能得皇帝特旨简拔晋升的规定）等法。對於中、上級官員的待遇比較優厚，有俸祿、職田、祠祿、恩賞等。宋神宗後，一些下台的或勢將下台的官員有的還被授予或自請擔任宮觀官、監岳廟等祠祿官，坐領「祠祿」。此外，朝廷的各種臨時賞賜，也成為官員的又一重要經濟收入。官、職和差遣的分離，導致大批冗員的出現。

## 軍事

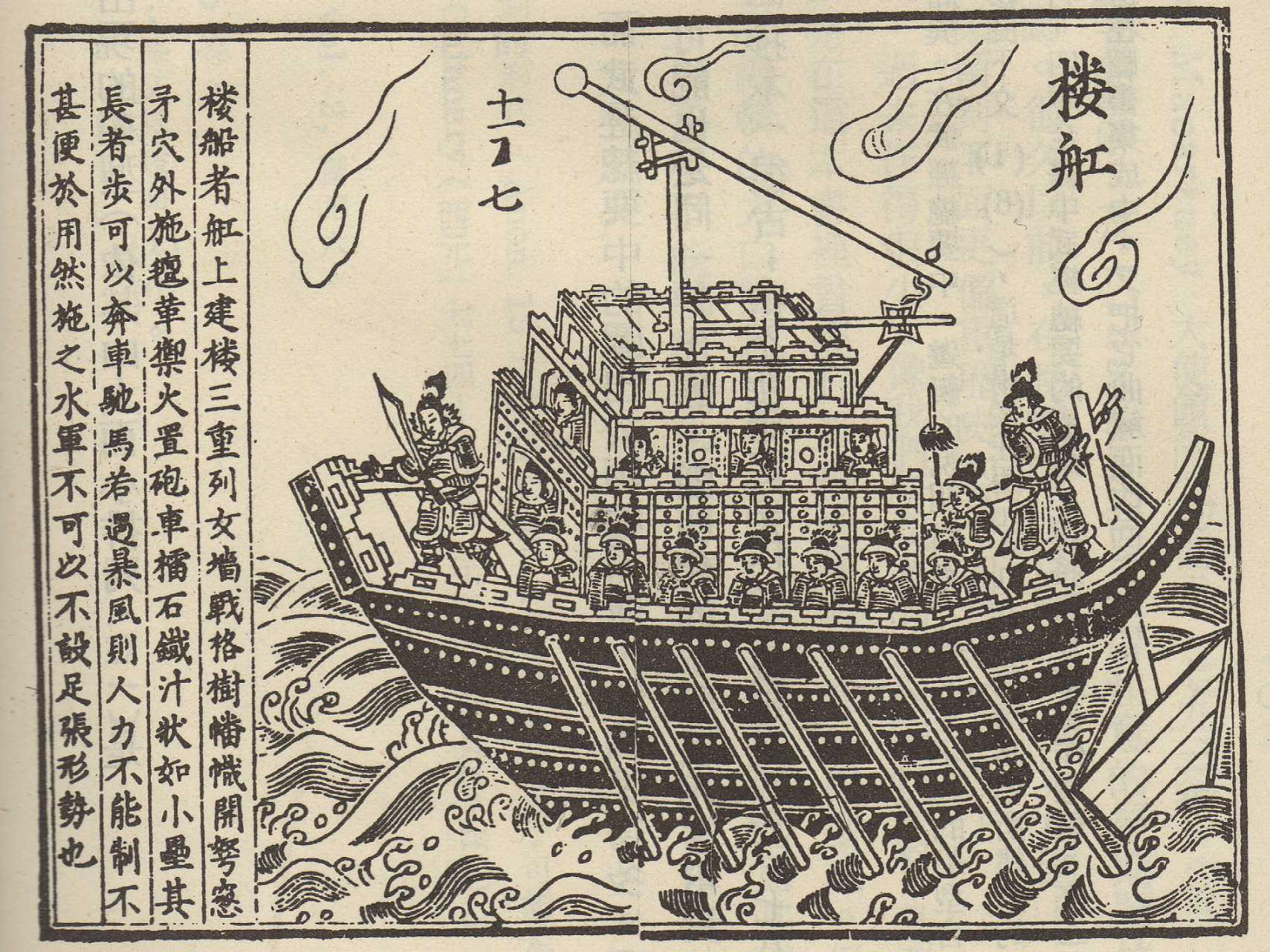
一艘宋朝的戰船，取自《武经总要》

宋朝军队实施以募兵为主，征兵为辅的军队构成，实行自愿性的募兵制,并且将灾年招募流民、饥民当兵，作为一项传统的国策，有社会福利性质，起到稳定政权作用。北宋軍隊分為四種，即禁軍、廂軍、鄉兵、藩兵，其中禁军厢军为募兵，鄉兵藩兵为征兵。禁軍是直属朝廷的正規軍，也是宋朝軍隊的主力，虽名禁军，实际上奉皇命出戍八方，分守天下要紧之处，而非仅仅戍守京师。廂軍是各州的鎮兵，由地方長官控制，但在重内轻外的国策下，精干兵员均被抽调至禁军，因此厢军战斗力低下，实际上只负责地方治安与后勤杂役，军事任务均交予同驻地的禁军。此外，鄉兵則是按機關抽調的壯丁，藩兵则是防守在邊境的非漢民族軍隊。靖康之变以后，原有的禁军战力遭受毁灭性破坏，故开始依赖诸如岳家军这样的武将自建军队。绍兴以后，朝廷重新收拢兵权，岳家军等“行营护军”逐步演化为直属中央，戍守固定区域，由武将直接统领的地方正规军，号称“御前诸军”，俗谓“屯驻大兵”，取代了原本禁军的主力地位。
禁军方面，北宋初年沿襲後周制度，設殿前司和侍衛親軍司以统率，合稱兩司，設有殿前司都點檢、殿前司副都點檢、殿前司都指揮使、殿前司副都指揮使、殿前司都虞侯、侍衛親軍司馬步軍都指揮使、侍衛親軍司馬步軍副都指揮使、侍衛親軍司馬步軍都虞侯、侍衛親軍司馬軍都指揮使、侍衛親軍司馬軍副都指揮使、侍衛親軍司馬軍都虞侯、侍衛親軍司步軍都指揮使、侍衛親軍司步軍副都指揮使、侍衛親軍司步軍都虞侯等高級軍職。宋太祖为加强皇权和军事阶层的稳定，決定加強中央集權，防止武將剝奪權利。建隆二年三月，宋太祖削去殿前司都點檢這個重要的禁軍軍職。同年七月，宋太祖通過杯酒释兵权解除武將的軍權，同時廢除殿前司副都點檢一職，侍衛親軍司馬步軍都指揮使和副都指揮使長時間不置，真宗景德二年廢置侍衛親軍司都虞侯，侍衛親軍司分為侍衛親軍馬軍司和侍衛親軍步軍司，前兩者和殿前司並稱三衙，至此完成了從兩司到三衙門的演變，三衙分別由殿前司都指揮使、侍衛親軍司馬軍都指揮使和侍衛親軍司步軍都指揮使統領。但是，三衙虽有掌兵之实，却無發兵之權，具体的军事谋划与武官奖惩任命由枢密院负责。
宋朝在三衙以外，另设樞密院以司符节边备、武官铨选等战略规划事务，与三衙并为最高军政机关。枢密院直接對皇帝負責，太祖、太宗之时，其他任何官員，即便是宰相，未得皇帝许可都不得過問枢密院事务。该项规定后来逐渐松弛，南宋时由宰相兼枢密使渐成惯例。而樞密院雖能發兵，且掌统兵官任免之权，卻不能直接統軍，這樣就導致統兵權與調兵權的分離。宋朝又實行更戍法，經常更換統兵將領，同时打散禁军的番号军、厢、厢下军等高级编制，调配军力时以满编五百人的“指挥”（营）为单位进行调动，作战时经常将来自不同军厢的指挥交予未曾管理过这些兵士的武官指挥。如是，使將不得專其兵，以防止軍隊中出現個人勢力。此外戰爭時戰區最高司令皆由文官或太監擔任，而且改變戰略必須經過皇帝同意，對宋朝戰力有負面影響。宋朝實行“崇文抑武，以文制武”，真宗朝以后，樞密院使和樞密院副使多由文臣出身者擔任，少數武臣曾入樞密院，但都遭到文臣以祖宗成法反對，都遭到罷黜。真宗以後，以文官任統兵官，督率武將，漸成慣例；安撫使、經略安撫使由文官擔任，武將擔任都部署（都總管）、副都部署、部署（總管）、副部署、钤辖、巡檢、都監，號為將官，領兵馬，受指揮。宋朝的建国兵力部署“守內虛外”，但在熙宁年后首都驻军减少。

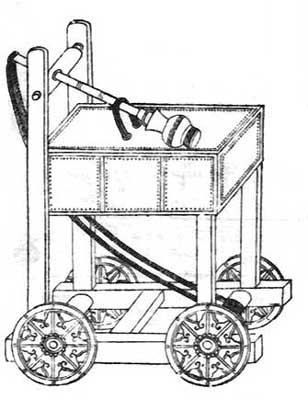
《武经总要》中记载的投石機

北宋中期以後對遼、西夏等國的戰爭，使得軍事費用增加，对统兵将帅限制太多“权任轻而法制密”，将不专兵，动相牵掣，“元戎不知其将校之能否，将校不知三军之勇怯，各不相管辖，以谦让自任。” 同时，军纪不明使宋军严重缺乏训练，终日“游戏於廛市间，以鬻巧诱画为业，衣服举措不类军兵”“卫兵入宿不自持被而使人持之；禁兵给粮不自荷而雇人荷之。”。张演评说：“宋朝之待武臣也，厚其禄而薄其礼。”王夫之指出：“宋所忌者，宣力之武臣耳，非偷生邀宠之文士也”。针对以上弊端，熙丰变法后开始实行置将法，将禁军分为“繋将禁军”与“不繋将禁军”，“不繋将禁军”诸指挥（营）仍如旧法，“繋将禁军”诸指挥（营）则被组织为固定的大编制单位“将”，不行更戍法，一般驻扎在固定的地域，由固定的将司长贰官员正将与副将负责管理与指挥。各地置将法实施状况不同，其中边事繁重的陕西、河东实施较为彻底，东南诸路禁军则仍以不繋将禁军为主。
南宋軍隊的主力為屯駐大兵以及三衙。屯駐大兵戰鬥力較強，原本是武将自行召募部隊，如岳家軍，有“撼山易，撼岳家軍難”之說。這時朝廷控制軍隊的能力已經弱化，樞密院的權責也逐漸縮小。紹興十一年，韓世忠、岳飛等將領的兵權相繼被削減，屯驻大兵逐渐演变为中央统管的正规地方军，与禁军三衙平行。
宋代軍事技術的巨大進步，宋朝以前仍处于冷兵器时代，从宋朝开始火器登上戰爭舞台，使用霹靂炮、震天雷、引火毬、鐵火砲、火箭、火毬、火枪、火炮等火器，逐步进入冷兵器和火器并用时代。水戰裝具的發展，舟师仍在江河、濒海地区发展，南宋時還尚有車船。投石機方面有車行砲、單梢砲、七梢砲與旋風砲等。各代中央和地方多设立兵器制造与管理机构，严格控制兵器的制造和发放，还规定有兵器查验、维修和授予制度。
在兵种结构上，步兵为主要兵种，并配有少量骑兵，车兵則逐步消失。然而有记载称宋初掌握的马匹曾超过20万匹，天禧年间甚至马多到估直出卖，并且欧阳修指出河东路适宜养马。
城防設施發展出城制、弩臺、敵樓等設施。其中以山城防禦體制最具有名，南宋守將余玠於四川防禦蒙軍，為了鞏固川西地區，他採用「守點不守線，連點而成線」的方針，修築釣魚城（今重庆合川東）、大獲（今四川蒼溪南）、青居（今四川南充南）、雲頂（今四川金堂南）、神臂（今四川合江西北）、天生（今重庆万县西）等十餘城，形成一個防禦網，成功抵禦蒙軍攻擊。

## 外交

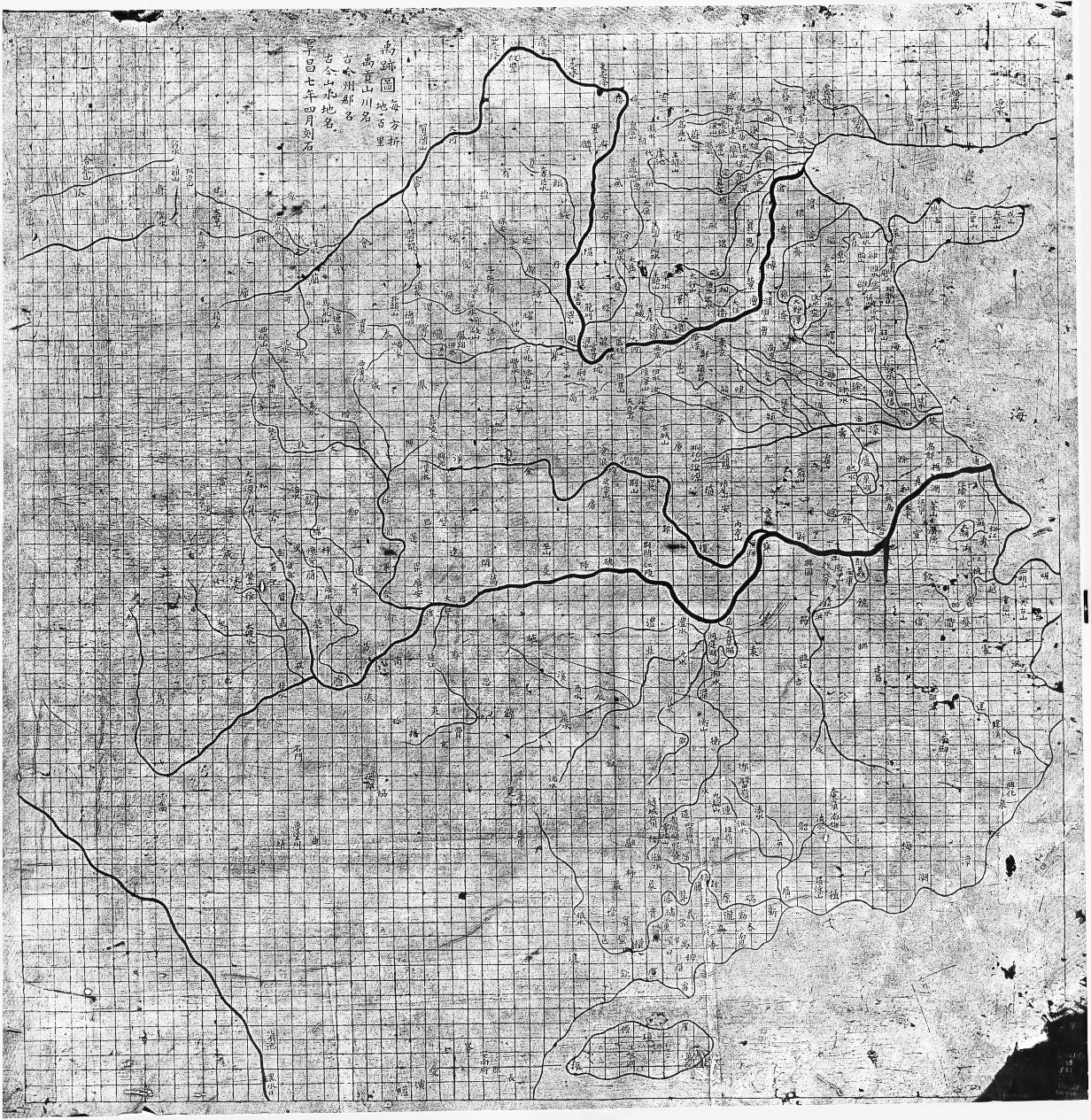
宋代绘刻的《禹迹图》，是中国现存最早的石刻地图之一。
（劉齊阜昌七年，1137年刻）

宋朝外敵頻繁，外交的重要性日益增加。針對不同的外交對象，給予不同的館待禮遇，並使之專門化。遼與金都對宋朝構成巨大威脅，外交对等，其外交事務主要由枢密院的禮院負責，包括文書往來、使節派遣和一切接待事宜等。元豐年間，樞密院改置北面房，掌北界國信，南宋沿襲之。此外，宋朝專門設置主管往來國信所，作為負責與遼、金交往的具體事務機構。而西夏、高麗、越南（宋朝先稱之為「交趾」，後改稱「安南」。宋時越南歷經丁、前黎、李、陳等王朝統治）等國，由於宋朝視他們為藩屬國，所以發出的外交文書和禮物等皆稱「制詔」或「賜」，對其國家的外交承認被稱為「冊封」。宋朝在京城設置許多外交接待館驛，作為國家接待各國使節的地方。遼國在都亭驛，西夏在都亭西驛，高麗在梁門外安州巷同文館，回鹘、于阗在禮賓院，三佛齐、真腊、大理、大食等國家在瞻雲館或懷遠驛。
宋朝奉行朝貢體制，然而將重心放在政治利益與經濟利益，也就是「來則不拒，去則不追」。宋代朝貢制度的完善和發展表現在有較固定的管理機構，明確規定貢期，嚴格貢使的證明，回賜的制度化等。南宋時，還將海外貿易作為朝廷的財政收入預算之一，對於朝貢物並非照單全收，而是只接受其中的一小部分，其餘的按市舶貿易的規則進行抽買。免稅貢物的減少，意味著稅收的增加，這樣既有利於外交往來，又給朝廷帶來實惠，使外交和經濟獲得雙贏。
宋朝有名的外交家有富弼、沈括與洪皓。富弼在外交上面對大軍壓境的遼國時屢立奇功。他以理挫敗自傲的遼使，迫使遼使行參拜之禮，後又兩次出使遼國，挫敗遼國割地要求。富弼分析宋、遼、西夏三國的關係，認為遼與西夏強盛的原因是獲得中國的資源與人力而至，並且協助宋朝撬開遼夏同盟，使宋、遼、西夏三足鼎立的格局逐漸穩定下來。沈括以翰林侍讀學士的身分，出使遼國交涉劃界事宜，獲成而還。他在出使途中繪記遼國山川險阻及風俗人情，完成《使虜圖抄》，上於朝廷。《宋史》稱：沈括「使契丹。凡六會，敵人環而聽者千輩，無以駁其議。」洪皓在南宋危難之時出使金國，被拘15年，但仍不願投降金國。洪皓曾屢次派人向被囚禁在五國城（今黑龍江依蘭縣）的宋徽宗、宋钦宗及在臨安（今浙江杭州）的宋高宗秘密傳遞消息。歸國後，宋高宗稱他「雖苏武不能過」。

## 人口
据《太平寰宇记》所载，宋太宗太平兴国五年（980年）全国有6,499,145户，人口约3250万。據《元豐九域志》記載，元豐（1078年—1085年）年間，全國有戶1,600萬。據《宋史·地理志》記載，宋徽宗崇宁元年（1102年）全國有戶1,730萬。宋徽宗大觀四年（1110年）戶數達20,882,258户，人口約1億1275萬；估计宣和二年（1120年）有户二千二百万。人口1億1880万。靖康之祸後，中國再次出現中原人口大量南徙的現象。這次南遷有兩波。第一個高潮是從「靖康之難」到《紹興和議》；第二個高峰則是在金主完颜亮南侵期間。南方人口因此大量增加，根據估計，南宋人口峰值是宋宁宗嘉定十一年（1218年），户口達到1360万。若以紹興卅二年（1162年）與崇寧元年比較，兩浙路戶口增加26萬戶、江南西路增加42萬戶、福建路增加33萬戶、潼川府路增加24萬戶，夔州府路增加14萬戶。宋代的城市人口大量增加，10萬戶以上的城市有50個，其中臨安人口過120萬（1274年），汴梁人口過180萬（1125年），是當時世界上人口最多的兩個城市。
在人口分佈上。宋徽宗崇宁年間，华北各路中以京畿路人口最集中，元豐六年有戶23萬，崇寧元年有户26萬。而永興軍路則有戶100萬。以長安為中心的京兆府也有戶23萬。這兩路人口集中的原因主要是因為宋朝与西夏的战争中這些地方處於前線有關。南方人口主要集中在兩浙、江南東西、福建、川陕四路。這五路户口達到571萬户，佔南方户口的一半。其中兩浙路最多，達到197萬户。江南西路戶口則有166萬、江南東路則有户101萬。福建路有户106萬。淮南東西路共計達到130萬户。川峽四路總計有200萬戶（1231年有500万户.）、荊湖南北路總計有140—150萬戶，廣南東西路僅80余萬戶，京西南路有40萬戶。
| 年代                                                                                | 戶數                                       | 口數                        | 備註                         |
| ----------------------------------------------------------------------------------- | ------------------------------------------ | --------------------------- | ---------------------------- |
| 宋太宗太平兴国五年（980年）                                                         | 6,499,145户                                | 32,500,000人（按每户5口算） |                              |
| 宋太宗至道三年（997年）                                                             | 4,131,576户（主户），估计实际有5,242,105户 |                             |                              |
| 宋真宗天禧五年（1021年）                                                            | 6,839,331户（主户），实际8,677,677户。     |                             |                              |
| 宋仁宗景佑元年（1034年）                                                            | 10,296,565戶                               | 26,205,441口                |                              |
| 宋仁宗皇佑五年（1053年）                                                            | 10,792,705户                               |                             |                              |
| 宋仁宗嘉佑八年（1063年）                                                            | 12,462,531户                               |                             |                              |
| 宋英宗治平三年（1066年）                                                            | 14,181,486户                               | 20,506,980口                |                              |
| 宋神宗熙宁十年（1077年）                                                            | 14,245,270户                               | 30,807,211口                | 1069年王安石变法             |
| 宋神宗元佑元年（1086年）                                                            | 17,957,912户                               | 四千七万二千六百六口        |                              |
| 宋哲宗绍圣元年（1094年）                                                            | 19,120,921户                               | 42,566,243口                |                              |
| 宋哲宗元符三年（1100年）                                                            | 19,960,812 户                              | 44,914,991口                |                              |
| 宋徽宗崇宁元年（1102年）                                                            | 20,264,370户                               | 45,324,154人丁              |                              |
| 宋徽宗大觀四年（1110年）                                                            | 20,882,258户                               | 112,750,000人               |                              |
| 宋徽宗宣和二年（1120年）                                                            | 22,000,000户                               | 118,800,000人               |                              |
| 宋高宗绍兴三十一年（1161年）                                                        | 11,364,337户                               | 24,202,301男口              |                              |
| 宋高宗绍兴三十二年（1162年）                                                        | 11,139,850户                               | 33,112,327男口              |                              |
| 宋孝宗淳熙五年（1178年）                                                            | 12,976,123户                               | 28,558,940男口              |                              |
| 宋光宗绍熙四年（1193年）                                                            | 12,302,873户                               | 27,845,085男口              |                              |
| 宋宁宗嘉定十一年（1218年）                                                          | 13,600,000户                               | 约80,600,000人              |                              |
| 宋宁宗嘉定十六年（1223年）                                                          | 12,670,801户                               | 28,320,085男口              | 一说此年有1550万户，8060万人 |
| 宋理宗景定五年（1264年）                                                            | 5,696,989户                                | 13,026,532男口              |                              |
| 宋度宗咸淳三年（1267年）                                                            | 3,105,454户                                | 8,426,232男口               |                              |
| 註：本表數據源自《太平寰宇记》、《元豐九域志》、《宋史‧地理志》；宋代的口数是男丁数 |                                            |                             |                              |

## 經濟
宋太祖建国时就确立土地私有产权制度，买卖自由，并采取不抑兼併的政策，租佃经营成为重要的土地经营形式。租佃契约期满后佃农可以自由决定终止或续约。人口流动性增强，城市商品经济发展。有学者认为宋代已经出现资本主义萌芽。

宋代大量開金、銀、銅、鐵、煤等礦藏，在宋代煤炭作為一種新型的能源進入了生產和人民生活的領域，汴京家家戶戶都以煤作為家庭燃料，形成“汴都数百万户，尽仰石炭，无一家燃薪者”的社會風貌。在生產上，煤應用於冶煉工業也大大提高了銅、鉛、鍚的產量。冶鑄、切削和加工技術的長足進步又為陶瓷、紡織、造船、井鹽等行業的成長提供了燃料、工具等必要條件。
宋代的經濟繁榮程度可謂前所未有，农业、印刷業、造紙業、絲織業、制瓷業均有重大發展。各地也出現了各種製造工廠和加工工廠。如造船廠、火器廠、造紙廠、印刷工廠、織布廠、各地的官窯等。同時也進口原料，加工製造成商品出售到各地。航海業、造船業成績突出，海外貿易發達，和南洋、南亚、西亚、非洲、歐洲等地區总计58個國家通商。
大批的手工業者、商人、業主構成了宋朝的中產階級。他們經濟富足，又有自己獨立的價值追求。市民的富裕閑暇的生活及審美趣味和生活情趣促成了文化高度繁榮。而南宋初期對南方的大规模全面深度開發，促成南方地區成為全国經濟文化中心，从此完全取代北方地区的经济文化中心地位。

### 農業
在宋朝，農業逐步走向專業化与商業化。北宋初期大面積開荒，土地不抑兼併，农田规模扩大，为提高耕种效率，注重興修水利，改進農具，改良品种，農業發展迅速。許多新形田地在宋朝出現，例如梯田（在山區出現）、淤田（利用河水沖刷形成的淤泥所利用的田地）、沙田（海邊的沙淤地）、架田（在湖上做木排，上面鋪泥成地）等。這大幅增加宋朝的耕地面積。至道二年（996年），宋廷掌握耕地為三百一十二萬五千兩百餘頃。到宋神宗元丰年间（1078年—1085年）达到耕地面积顶点四百六十余万顷，各種新的農具在宋代出現，例如新式水車龍骨翻車和筒車。代替牛耕的踏犁，用於插秧的鞅馬。新工具的出現也讓農作物產量大幅成長。一般华北的麦地田每年可畝收二石到三石半，江淮、两浙、福建、川陕、荆湖等地區一年可達到三至七石。宋真宗大中祥符五年（1012年）從占城引進耐旱、早熟的稻種，分給江淮兩浙，就是後來南方的早稻尖米，又叫占城米、黃秈米。两宋時太湖地區稻米產量居全國之首，尤其以平江府（今苏州）为代表，有“蘇湖熟，天下足”（指苏州和湖州）或“苏常熟，天下足”（指苏州和常州）之稱。长江流域和珠江流域農業發展迅速，一些北方農作物粟、麥、黍、豆來到南方。宋朝农业经济作物种植面积扩大，南宋中期，棉花盛行種植於川陕、江淮、两浙、荆湖、閩、廣（即粵）地區，種桑養蠶和麻的地區也在增加。茶叶在北宋时遍及淮南、荆湖、福建及四川诸路。这些地区每年上缴给政府专卖机构的茶叶达一千四、五百万斤，不仅供应国内市场，而且远销国外。當時以福建所产最为著名，其它名茶尚有两浙的日经茶，江西的双井白茶，广西容州的竹茶等。南宋时，南方的注茶地比北宋更多，吴兴的紫笋、常州的阳羡、绍兴的日注、隆兴的黄龙等，都被称为“绝品”。。甘蔗种植遍布苏、浙、閩、广（粵）、等省，糖已经成广泛使用的食品，出现世界上第一部关於制糖术的专著：王灼著《糖霜谱》。

### 手工業

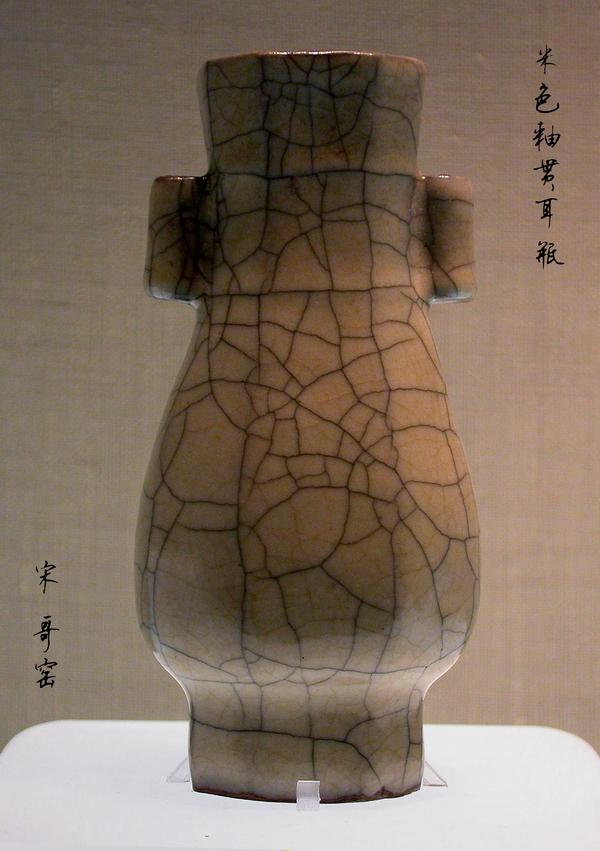
宋朝哥窑——米色釉贯耳瓶

北宋的主要礦產包括金、銀、銅、鐵、鉛、錫、煤等。北宋仁宗在位时代金屬礦藏達到兩百七十餘處，較盛唐年间增加一百餘處。仁宗時期，每年得金一萬五千多兩、銀廿一萬九千多兩、銅五百多萬斤、鐵七百廿四萬斤，鉛九萬多斤、錫卅三萬斤。
宋朝的絲、麻、毛紡織業都非常發達，而西北地方流行毛織業，四川、山西、廣西、湖北、湖南、河南等地麻織業非常興盛。到南宋時，廣東的雷州半岛地區和廣南西路成為棉紡織業的中心。兩浙和川蜀地區則為絲織業，朝廷在絲織業密集的地區設立織錦院，即是官辦的絲織作坊，也同時造福相關的印染業。1295年前后，黄道婆把海南岛黎族的纺织技术带到松江府的乌泥泾，并改进纺织工具与技术，在推广棉纺织方面的历史功绩是很突出的。。
宋朝官窯、民窯遍佈全國。時有河北曲陽定窯、河南汝州汝窯、禹縣钧窑、開封官窯、浙江龍泉哥窯弟窯、江西景德鎮景德窯、福建建陽建窯等七大名瓷窯，和分佈在各地的許多大小瓷窯，所產宋瓷通過海上丝绸之路遠銷海外，如日本、高麗、东南亚、南亚、中西亞等地。

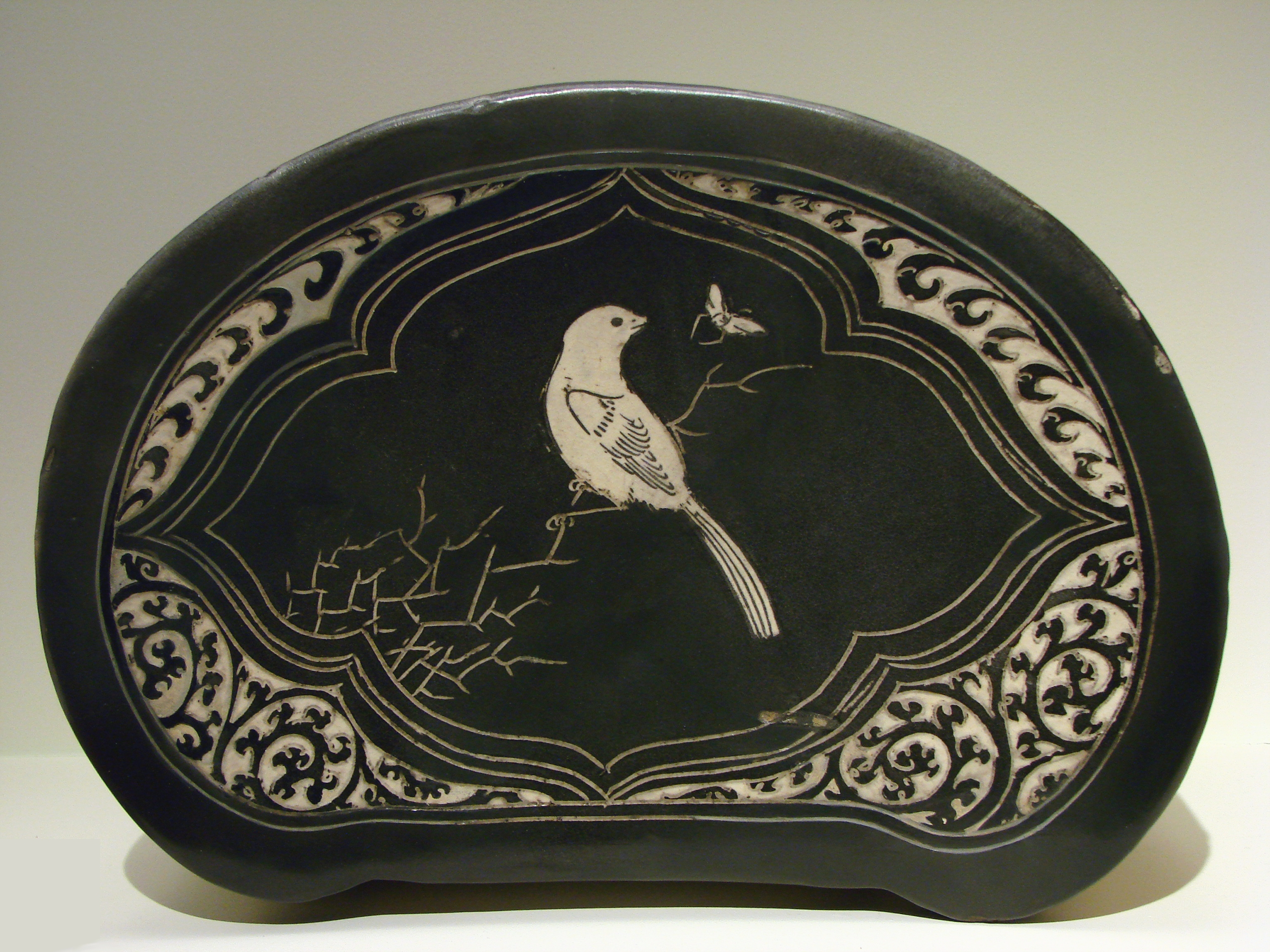
北宋時期陰刻裝飾的枕头

北宋時，主要的造紙材料包括絲、竹、藤、麻、麥杆等。四川、安徽、浙江是主要的造紙產地，蜀地的布頭箋、冷金箋、麻紙、竹紙，安徽的凝霜、澄心紙、粟紙及浙江的藤紙等都聞名於世，甚至還有紙被、紙衣、紙甲等製品。紙張的大量生產與活字印刷術為印刷業的繁榮提供基礎，宋朝的印刷业分三大系统，官刻系统的國子監所刻之書被稱為監本，而民間書坊所刻的書被稱為坊本，士绅家庭自己刻印的书籍属於私刻系统。東京、臨安、眉山、建陽、廣都等都是當時的印刷業中心。当时坊刻书中以浙江口碑最佳，称浙本，四川次之，称蜀本。福建的刻书以量取胜，称建本的其中尤以建陽麻沙镇最多，世称麻沙本。社會上流行刻書的風氣，以臨安國子監所刻的書品質最頂尖。宋朝的刻書以纸墨精良、版式疏朗、字体圆润、做工考究、传世稀少、价值连城而聞名於後世。

### 運輸业
宋朝政治经济中心向东向南转移，东南地区河道发达，水网密布，是天然的交通网络。宋朝又注重疏浚河道，建造桥梁，创造良好的交通条件。南宋时期，海上交通的发展也格外兴旺。
宋代造船技術水準处于當時世界極度先进的狀態。宋神宗元豐元年（1078年），明州造出兩艘萬料（約600噸）神舟。1974年福建泉州出土一艘宋代古船，有13個隔水倉，在船出海航行过程之中一兩個隔水倉漏水，船也不會有多大危险。宋代的主要造船廠分佈在江西、浙江、湖南、陝西等地區。虔州、吉州、溫州、明州都是重要的造船基地。宋太宗至道年间（995年—997年），全國年船量均超过三千三百餘艘。到了南宋，由於南方多水加上海上貿易日益發達，造船業發展更快。臨安府（今杭州）、建康府（江宁府，今南京）、平江府（苏州）、揚州、湖州、泉州、廣州、潭州、衡州等成為新的造船中心。广州制造的大型海舶木兰舟可「浮南海而南，舟如巨室，帆若垂天之雲，舵長數仗，一舟數百人，中積一年糧」。南宋初年還出現車船、飛虎戰船等新式艦船。

### 金融商業

#### 货币
宋代是工業革命之前，站在世界發展巔峰的超大規模經濟體；有學者認為宋代在經濟上乃是中國歷代王朝中曠古空前的偉大年代。宋代商業繁盛，通行的貨幣有銅錢、鐵錢、白銀與黃金。黃金是用以保值、跨洲貿易的最佳首選，銅錢、白銀是作為中遠距離交易通貨，鐵錢則是作為零錢於在地市集、做小額交易使用。宋政府每年鑄造的貨幣量來衡量，其中個別年分所生產的貨幣數，就超過有唐一代發行貨幣的總額。宋太宗至道年间（995—997年），每年鑄幣83萬貫。到神宗熙宁六年，已達506萬貫；在工業革命以前的貨幣發行規模僅此一例，且遠遠超過世界各國。儘管如此，宋貨幣的供給仍無法應付增長的市場對貨幣的需求；每年的朝議都將「錢荒」列為討論議題。加上商品入口，宋代大量銅錢、白銀外流。另一方面宋代貨幣精良信用穩定，東南亞、日本、朝鮮、金、遼（東北亞）等區域經濟體一致通行宋貨幣，至于其他地区，如西亚、欧洲和非洲并非如此，如在20世纪50年代，丹麦考古队在中东仅发现两枚宋钱；宋钱在南洋、日本、金國、遼國、朝鮮等國取代本國貨幣，成為當地主要通行貨幣。作為一級东亚貨幣，宋代的銅錢大量外流东亚地区，帝國內部銅礦稀缺，造成硬通貨短缺。
為應付不斷增長的貨幣需求，真宗時期，成都民間十六家富戶主持印造一種信用本位的兌換紙鈔，代替銅錢仅仅在四川使用的一种地方货币，是為交子（按照纸币的经济学定义，只有国家发行的才算真正纸币）。仁宗後改歸官辦，並定期限額發行。徽宗時期，改交子名為錢引，並擴大流通領域。宋高宗紹興三十年（1160年）改為官辦“会子”，會子主要有東南會子（也叫行在會子），湖北會子和兩淮會子。但是為防止銅錢北流，宋朝政府規定在與金交界處仍然只能使用鐵錢。與交子不同，會子是以銅錢為本位的，面值有一貫（一千文）、兩貫和三貫三種，後增印兩百文、三百文與五百文小面額鈔票。道五年（1169年）定為三年一界，每界發行一千萬貫，以舊換新。熙宁十年（1077年）岁入7070萬貫，農業的兩稅為2162萬貫，佔30% ；工商稅為4911萬貫，佔70%。工商稅收入構成朝廷財政收入的主體。

#### 會子危機

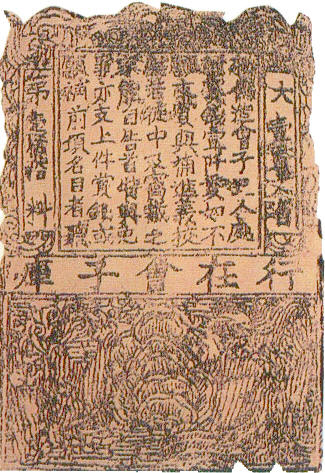
会子

第一界会子的發行額僅三百萬貫。到道四年（1168年）僅七年的時間，發行額增加到七百萬貫。之後固定在一千萬貫。儘管會子的加印與隆興北伐有關，但是由於作為本位的金屬貨幣沒有相應追加，幣值增長指數已經達到300%以上。到理宗淳祐六年，會子發行額增加六十五倍。會子雖與銅錢可自由兌換，但由於會子不斷貶值，兩者匯率也急遽走低。
南宋對維持會子的穩定與信用進行過一定的努力，除了制定數年一界的換新舊會子兌換制度控制流通量外，宋孝宗時期還制定了「中半納入（地方上繳的稅賦可以有一半用會子繳納，並且不計貶值、依其面值計價）」的制度來確保其信用；然而1205年北伐失敗造成的財政惡化導致了會子制度逐步走向破產，自寧宗宣佈十一、十二、十三界會子同時流通後，會子之多猶如決堤之水，物價飛漲猶如脫韁野馬，出現會子擠兌銅錢的現象。嘉定二年（1209年），會子換界。政府規定新舊會子以一比二的比例兌換，同時嚴禁不按比例兌換會子，否則抄家，並鼓勵打小報告互相揭發。這種以行政權力而非經濟政策強制確保會子價值的手段無異於宣告會子信用破產。反而導致拒收會子與貶值的浪潮越演越烈。超級通貨膨脹導致社會無論中下層都損失慘重。迫不得已，政府發還抄沒的家產，並籌措一千四百萬貫來回收舊會子。嘉定五年後危機才漸漸平息。從此之後，會子換界已無法正常進行。政府一旦發生財政危機，就會以濫印鈔票飲鴆止渴。理宗親政後，由於十六及十七界會子數量巨大，險些再度造成通货膨胀。端平入洛之後，會子與銅錢的匯率從端平初年暴跌25%。十八界會子發行量更加大，白米漲到每斗米三貫四百文錢，是孝宗年間（1162年—1189年）的十一倍。淳祐七年，理宗頒詔，十七、十八界會子永遠使用，希望借此來抑制物價上漲。但是兩百文的十八界會子卻連一雙草鞋都買不到，會子已與廢紙無異。景定五年（1264年），賈似道規定十七界會子須在一月之內全部換成十八界會子，並將會子改為「金銀見錢關子」，宣佈關子與會子的兌換比例為1:3，但通貨膨脹更惡性發作。不過，南宋的會子雖然一路貶值，但與元、明兩朝的徹底失敗相比仍維持了相當長時間的流通與信用，故可視為近代前較為成功的紙幣實驗。

### 海外貿易

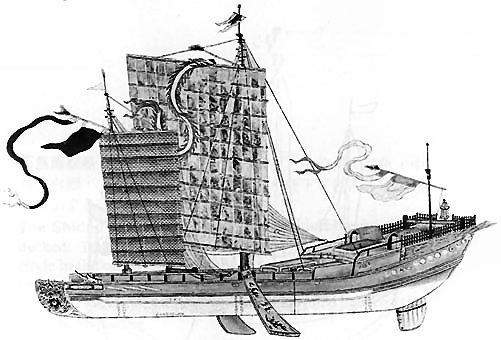
圖中描繪一艘宋朝的沙船

由於西夏阻隔西北的丝绸之路，加上经济中心的南移，從宋朝開始，東南沿海的港口成為新的貿易中心。唐代时全國僅于唐高宗龙朔元年（661年）在廣州一地設有市舶司，負責外貿事務。宋代先後在廣州、临安府（杭州）、庆元府（明州，今宁波）、泉州、密州板橋鎮（今胶州营海镇）、嘉兴府（秀州）華亭縣（今松江）、鎮江府、平江府（苏州）、溫州、江陰軍（今江阴）、嘉兴府（秀州）澉浦鎮（今海盐）和嘉兴府（秀州）上海鎮（今上海市区）等地設立市舶司專門管理海外貿易。其中以廣州、泉州和明州最大。泉州在南宋后期更一躍成為世界第一大港和海上絲綢之路的起點。宋代海外貿易分官府經營和私商經營兩種方式，其中民營外貿又佔大宗。宋神宗元豐三年（1080年），北宋朝廷制定一部《廣州市舶條法》，是中國歷史上第一部貿易法。而各個外貿港口還在城市里設立「蕃市」，專賣外國商品；「蕃坊」供外國人居住；「蕃學」供外商子女接受教育，朝廷還專門制定蕃商犯罪決罰條。現在廣州和泉州城內仍然有許多藩客墓，成為當時海外貿易繁榮的佐證。
與宋王朝通商的國家有：占城、真腊、三佛齐、吉蘭丹、渤泥、巴林馮、蘭無裏、底切、三嶼、大食、大秦、波斯、白達、麻嘉、伊祿、故臨、細蘭、登流眉、中裏、斯伽裏野、木蘭皮等歐亞地區五十八個國家。宋朝出口貨物包括絲綢、瓷器、糖、紡織品、茶葉、五金。進口貨物包括象牙、珊瑚、瑪瑙、珍珠、乳香、沒藥、安息香、胡椒、琉璃、玳瑁等幾百種商品。宋朝從大量進口貨物通過市舶司獲得的稅收，從宋仁宗皇祐年间（1049年—1054年）的53萬貫，治平年间（1064年—1067年）63萬貫，到了宋高宗紹興年间（1131年—1162年）已達200萬貫，約佔全國財政收入的百分之六，對宋代的繁榮起重要作用。南宋时代，宋朝在與金和大理的交界處設立榷場來互通有無。宋朝出口药材、茶葉、棉花、犀角等，進口北珠、人蔘、毛皮、馬匹等貨物。民間也有大量的走私貿易。由於宋朝銅錢信用佳，被大量走私到东南亚和西亚，而當時的辽国、金国、西夏、越南、朝鮮和日本更停用自己的通貨，改用宋錢。

### 賦稅制度
宋朝税收制度特点是赋重役轻。
首先，兵役基本消失。唐中叶以后，均田制破坏，府兵制解体，兵农分离的募兵制逐渐取代兵农合一的调兵制。南宋人王栐说：北宋“兵农既分，军制大异于古。”募兵制已占居主导地位。兵源既不像唐代前期那样调集世袭军户，也不像南唐那样差调全国农民，而主要是来自招募和雇佣的普通老百姓，特别是饥民。府兵制虽有残留，诸如存在于某些特定地区的弓箭手之类的乡兵，但也不是全国各地的普遍现象。北宋的基本状况是：职业士兵“以起军旅”，普通农民“无预征役”。政府一般不再“籍农民之身以为兵”，转而“赋敛农民之粟帛以赡正军”。北宋人韩琦在比较汉唐调兵和北宋养兵的优劣时说：“杜甫诗中《石壕吏》一首，读之殆可悲泣，调兵之害乃至此”，进而得出养兵“自有利民处不少”的结论。苏辙也曾将北宋兵制同前代兵制作对照，称：“古者兵出于民”，“民之于兵，可谓劳矣”；“近世兵民既分”，“民可谓逸，而兵可谓习矣。”从当时人这些前后对比和劳逸、利害之论，都是北宋农民大体摆脱兵役负担的确证。其次，厢军分担夫役。北宋农民的主要徭役负担是包括春夫和急夫在内的夫役。第三，夫役雇法推行。人们通常所称王安石的免役法或雇役法，指的是差役即职役雇法。
宋代的杂税名目眾多，“经制、折帛钱为诸州之害，板帐、月桩为诸县之害”，此外还有二税盐钱、蚕盐钱、丁绢、丁盐钱、僧道免丁钱、秤提钱、市例钱、折估钱、折布钱、布估钱、畸零绢估钱等，“不可以遍举，亦不能遍知”。其征敛赋税的手段，诚如朱熹所说：“古者刻剥之法，本朝俱备。”宋人的类似说法颇多，诸如：“正税之外，杂赋至繁，诡制异科，丑名暴敛”；“其色不一，其名不同。”以致世人“不能尽举”；“当官者不能悉其详”。蔡戡又言：“其赋敛繁重，可谓数倍于古矣。”各人的具体说法虽然不尽一致，但共同之处是肯定赋税的名目繁多。赋税倍增的结果是：“民间苦赋重。”。其赋税之重导致宋朝的殺嬰风俗盛行。
政府又通过将税收大量投入到军队里，利用灾年招募流民、饥民当兵的政策辅以一系列常设的社会救济政策（特别是对老人和儿童）。
宋代的农才赋役制度，名称和中唐之后的兩稅法一样，但内容不同，宋两税是单纯以土地为征收对象的土地税，标准是按各户所占有田地的数量和质量收取。而唐两税却是要综合每户的人丁和资产包括土地、桑、居宅、牲畜和钱财等定户等再以户等计算本户之两税。可知唐两税的范围远较宋两税为广，唐两税包括田亩税、户税、力役，而宋两税只是纯田亩税而不包括户税、力役。在宋，户税、力役是另算的，按各户人丁收的税称丁税，也就是户税，按户等财产分级别收的税称役钱，也就是力役的内容。也就是说，宋的两税加丁税再加役钱才约等于唐的两税。宋朝的稅制是「以貧富為差」的「兩稅法」，根據居民有無不動產，劃分戶別，再以家庭財產之多寡，劃為不同戶等，按户等财产分级，高資產戶納稅多，低資產戶納稅少，沒有田產，則不用繳稅。役钱則是宋制規定，凡应服劳役者可输钱免役，也就是付朝廷募兵制的費用。
宋商税主要有住税和过税。住税即买卖交易税，税率３％，过税即商品流通税，税率２％。宋公布商税则例，把应纳税的商品名目颁布于税务、官署、交通要道，使商人了然。税务按照则例收税，商旅按照则例纳税，非则例所载（即假如税务私增收税条目），商旅可以拒纳并越级上诉。另一項税收是海關税。主要对商品进出口和流通收税。外船来经商先经市舶检查，抽取十分之一到十分之二的税。宋朝鼓勵海上貿易，將製造的產品銷往外地，先后在广州、明州、杭州、泉州、密州、秀州、温州、江阴军、澉浦等九处设置市舶机构，賺取大量收入。

## 文化
宋太祖曾要求其子孫永遠不得殺害文人，文人在宋朝地位得到空前的提升，重文輕武的風氣在宋朝達到極致，“好鐵不打釘，好男不當兵”、“满朝朱紫贵，尽是读书人。”等俗諺都是出在宋朝。宋真宗时，状元出身的陈尧咨拒绝出任官级更高的武职。在理學的興起、宗教勢力退潮、言論控制降低、市民文化興起、商品經濟繁榮與印刷術的發明等一系列背景下，宋朝優秀文人輩出，知識份子自覺意識空前覺醒。史尧弼在《策问》中认为：“惟吾宋二百余年，文物之盛跨绝百代。”陸游在《吕居仁集序》中也认为：“宋兴，诸儒相望，有出汉唐之上者。”。

### 學術思想

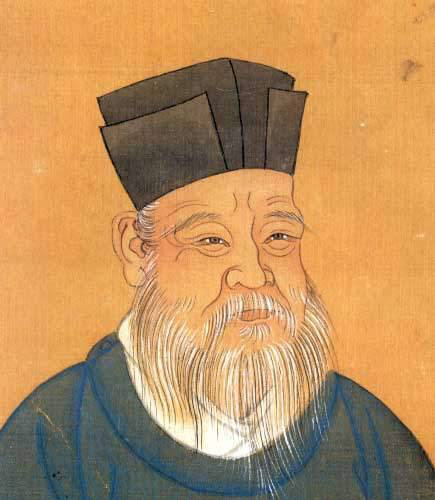
南宋時期重要的理學家、教育家、史學家朱熹在乾道三年（公元1167年）到岳麓书院与张栻论学，举行了历史上有名的“朱张会讲”，推动了宋代理学和中国古代哲学的发展

儒學在宋朝得到的空前的復興，在佛、道思想的影响下，产生新的儒學思想—理學。理學以闡釋義理、兼談性命為主要內容，在建构儒家形而上学和本体论方面取得重大进展。其代表人物包括「北宋五子」（周敦颐、邵雍、张载、程顥、程颐）、朱熹和陸九淵。理學的集大成者朱熹認為：「理」和「氣」是並存的，密不可分，但有先後之分。理是萬物之源。「天理」與「人欲」是對立的兩方，人欲是一切罪惡之根源，應當去人欲、存天理。經過二程與朱熹的發展，理學發展成為一套完整的哲學體系，南宋末年理宗时成為官方哲學。之後，陸九淵又認為「宇宙便是吾心，吾心即是宇宙」「心即理也」。人們應當去人欲，存本心，到達清明寡欲的境界，陸九淵之思想經過之後明朝大儒王守仁的繼承發展，成為新的哲學體系—心學，在明朝中葉以後佔據主導地位。除了理學與心學之外，宋朝晚期還出現第三種學術勢力—浙東事功學派，其由以呂祖謙為代表的金华学派、陈亮為代表的永康學派和葉適為代表的永嘉学派所組成。

### 史学
與前代相比，宋朝的史學特別發達。歷史學家陈寅恪說：「中國史學，莫盛於宋」，「宋賢史學，古今罕匹」。宋朝有多個官方修史機構，如起居院、日曆所、實錄院、國史院、會要所等。最著名的史學著作當屬司馬光主編的《資治通鑒》。《資治通鑒》的編寫過程長達十九年（加上《通志》超過二十年），共二百九十四卷，敍事上起周烈王廿三年（前403年），下迄周世宗显德六年（959年）。採用编年体方法書寫，為後人提供一本系統廣博的史書。隨後，另一史學家袁枢又對《資治通鑒》進行全面的整理，寫成《通鑒紀事本末》，這是中國歷史上第一部紀事本末體史書。朱熹也作了一部《通鑑綱目》，共五十九卷，可謂《資治通鑒》的簡略版。史學家鄭樵寫成《通志》，與唐杜佑《通典》、元馬端臨《文獻通考》合稱「三通」。
此外重要的史學著作還有廿四史中薛居正等奉旨編修的《旧五代史》和欧阳修私撰的《新五代史》。以及王溥私撰的《唐會要》和《五代會要》。著名的地方誌有《太平寰宇記》、范成大《吳郡志》、孟元老《東京夢華錄》、周密《武林舊事》等。由於金石學和考古学快速興起，也有一些相關史書誕生，如歐陽修的《集古錄》、呂大臨《考古圖》、趙明誠《金石錄》等」。
此外宋代編修不少與史學相關的類書，著名的「宋四大書」：《太平御览》、《冊府元龜》、《文苑英華》、《太平廣記》。

### 文学

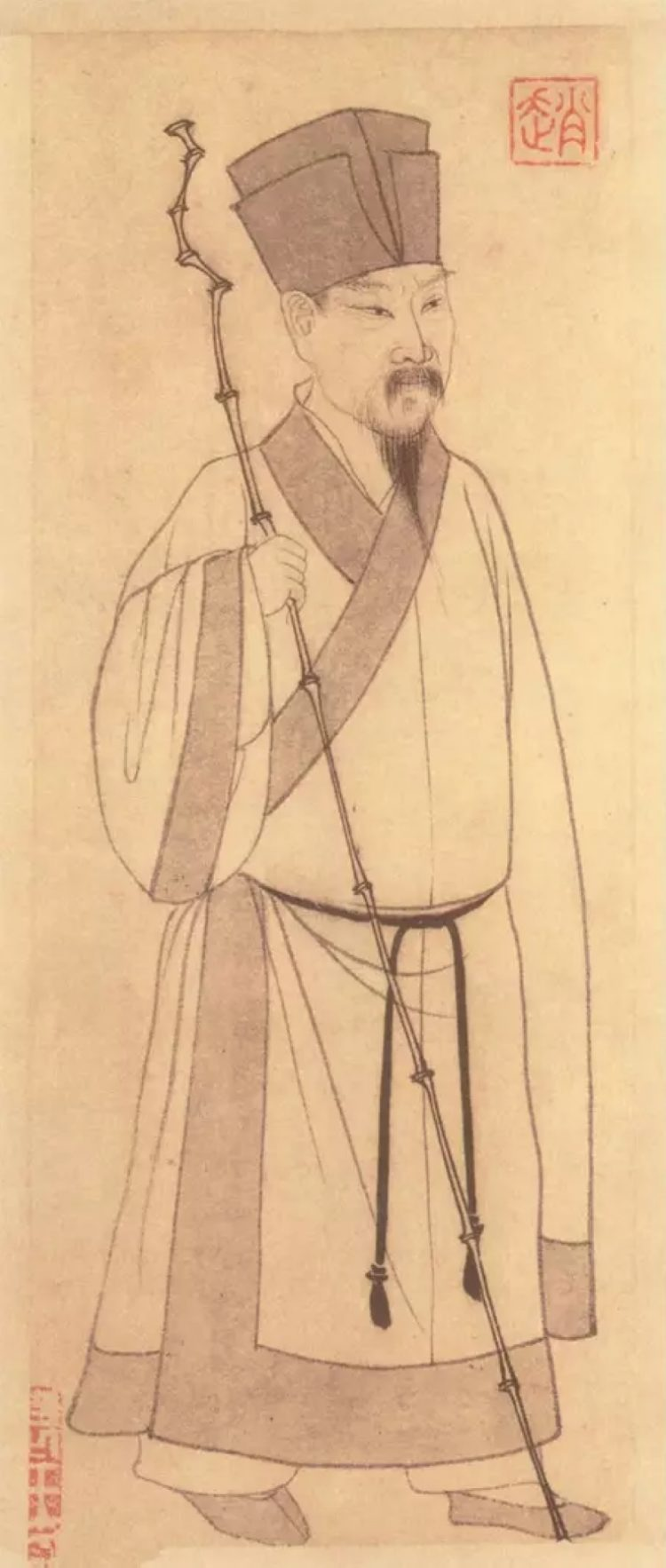
苏轼，中國文學藝術史上罕見的全才

宋朝文学空前发达，秉诗、词、散文都有伟大成就。讓宋朝散文走向興盛並承接古文运动的大師是欧阳脩。歐陽修的散文主旨明確、內容充實、平易自然，為宋朝散文的風格奠定基調。三蘇之中，苏洵的文章以議論見長，文風雄奇勁簡。苏轼的文章灑脫自然，清新豪放之中又帶些憂鬱，前後《赤壁賦》等文章確定他在文壇上不可撼動的地位。他的弟子也頗有出息，陳師道、黃庭堅、秦观、張耒、晁补之和李廌號稱「蘇門六君子」。南宋時期，蘇軾的散文甚至成為科舉考試的範文，時人言：「蘇文熟，吃羊肉；蘇文生，吃菜羹」。而苏辙的文章疏於敍事而長於議論。曾鞏忠實的追隨歐陽修的風格，以記敍文和議論文為主。文風自然純樸，少有華麗辭藻。王安石也以議論文為長，風格雄健自然。但是到了南渡之後，宋朝的散文就開始衰落，其後的文人都無法同北宋六家相比」。
宋詩雖不及唐诗，但遠在明、清之上，目前正在编撰的《全宋诗》收录宋诗作品达十六万多首之巨。與散文相同，歐陽修也開創宋朝的詩風，中國詩歌史上第一部詩話《六一詩話》就是其所著。王安石詩風工練，比歐陽修更講究修辭技巧與典故運用。蘇軾的詩變化多端，雄放灑脫。其吸收前朝所有詩人的手法，並長於各種詩體，尤其是古體與七言近體，可謂別開生面，奔放靈動，成為宋詩一代大宗。黃庭堅雖出於蘇門，但卻開創江西詩派，他的詩歌模仿杜甫，講究煉字煆句，顯得耐人尋味。之後又有「南宋四大家」，即楊萬里、范成大、陸游和尤袤，也堪與北宋三家相比。楊萬里的詩歌清新活潑，以天然風景為主；范成大的詩歌關心民生，詩風清麗秀婉；陸游的詩以愛國著稱，他的詩對偶工整，後人言「好對偶被放翁用盡」。
詞是曲子詞的簡稱，也稱長短句。根據《全宋詞》的記錄，宋朝詞人達到一千三百卅家，作品及殘篇總計達到兩萬零四百多首。詞是宋朝文學的標誌性體裁。晏殊被稱為宋朝詞家初祖，繼承先唐五代花間詞的風格，其詞和婉明麗。歐陽修的詞也具類似詞風。柳永在宋詞發展史上具有轉折性的作用，他的慢詞令人耳目一新，確定長調的地位，充實詞的形式，豐富詞的表現手法。作品广为大众喜爱以至於当时人言「凡有井水饮处，即能歌柳词」。其後，蘇軾又對宋詞進行革新，創立豪放派，擴大詞的選材範圍，為後來的南宋愛國詞奠定基礎。周邦彥是格律派的始祖，其後的女詞人李清照也屬此列。在靖康之難後，憂患意識使得豪放派詞大放異采。其中以辛棄疾為大成，也有另一派詞人姜夔、吳文英等延續先周邦彥的風格，繼續發展婉約的詞風。。
此外，宋代「說話」（评书）非常流行，說話的內容就是話本。最著名的話本有《三国志平话》、《新编五代史平话》、《大唐三藏取經詩話》、《大宋宣和遗事》等；一些明清白話小說也是根據宋朝的話本改編。

### 宗教
與唐朝相比，宋朝宗教對社會生活的影響力略有下降，宗教也更加世俗化與漢化。後周時，周世宗下令限制佛教，廢除各地非敕額的寺院，又貶斥儒學，廢除孔子後代的免稅權。
宋太祖建立宋朝後，致力於統一全國，加強中央集權制的統治，在一些方面繼承和發展周世宗的政策。宋太宗任用文臣執政，儒學隨之逐漸興起，佛教也漸流行。宋真宗自稱「禮樂並舉，儒術化成」，大力提倡儒術，同時又提倡佛教，信奉道教，建立起儒佛道的思想統治。然而整體來說，宋朝宗教以道教較為興盛，北宋許多帝王如宋太宗、宋真宗、宋徽宗等都信道教，政府支持提倡，使北宋道教大盛，南宋較衰，但餘風仍在民間。佛教在後周周世宗時，曾受打擊，宋初漸復，但宋徽宗崇道抑佛，又略受打擊，南渡後又復，在佛學研究上比之唐代要黯然消沉。此外，民間尚有祆教、摩尼教、伊斯兰教、犹太教等。

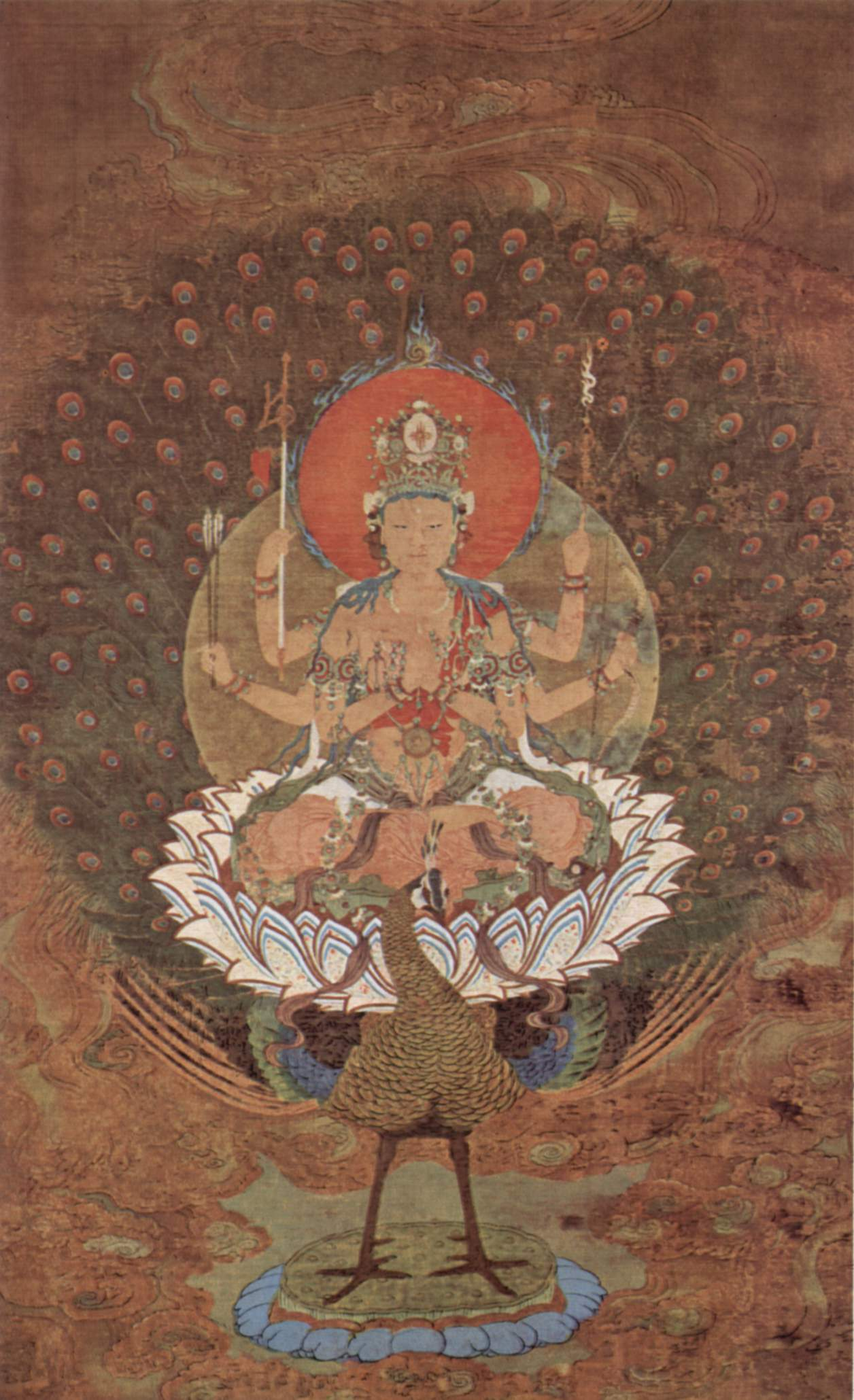
北宋11世纪的孔雀明王畫像

佛教在五代十国時期，於吳越、南唐、後蜀等南方各國流行。宋初，宋廷對佛教採取保護政策，李藹作《滅邪集》反佛，宋太祖說他是「非毀佛教，誑惑西姓」，把他發配沙門島。宋太宗進而認為佛教「有裨政治」，在五台山、峨眉山、天台山等處修建寺廟，在開封設譯經院翻譯佛經。宋太祖開寶年間，開始在益州雕印大藏經，宋太宗時雕版完成。這是第一部印行的佛經總集。宋真宗更加大力提倡佛教，撰寫《崇儒術論》的同時，又作《崇釋論》，說佛教與孔孟「跡異而道同」。宋真宗繼續建寺譯經，並親自作佛經注釋。宋真宗統治時期，成為宋朝僧徒最多，佛學最盛的時期。當時管理佛教事務的中央機構是左右街僧錄事，隸屬於鸿胪寺。各州府或大刹設僧政司，管理一境或一寺事務。宋朝沿用唐朝的度牒制度，度牒相當於出家许可证，沒有度牒就屬於不合法的「私度」。度牒制度原本是為控制僧尼人數，限制寺院的規模。但是自神宗朝起，為解決財政短缺，政府開始將度牒貨幣化，度牒淪為國家的斂財手段。其後度牒買賣始終參與國家財政運轉，徽宗時期和紹興年間尤為嚴重。佛教宗派以禅宗和淨土宗最為興盛。而禪宗之中又以臨濟、雲門二宗最為繁茂。淨土宗相對禪宗而言更為俗化。原先艱深的理論被闡釋的更加簡單化與口號化。
道教在宋朝變化繁多，十分興旺。宋朝管理道教的機構是禮部所屬的祠部。宋朝道教出現內丹派南宗、正一天師道（参见正一道、天師道）、忠孝淨明道（即净明道）和全真道等新的道教教派。最後全國形成真大道教、正一天師道和全真教三足鼎立的局面。宋太祖時，道士們進見，勸他「無為無欲」「恬淡寡慾」，太祖不予理睬。宋太宗召見華山道士陳摶，賜給封號，命南唐降臣徐鉉校正道書，又在東京、蘇州等地修建道觀，道教逐漸得到朝廷的提倡。宋真宗是道教的狂熱的信奉者，對人說：「釋道二門，有補世教」，又說：「三教（儒、道、釋）之設，其旨一也」。宋真宗和道士們編造神話，說玉皇在他夢中傳告趙氏始祖是軒轅帝。宋真宗尊玉皇為玉皇大天帝，趙氏始祖為聖祖天尊大帝，布告天下。參知政事丁謂等制定禮儀，大事祭祀。並且在東京修建玉清昭應宮，表明他是道教的忠實信徒。宋真宗又命王欽若主持續修道藏，搜編道書四千三百多卷。全國各地大修道觀。道教得以廣泛流行。
祆教、摩尼教與景教被稱為「三夷教」，於晚唐時先後被禁。祆教在宋朝以後則基本消失。摩尼教轉而在民間秘密流传，並漸與其他宗教結合，歷五代兩宋仍不衰。北宋的方腊和鍾相起義都與摩尼教有關。伊斯蘭教方面，唐朝時，穆斯林開始到中國進行貿易，宋朝伊斯蘭教的影響更大。穆斯林在西洋與南洋貿易中佔優勢，他們負責市舶司，最著名的是蒲壽庚。猶太教徒主要分佈在宋朝開封一帶，當時被稱為「藍帽回回」、「天竺教」等。他們自稱「一賜樂業」教徒，極有可能是以色列的音譯。他們是現今開封猶太人的祖先。

### 教育

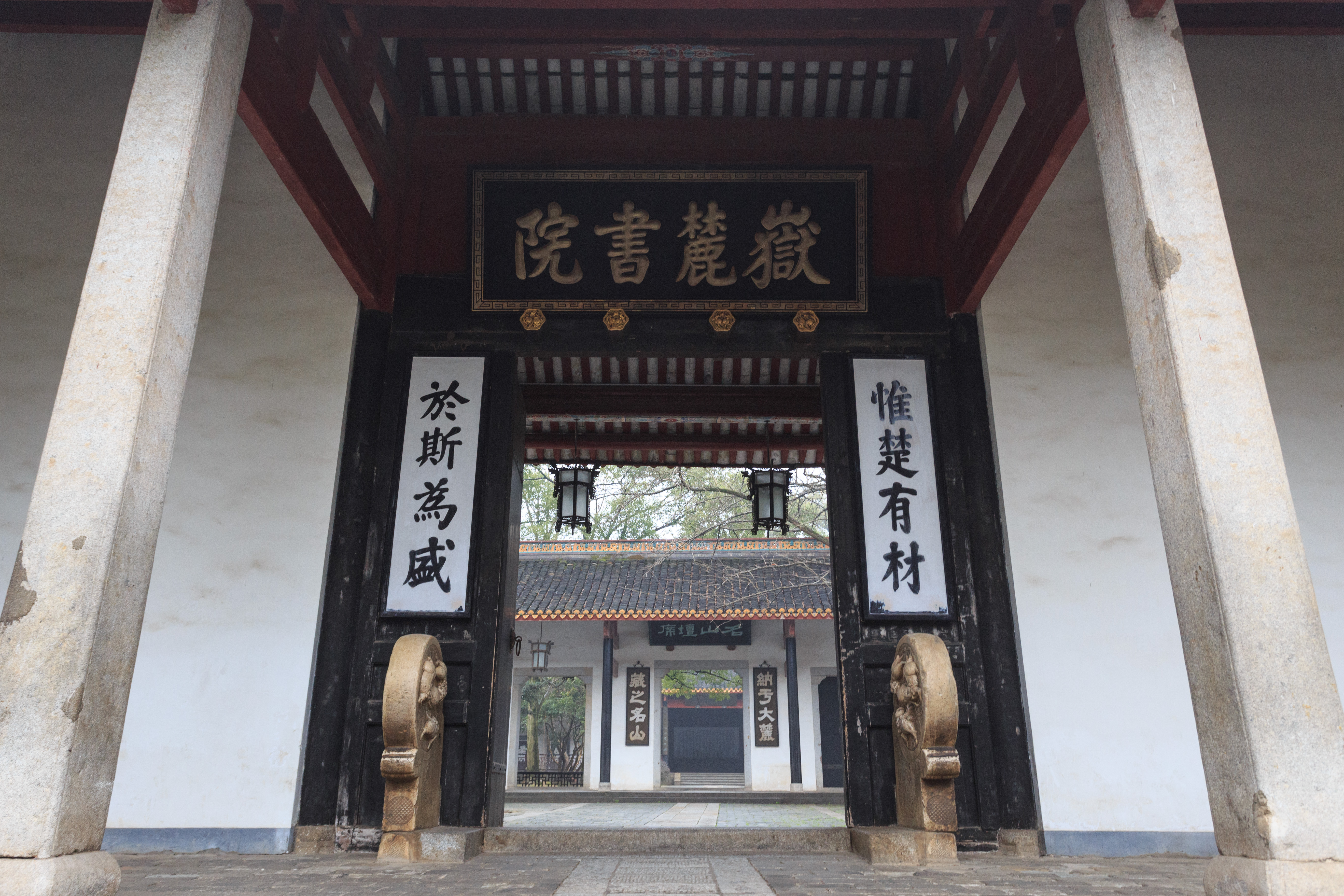
四大書院之一的嶽麓書院

宋朝政府對文人之待遇在中國史上屬於最高水準，由於宋代非常重視考生質素，教育事業也得到政府的支援。宋仁宗時，下詔州、縣辦學，進一步完善科举制度。宋代官學，規模空前，政府在中央設立国子监、太学、武學、律學及四門學和廣文館。中央各部門也設立書學、算學、畫學、醫學。地方上，設立州縣兩級學校，並在路設立學官。教師先由地方選聘，後改聘進士或國子監、太學畢業學生，教材有國家統一頒佈，多以五經為主。
宋神宗時期，王安石制訂太學三舍法（內舍、外舍、上舍）。學校會於每年按成績升舍，在上舍成績優秀時，可免州試和禮部考試，並特賜及第。有宋一代，各地書院式私學盛行，主要由於自唐朝以來，印刷業發達，書籍增多，民間可掌握的教育資料也開始增加，又因五代時戰亂四起，教育中斷，想學習的人一般都集中在有學識的學者的周圍，既而形成書院。宋朝時，官方為了對私人辦學進行管理，對私學「賜匾」、「賜書」、「賜學田」，給予承認，於是書院形成以私學，半官辦，官辦私學等多種方式。另外由於當時有學識有威望的學者，比如朱熹、陸九淵都喜歡在書院講學，在一定程度上提高書院式私學的威望。著名書院有石鼓书院、白鹿洞书院、嵩陽書院、岳麓書院、应天府书院和茅山书院。南宋時期，書院規模擴大，學生增多，逐步在社會上形成另一種辦學和上學的風氣。書院也從最初的教學場所變為兼顧研究的學術機構。宋朝政府還於宋仁宗慶曆四年（1044年）、神宗熙宁四年（1071年）至元豐元年（1078年）、徽宗崇宁元年（1102年）三次進行興學運動，以改革教育制度，提高人文品質，這三次運動也取得一定的成效。
宋代改良科舉制度也促成教育的發展，新的措施包括殿試的設立，防弊措施的增加，放寬應考條件，並增加取士數量等等。宋代的科考分為三級：解試（州試）、省試（由禮部舉行）和殿試。解試由各地方進行，通過的舉人可以進京參加省試。省試在贡院內進行，連考三天。通過者在宮內由皇帝主持殿試，在宋代凡於殿試中進士者皆即授官，不需要再經吏部選試。南、北宋三百二十年，總共開科一百一十八次。取進士二萬人以上，考試的公平使得平民的機會均等，因而促進社會階層的流動。

### 科技

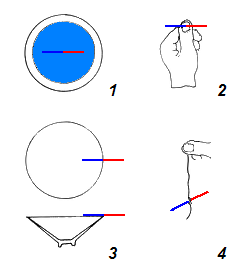
沈括在《梦溪笔谈》中记载指南针的四种使用方法：1 水浮法、2 置指甲法、3 置碗唇法、 4 缕悬法

科學技術史學者李约瑟認為，對科技史來講，唐朝不如宋朝有意義。宋朝也可谓是古代中國歷史上科技進步最快的時代，四大发明之中的膠泥活字印刷术诞生於宋朝，不过，一直到1440年德国谷登堡的鉛字活字印刷术出现和印刷术开始在欧洲传播以后（1833年传入中国），世界各地居民的識字率才开始攀升。
史學家黄仁宇在《中國大歷史》一书中指出，由於宋朝的经济未能在改革社会上发挥作用，导致科学技术无法系统地演进。慶曆年間，布衣毕昇在雕版印刷術的基礎上發明活字印刷術。這種印刷術成本較低，省功省力，快速就得到推廣。不久就傳入日本、朝鮮、越南等國。指南针的系统应用也是在宋朝，特别是用於航海导航“舟师识地理，夜则观星，昼则观日，阴晦观指南针”。指南针的使用方法据沈括《梦溪笔谈》记载有四种：一是水浮法，即将指南针放到盛水的容器中指示方向；二是置指甲法，即将指南针置于手指指甲上指示方向；三是置碗唇法，即将指南针放在碗唇边上指示方向；四是缕悬法，既将指南针用丝线悬空指示方向。后来第一种方法演化成水罗盘，第二种演化为旱罗盘，而第三、四种由於精密度低而被淘汰。火药發明於唐末。北宋初年，曾用以製作火箭、火球等。後來又出現帶爆炸性的霹雳炮。南宋時期更出現鐵火炮、突火枪槍、火銃等新式武器。這些武器威力巨大，被廣泛使用在對蒙戰爭中。《武經總要》是仁宗時期官方編修的一部詳細的軍事理論與軍事技術的巨著，其中就有大量的火器介紹與火藥的配製方法。後來在蒙古人西征時，火藥又被傳到西方。

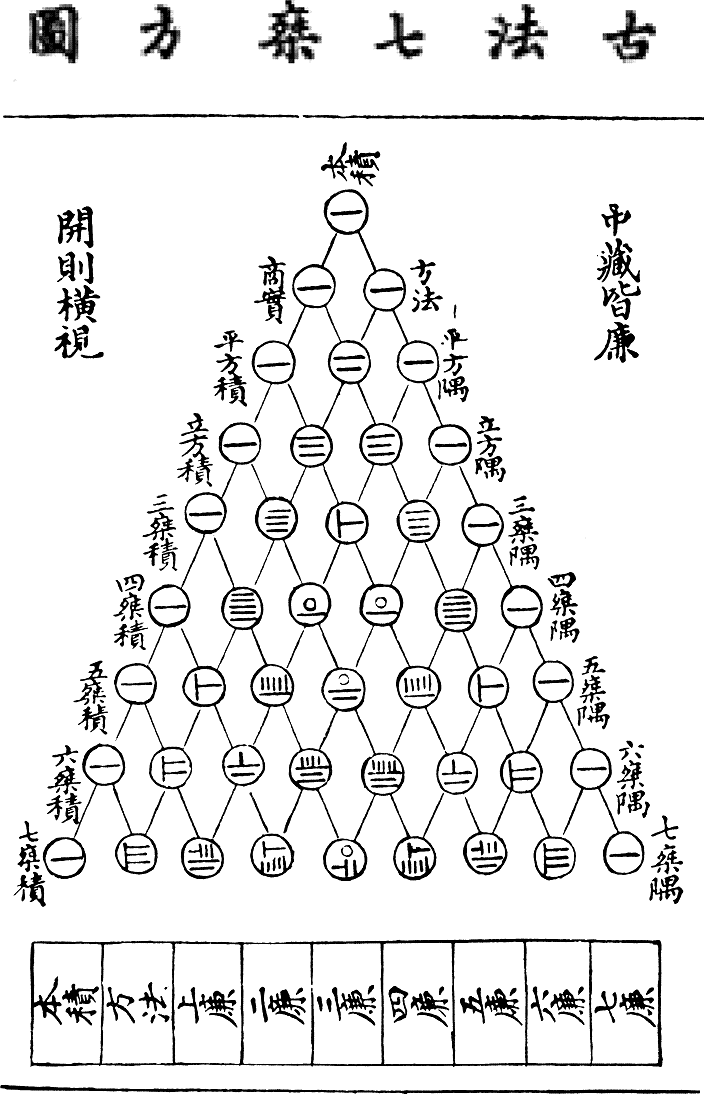
楊輝所繪之《古法七乘方圖》，描述二項式係數在三角形中的幾何排列

傳統數學在宋朝取得很大成就與進步，贾宪、秦九韶和杨辉都是出眾的數學家。著名的成果有「杨辉三角形」等，數學著作則有《數書九章》和《楊輝算法》。宋朝的历法一共更改了十九次，是中國歷史上曆法改革非常頻繁的時代。在神宗之前，使用的是楚衍所編制的崇天曆。神宗到徽宗期間，改采以姚舜輔編制的紀元曆。南宋的曆法是以楊忠輔編制的統天曆為主。它定一回歸年的長度為365.2425日，比實際週期僅差廿六秒。與目前所用的西曆格裏曆完全一致。但比格裏曆要早四百年。在天文儀器上，燕肅在天圣八年（1030年）發明的蓮花漏首次使用漫流系統，記時的精准性因此獲得大幅度的提高。苏颂在元祐七年（1092年）研製成功的水運儀象台實現渾儀、渾象和報時的三位一體，並且具有近世天文台的開啟式圓頂等工具。景德三年（1006年）對豺狼座超新星的觀察記錄和至和元年（1054年）的天關客星觀察記錄是寶貴的天文資料。宋朝政府對醫藥學非常重視，設有太醫局與翰林醫官院，官修醫方有《太平聖惠方》等，官修本草有《開寶本草》等。中医的分科由唐朝的四科增加到九科，婦科與兒科在宋朝正式成形。针灸學、解剖学與法医学進步尤大，最著名的法醫著作是宋慈所著的《洗冤集录》。宋朝最重要的科技著作是沈括所著的《梦溪笔谈》。夢溪筆談共計達卅卷，六百零九條，全面總結當時宋朝的科技成就。

### 建筑

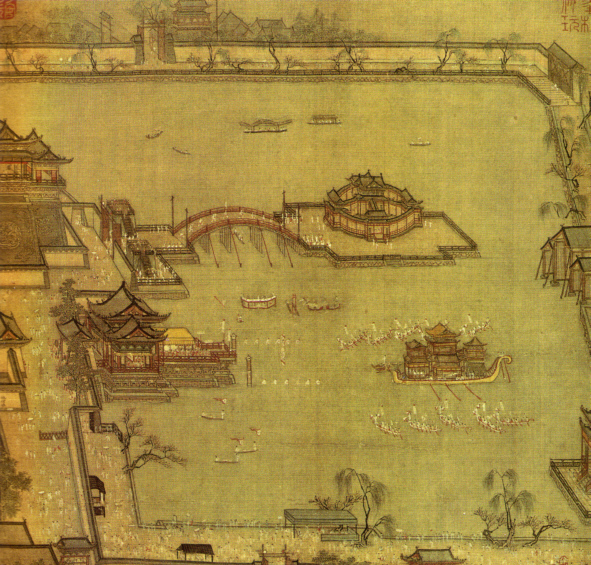
北宋《金明池奪標圖》描繪金明池當時的景況

宋朝在经济、手工业和科學技術方面都有發展，使得宋代的建築師、木匠、技工、工程師、斗栱體系、建築構造與造型技術達到很高的水平。建築方式也日漸趨向系統化與模組化，建築物慢慢出現自由多變的組合，並且綻放出成熟的風格並且擁有更專業的外型。為了增強室內的空間與採光度，採用減柱法和移柱法，樑柱上的斗拱铺作層数增多，更出現不规整形的樑柱鋪排形式，跳出唐朝樑柱鋪排的工整模式。宋代的建築明顯瘦長單薄，有弧形的屋頂以及宋代特有的尖塔。
雖然宋朝有很多不同類型的建築物，但傑出的建築都是佛塔、石橋、木橋、園林、皇陵與宮殿。由於注重意境的園林設計特意追求把自然美與人工美融為一體的意境，所以這一時期的建築，一改唐代雄渾的特點，變得纖巧秀麗，柔弱纖秀，曲線柔和，注重裝飾，華麗而繁細。建築物的屋脊、屋角有起翹之勢，不像唐代渾厚的風格，給人一種輕柔的感覺。油漆的大量使用，颜色十分突出。在窗櫺，樑柱與石座的雕刻與彩繪的變化十分豐富，柱子造型更是變化多端。
雖然數千年來，建築智慧依靠口耳相傳，子承父業相傳下來，關於建築的文獻却早已存在。歷史學家通过水墨畫中所描繪的建築物了解宋朝建築的配搭。此外李诫所著之《营造法式》是宋朝建筑学的重要文献，它對施工和度量的描述非常深入，比以前的文獻更有組織，也对后世中国建筑设计，影响深远。另一方面，朝廷設立專門負責建築營造及相關的官職與機構－將作監來掌管宮室建築，讓建築智慧有系統地流傳下來。

### 藝術

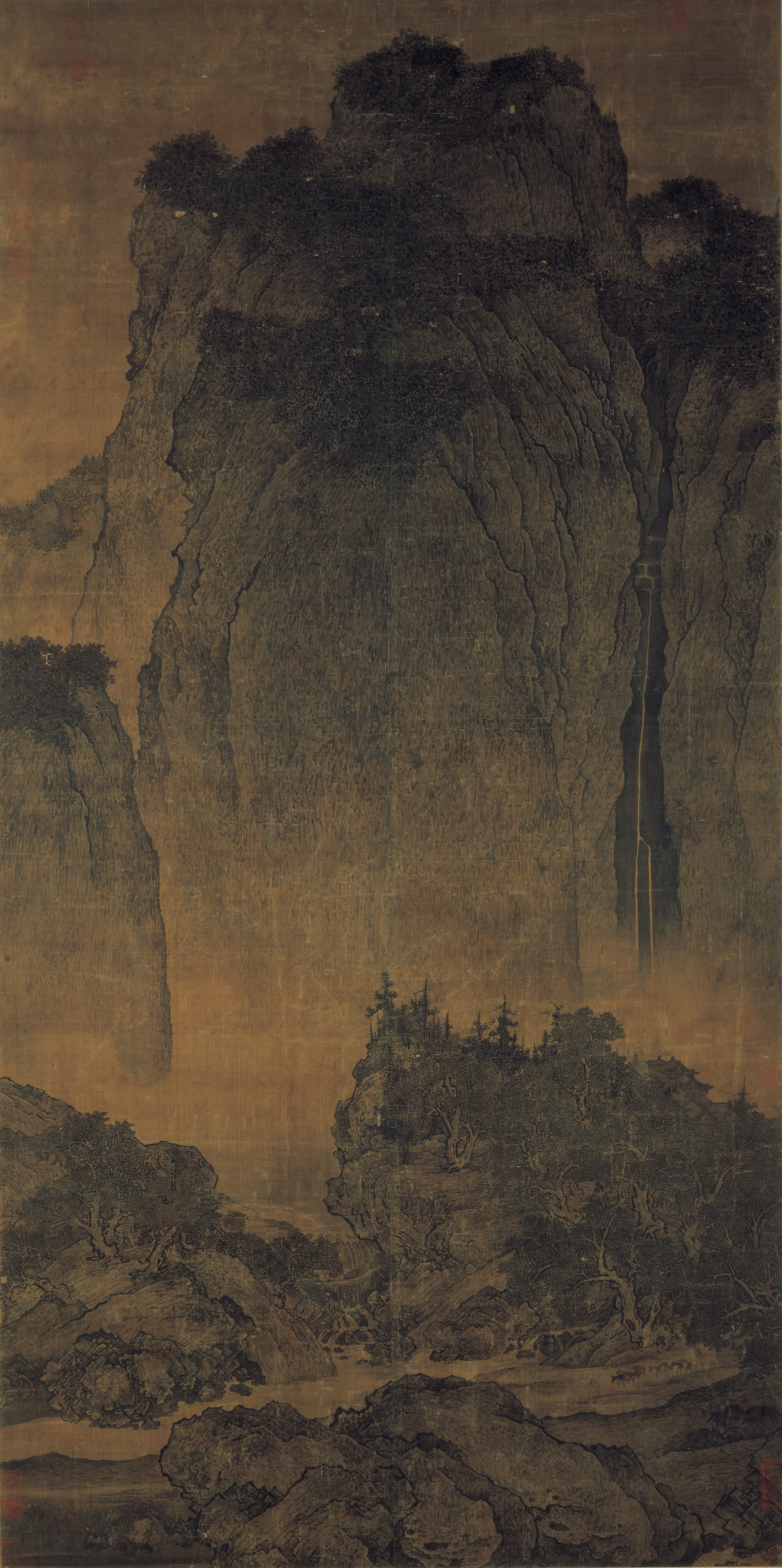
范寬的谿山行旅圖

宋朝是中國書畫藝術的頂峰期，宋朝皇帝特別重視書畫事業，在宮廷設立翰林畫藝局，翰林圖畫院與畫學。宋畫主要可分為山水画、人物畫、花鸟画三大分類。中國山水畫到宋朝為一多方發展之時期，派別之分演既多，畫家亦彬彬輩出。宋朝初期中國山水畫承襲五代荊浩、關仝、董源與巨然等人，使中國山水畫推向高峰。北宋以米芾、米友仁父子最為卓越，他們成功的將文人畫與山水畫風格相融合，後人難以企及。其他山水畫名家還有北宋的范寬、郭熙。范寬的《谿山行旅圖》中峰鼎立的構圖方式，表現出山的氣勢雄偉，前景作一巨石與主峰取得平衡，並以山腰的一線飛瀑，連貫上下氣勢。到了宋代南渡以後，山水畫風大變，崇尚水墨。有名的有號稱為「南宋四家」的李唐、劉松年、马远和夏圭等。李唐、劉松年等畫家的筆法細潤，色彩富麗，精麗巧整，世稱院體。後來的馬遠與夏珪學習唐朝畫法並參以南宋水墨之法。。

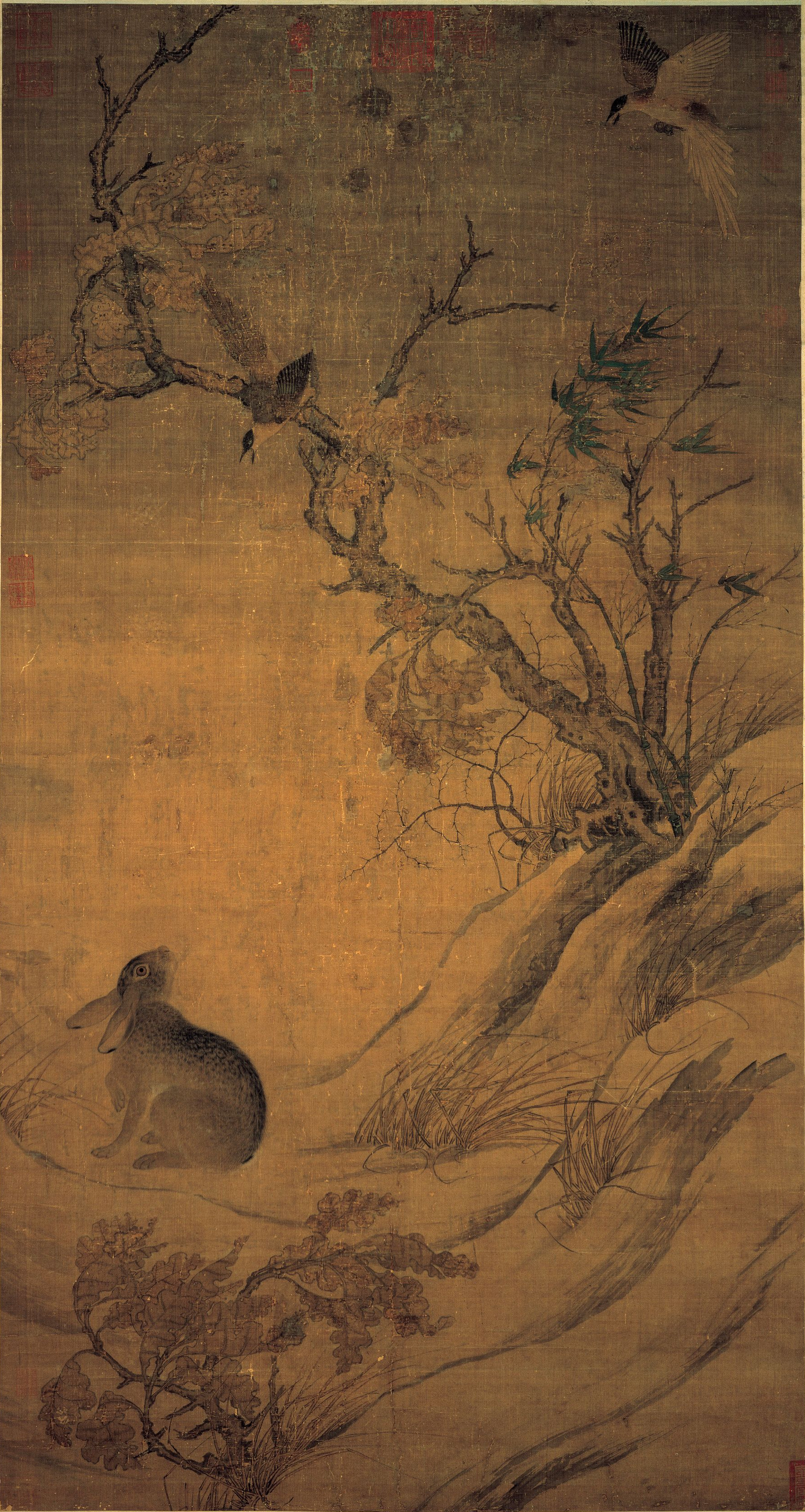
崔白的雙喜圖

文人畫與花鳥畫互相融合，讓宋朝花鳥畫顯得格外清麗脫俗。花鳥畫自從五代黃筌與徐熙分道揚輝之後，到了宋朝，純綷審美之風氣盛行起來，以致於花鳥畫與山水畫更加興盛，幾乎取代人物畫的中心地位。宋初名家有黃居寀和徐崇嗣二人並起，其情形頗興北宗山水發展於院內，南宗山水發展於院外者相似。除了黃徐二人之外，還有崔白和宋徽宗擅長花鳥畫。徽宗的书法和绘画都在中國藝術史上有重要地位。徽宗獨創瘦金體，並重視書畫事業。翰林書畫院的地位大幅提高，著名畫家，清明上河圖的作者张择端就是其提拔。其子趙構也受到薰陶，成為傑出書法家。徽宗時期，院體畫中的花鳥畫大盛，徽宗本人就是個花鳥畫大家。宋朝人物畫的宗師是李公麟，他繪畫體裁廣泛，無所不工無所不能。以建築物比例構圖的界畫在宋朝勃興，郭忠恕和张择端是其代表。南渡以後，歷史人物題材畫開始興起。蘇漢臣的《秋庭嬰戲圖》，畫中的兩個小孩推棗磨時的精神和眼神，就令人嘆為觀止。道釋人物畫在宋代不甚盛行，不過確有一些重要畫家出現，包括武宗元、李公麟、梁楷等人。其中以《八十七神仙卷》最為出名，眾多仙人仙女，飄然列隊而行，行如流水，極為生動。

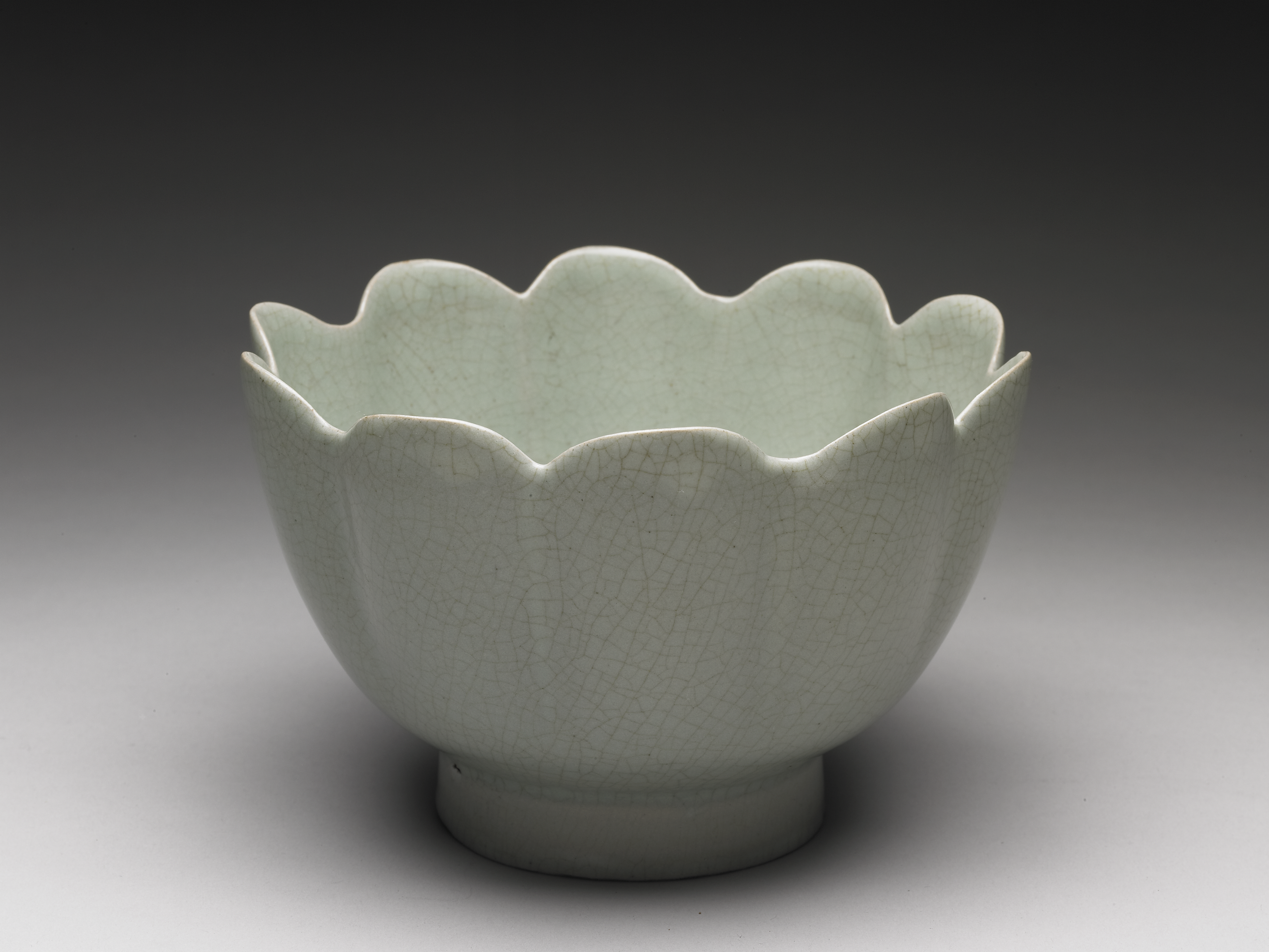
汝窯青瓷蓮花式溫碗

宋朝是中國歷代當中陶瓷藝術的鼎盛時期，其形制優美，高雅凝重，不但超越前人成就，即使後人仿製也少能匹敵。宋瓷經學者研究歸納，以定、汝、官、哥、鈞五大名窯最為出名。定窯以白瓷淺刻見長；汝窯、官窯與哥窯則以青瓷為主，青瓷係以氧化鐵為發色劑，先在坏體上施以淺浮雕，再施釉，燒成翠綠，影青等等；鈞窯位於鈞州，作品特色為用鐵、銅、鈦等金屬氧化物，經燒成後在土坏表面形成各種紅、綠、紫、白，多采多姿的效果。官窯，顧名思義，即專門為皇室燒製的陶瓷。南宋時由於許多北方名窯的工匠避難來到南方，為南宋的青瓷、白瓷工藝帶來新的技術，加上海上絲瓷之路的便利，使中國瓷器開始暢銷到世界各地。

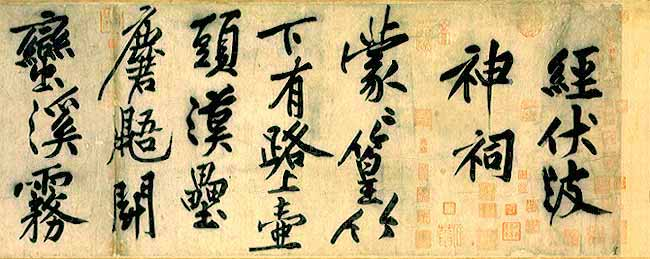
黄庭堅書伏波神祠诗卷（局部）

宋朝書法主張尚意，注重在哲理性、書卷氣、風格化與意境表現，同時也提倡個性化和獨創性。宋朝書法跳脫唐朝的風格而開創新局。隋唐五代的書法注重在「工」的體現，而宋朝書法主張尚意抒情的部分，需具有「學識」即「書卷氣」的部分。蘇軾提出「我書意造」的口號，他的筆法內緊外松，險竣多變。蘇（蘇軾）、黃（黃庭堅）、米（米芾）、蔡（蔡襄，“蔡”原指蔡京，为北宋误国六贼之一，后世以其“人品奸恶”，遂改为蔡襄）為北宋書法四大家。宋四家一改唐楷面貌。直接晉帖行書遺風。無論是天資既高的蔡襄和自出新意的蘇東坡，還是高視古人的黃庭堅和蕭散奇險的米芾，都力圖在表現自己的書法風貌的同時，凸現出一種標新立異的姿態，使學問之氣鬱郁芊芊發於筆墨之間，並給人以一種新的審美意境。而南宋的吳說、宋徽宗、陸游、范成大、朱熹、文天祥等書家中進一步延伸，其中宋徽宗特殊的書法風格被稱作瘦金體，然而南宋書家的學問和筆墨功底已不能和北宋四家相比。
宋朝時，油畫較有發展，作品有如易元吉《寒梅雀兔圖》、趙大年《雪犬》、陳公儲《畫龍》、龔吉《兔》冊、宋澥山水畫冊等。時油畫多為絹帛油畫。北宋《營造法式》記載了桐油煉製法。有說中國油畫在元代傳入歐洲，其說待訂。

## 社會

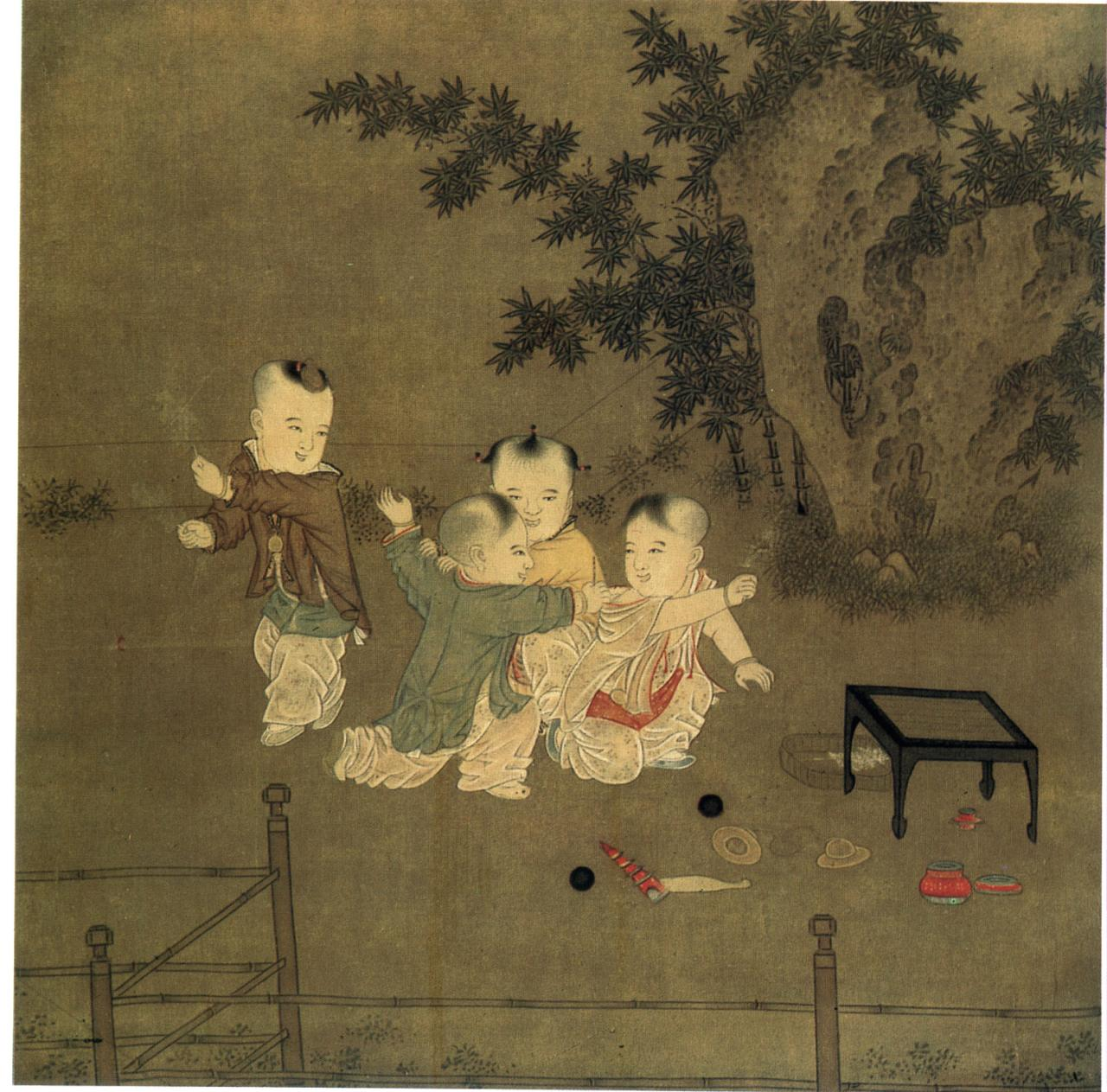
在宮殿玩耍的孩子

由於晚唐五代时期门阀士族已经沒落，科舉考試制度到宋代真正得到廣泛應用，對社會真正產生極其重大的影響。科举制度使大量过去贫寒的读书人一跃成为士大夫阶级，使政府與社會有了緊密的聯繫，也打開平民入仕為官的管道。透過科舉入仕的知識階級在宋朝時已在政治、經濟、法律、文化各方面取得十分全面的優勢地位，在法律上也擁有許多特權，因而社會大眾以中舉任官做為讀書的首要目標，社會也就衍生出「萬般皆下品，唯有讀書高」的風尚。儒家的忠孝節義觀念，透過社會、鄉約、族規、家禮等各種方式深入民間，推廣於全社會。中國自宋代以後也得以構成一個比唐代遠為普及的文化社會族群。而基層知識分子，構成基層鄉紳，並成為村鎮百姓與官府的橋樑。他們指導公共工程、支援學校與書院、編纂地方地誌、參加地方祭典、糾集賑災工作、招募地方自衛武力、提供村鎮行為規範。两宋時期，透過科舉孕育而成的士大夫階級，是一個同時擁有政治權力、經濟優勢、學術文化素養的新興族群。
瓦舍是重要的庶民遊樂場所，內有勾欄，專供大眾娛樂。東京的瓦舍見於《東京夢華錄》的就有十座。臨安的瓦舍見於《武林舊事》的有廿三座。瓦舍的演出內容呈現商業化、專業化、通俗化、大眾化的新趨勢。演出的內容主要包括說唱、戏剧、雜技和武術等。其形式多樣，深受大眾的好評。而在農村，宗族制度成為維繫社會的主因。廿世紀之前，中國的政權只向下延伸到縣衙，其下完全通過「鄉保」與「族長」進行管理。在理学的教化下与士人的影響下，官方辦理社會救助；透過理學薰陶，商人階級出資辦理社會救助。救助內容除了辦書院、訂鄉約以激勵品德外，還普遍辦理義莊，以救貧恤孤，資助教育；辦社倉，以備荒歉 ；辦保甲，以補地方之武裝而保民。這種由士人自發的救助工作，成為自南宋以降中國社會安定的重大因素。在宋代之前，官方的社會救助活動多屬臨時性質；宋代開始，各州縣普遍設立各種社會救助的永久性機構。族長通過訂立鄉約鄉規來保持社會的秩序。地方紳士通過辦學、救濟事業、修橋鋪路等手段造福鄉里。
学者柳詒徵认为宋朝的會社企業、集會集市以及行業協會組織十分發達。例如，吳自牧《夢粱錄》記錄了文化、藝術、宗教、娛樂、食品餐飲、商業、製作、服務等各行業各種社會團行，諸如踏弩社、蹴鞠社、打球社、賭錢社、靈寶會、茶湯會、花團、菜行、魚行、酒行、食飯行、布行、銷金行、香水行、腰帶作、油作、木作、竹作、香燭作、裱褙作、裝鑾作、裁縫作等各種企業，以及鬥寶會、米市、肉市、藥市、花市、珠子市等各種集會集市。各種行業協會、商會十分活躍。公共慈善事業，有米場、柴場、藥局、養濟坊、安濟局、慈幼局、居養院等機構，由官府舉辦或平民捐助，用以救助遇災或貧病幼老无告之人家。政府和民間無不認為慈善事業為公共事業之最要者，其風實自宋啟之。

## 君主年表
注：宋太祖黃袍加身後所追諡之其祖宗從未稱帝、掌權，故不收錄，可見宋朝君主列表一文
| 北宋 960年—1127年  |                                       |        |               | |
| 太祖               | 启运立极英武睿文神 德圣功至明大孝皇帝 | 赵匡胤 | 960年—976年   | 建隆 960年—963年 德 963年—968年 开宝 968年—976年 |
| 太宗               | 至仁應道神功聖德文 武睿烈大明廣孝皇帝 | 趙炅   | 976年—997年   | 太平兴国 976年—984年 雍熙 984年—987年 端拱 988年—989年 淳化 990年—994年 至道 995年—997年                                                                                   |
| 真宗               | 应符稽古神功让德文 明武定章圣元孝皇帝 | 赵恒   | 997年—1022年  | 咸平 998年—1003年 景德 1004年—1007年 大中祥符 1008年—1016年 天禧 1017年—1021年 兴 1022年                                                                                   |
| 仁宗               | 体天法道极功全德神 文圣武睿哲明孝皇帝 | 赵祯   | 1022年—1063年 | 天圣 1023年—1032年 明道 1032年—1033年 景祐 1034年—1038年 宝元 1038年—1040年 康定 1040年—1041年 慶曆 1041年—1048年 皇祐 1049年—1054年 至和 1054年—1056年 嘉祐 1056年—1063年 |
| 英宗               | 体乾应历隆功盛德宪 文肃武睿圣宣孝皇帝 | 赵曙   | 1063年—1067年 | 治平 1064年—1067年 |
| 神宗               | 绍天法古运德建功英 文烈武钦仁圣孝皇帝 | 赵顼   | 1067年—1085年 | 熙宁 1068年—1077年 元丰 1078年—1085年 |
| 哲宗               | 宪元继道显德定功钦 文睿武齐圣昭孝皇帝 | 赵煦   | 1085年—1100年 | 元祐 1086年—1094年 绍圣 1094年—1098年 元符 1098年—1100年 |
| 徽宗               | 体神合道骏烈逊功圣 文仁德宪慈显孝皇帝 | 赵佶   | 1100年—1126年 | 建中靖国 1101年 崇宁 1102年—1106年 大观 1107年—1110年 政和 1111年—1118年 重和 1118年—1119年 宣和 1119年—1125年                                                             |
| 钦宗               | 恭文顺德仁孝皇帝                      | 赵桓   | 1126年—1127年 | 靖康 1126年—1127年 |
| 南宋 1127年—1279年 |                                       |        |               | |
| 高宗               | 受命中兴全功至德圣 神武文昭仁宪孝皇帝 | 赵构   | 1127年—1162年 | 建炎 1127年—1130年 绍兴 1131年—1162年 |
|                    | 元懿太子                              | 赵旉   | 1130年—1130年 | 明受 1130年 |
| 孝宗               | 绍统同道冠德昭功哲 文神武明圣成孝皇帝 | 赵昚   | 1162年—1189年 | 隆兴 1163年—1164年 道 1165年—1173年 淳熙 1174年—1189年 |
| 光宗               | 循道宪仁明功茂德温 文顺武圣哲慈孝皇帝 | 赵惇   | 1189年—1194年 | 绍熙 1190年—1194年 |
| 宁宗               | 法天备道纯德茂功仁 文哲武圣睿恭孝皇帝 | 赵扩   | 1194年—1224年 | 庆元 1195年—1200年 嘉泰 1201年—1204年 开禧 1205年—1207年 嘉定 1208年—1224年                                                                                                |
| 理宗               | 建道备德大功复兴烈 文仁武圣明安孝皇帝 | 赵昀   | 1224年—1264年 | 宝庆 1225年—1227年 绍定 1228年—1233年 端平 1234年—1236年 嘉熙 1237年—1240年 淳祐 1241年—1252年 宝祐 1253年—1258年 开庆 1259年 景定 1260年—1264年                           |
| 度宗               | 端文明武景孝皇帝                      | 赵禥   | 1264年—1274年 | 咸淳 1265年—1274年 |
| 恭宗               | 孝恭懿聖皇帝                          | 赵㬎   | 1274年—1276年 | 德祐 1275年—1276年 |
| 端宗               | 裕文昭武愍孝皇帝                      | 赵     | 1276年—1278年 | 景炎 1276年—1278年 |
| 忠宗               | 忠烈皇帝                              | 赵昺   | 1278年—1279年 | 祥兴 1278年—1279年 |

## 註解
1. ↑  即东京开封府，今河南省开封市，北宋滅亡後改稱汴京。
2. ↑  今浙江省杭州市。1127年6月12日，康王赵构在应天府称帝建立南宋，是為宋高宗。1129年农历二月金国再次南袭，宋高宗从扬州经过镇江逃到杭州。是年农历九月，金国渡江南侵，宋高宗南逃，农历十月到越州（今浙江省绍兴市），随后又逃到明州（今浙江省宁波市），并自明州到定海（今浙江省宁波市镇海区），跟随二十余只船在台州、温州沿岸一带的东海海上漂泊四个多月，是为“海上朝廷”。期间在章安（今浙江省台州市椒江区章安街道）停泊十七日。直到建炎四年（1130年）夏季金兵撤离江南後，他才又经过越州回到临安。临安取临时偏安之意，日后定作朝廷「行在」，充当临时首都，而始终视汴京为正统首都。
3. ↑  一說此事為美化，但趙匡胤控制兵權為史實
4. ↑  錢穆在《國史大綱》第六编《两宋之部》中说：“与秦、汉、隋、唐统一相随并来的，是中国的富强”，而宋朝“却始终摆脱不了積弱的命运”。
5. ↑  邓广铭 漆侠《北大宋史专题课》第一课 宋朝在中国的历史地位 第4页 说：“宋代是我国封建社会发展的最高阶段，其物质文明与精神文明所达到的高度，在中国整个封建社会历史时期之内，可以说是空前绝后的。”
6. ↑  繁：，简：，拼音：，注音：。
7. ↑  繁：，简：，拼音：，注音：，音同「照续」。
8. ↑  繁：，简：，拼音：，注音：，音同「照吉」。
9. ↑  宋廷向金国交纳4.9520万金锭、154.5600万银锭，又以11635名王妃、宫女等共折合60.7700万金锭、258.3100万银锭发配于其士卒，但最后仍欠34.2780万金锭、87.1300万银锭。大部分女俘被抵押到金国官妓——洗衣院中。《靖康稗史箋證》记载：“契勘二庶人誓约，愿献犒金一百万锭、银五百万锭，先续过纳金247600两，用情准49520锭；银7728000两，准1545600锭。不欲照50两1锭旧例，所缩已多。是依庶人续约，准折金607700锭、银2583100锭，具详别幅。仍缩金342780锭、银871300锭。限五日内尽数津纳，如仍隐匿延稽，当府即纵兵大索，毋贻悔吝，须议指挥……选纳妃嫔83人，王妃24人，帝姬、公主22人，人准金1000锭，得金134000锭，内帝妃五人倍益。嫔御98人，王妾28人，宗姬52人，御女78人，近支宗姬195人，人准金500锭，得金225500锭。族姬1241人，人准金200锭，得金248200锭。宫女479人，采女604人，宗妇2091人，人准银500锭，得银1587000锭。族妇2007人，歌女1314人，人准银200锭，得银664200锭。贵戚、官民女3319人，人准银100锭，得银331900锭。都准金6077000锭，银2583100锭。”[參⁠ 33]
10. ↑  另称“靖康之禍”、“靖康之耻”
11. ↑  据《宋史·岳飛傳》载這是为了满足完颜宗弼為《紹興和議》所设的前提以防止岳飛的十萬岳家軍攻入黃河以北：『兀朮遺檜書曰：「汝朝夕以和請，而岳飛方為河北圖，必殺飛，始可和。」』
12. ↑  岳飛於绍兴十一年除夕夜（1142年1月27日）被杀，南宋使节立刻於紹興十二年（1142年）正月带着正式照函从岳飛被杀的临安（今杭州）去金国囚禁宋钦宗和韋氏的五国城（今黑龙江哈尔滨依兰县依兰镇五国城村）接人，韋氏四月丁卯日（5月1日）即啟程回宋，八月壬午（9月13日），韋氏到達宋都臨安。
13. ↑  即原籍在南宋境內的漢人歸南宋，原籍在金國境內的漢人歸金國。
14. ↑  繁：，简：，拼音：，注音：，音同「照甚」。
15. ↑  繁：，简：，拼音：，注音：，音同「照蹲」。
16. ↑  繁：，简：，拼音：，注音：，音同「照奇」。
17. ↑  石壁上刻了的「镇国大将军张弘範灭宋於此」，後來被人在前加了一個「宋」字，但張弘範並非宋人。明朝御史徐瑁削去，另刻「宋丞相陸秀夫死於此」。
18. ↑  宋太祖认为，“可以利百代者，唯养兵也。方凶年饥岁，有叛民而无叛兵；不幸乐岁而变生，则有叛兵而无叛民”(《嵩山文集》卷1《元符三年应诏封事》)
19. ↑  南宋吴儆写《论募兵》道:“饥岁莫急于防民之盗，而防盗莫先于募民为兵”，“桀黠强悍之人既已衣食于县官，而驯制之，则饥民虽欲为盗，谁与倡之?是上可以足兵之用，下可以去民之盗，一举而两得之”
20. ↑  錢穆《中国历代政治得失》：“正因宋代人那样尚文轻武，所以好铁不打钉，好男不当兵的话头，也就从那时传下来。”但宋朝未必有這樣的話流傳。較有可能是《五代史漢平話》“汉史平话”卷上：“做人莫做軍，做鐵莫做針。”
21. ↑  另称“置指爪法”，即将指南针放到针尖上指示方向。
22. ↑  由宗族鄰里所發起的自律性生活公約。宋人呂大防制定鄉約，便規定同約的人要：“德業相勸，過失相規，禮俗相交，患難相恤。”民間自律的鄉約，可以彌補地方政治的不足。

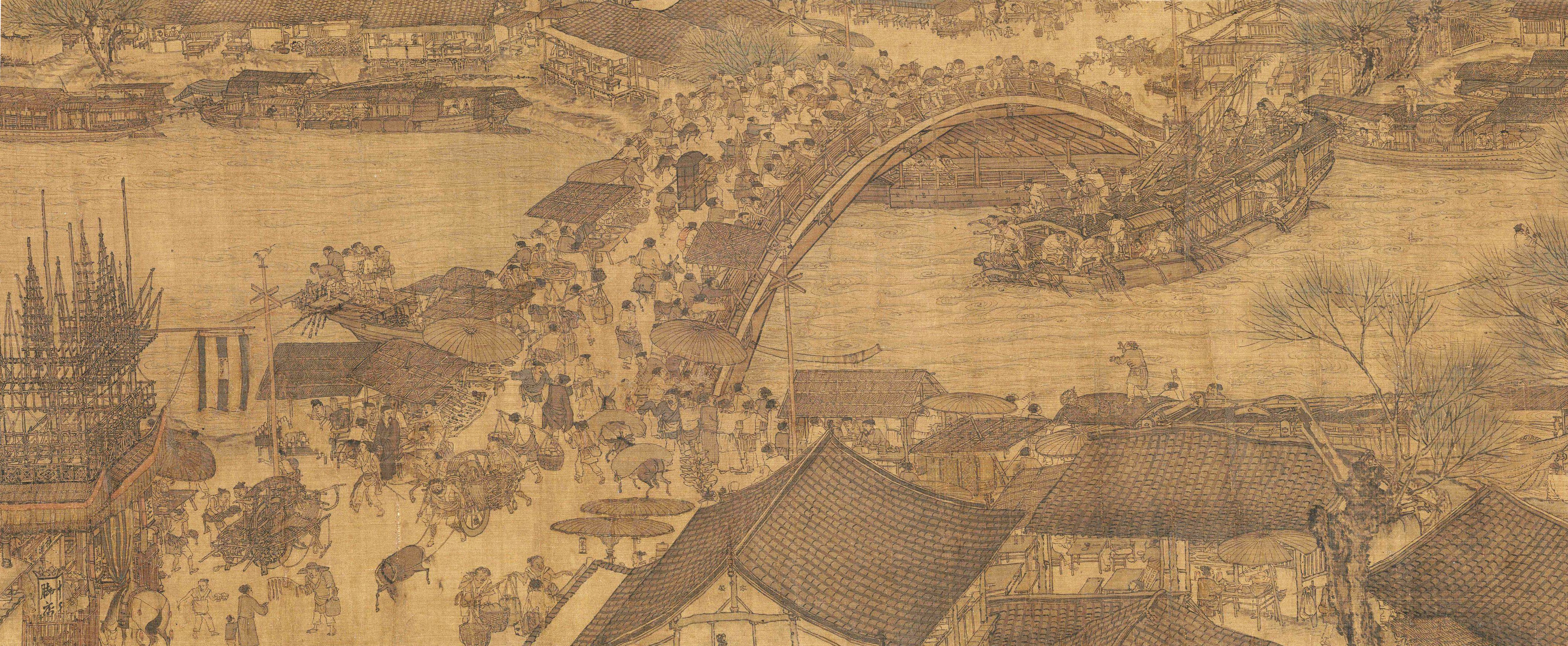
清明上河圖局部，描繪北宋京城汴梁及汴河兩岸的繁華和熱鬧的景象和優美的自然風光

23. ↑  另作“瓦子”、“瓦肆”、“瓦市”。
24. ↑  繁：，简：，拼音：，注音：，音同「照显」。
25. ↑  世史學家常使用宋帝昺、宋少帝、宋幼主等稱呼。
26. ↑   註: